# Wojna polsko-bolszewicka
Wojna polsko-bolszewicka (wojna polsko-sowiecka, wojna polsko-radziecka, wojna polsko-rosyjska 1919–1921) – wojna pomiędzy odrodzoną Rzeczpospolitą Polską (II RP) a Rosyjską Federacyjną Socjalistyczną Republiką Radziecką (RFSRR), dążącą do podboju europejskich państw i przekształcenia ich w republiki sowieckie, zgodnie z ideologią, doktryną polityczną i programem politycznym Rosyjskiej Partii Komunistycznej (bolszewików) (RKP(b)) i jej deklarowanymi celami politycznymi, określanymi jako „rewolucja z zewnątrz”.
Wojna przez cały okres trwania toczyła się równolegle w wymiarze militarnym i bardzo silnie zaakcentowanym wymiarze politycznym. Trwała w latach 1919–1920, a jej najważniejszymi epizodami militarnymi były: wyprawa kijowska, bitwa warszawska, kontruderzenie znad Wieprza, bitwa pod Komarowem i bitwa nad Niemnem.
12 października 1920 delegacja Sejmu RP i rządu Rzeczypospolitej oraz delegacja rządu RFSRR zawarły w Rydze zawieszenie broni (weszło w życie 18 października), a 18 marca 1921, również w Rydze, podpisany został pokojowy traktat ryski, który wytyczył granicę polsko-radziecką. Do agresji ZSRR na Polskę (1939) traktat regulował stosunki pomiędzy II Rzecząpospolitą a RFSRR, a następnie (od 1922) z ZSRR.

## Nazwa
W polskiej historiografii konflikt określany jest najczęściej jako: wojna polsko-bolszewicka, wojna polsko-radziecka, wojna polsko-sowiecka. Zdaniem Lecha Wyszczelskiego najwłaściwszą nazwą jest wojna polsko-rosyjska.

## Przyczyny wybuchu wojny

Sytuacja po traktacie brzeskim

Pomiędzy odradzającą się po zaborach Polską a Rosją nie istniała żadna uznawana przez strony granica państwowa, rząd bolszewicki w Rosji nie był uznawany na arenie międzynarodowej, zaś kwestią sporną pozostawał status terytoriów położonych pomiędzy zwartym etnicznym obszarem polskim a obszarem rosyjskim (przedrozbiorowego Wielkiego Księstwa Litewskiego i wchodzącej przed rozbiorami do Korony prawobrzeżnej Ukrainy). W konsekwencji starcie pomiędzy Polską a Rosją o wzajemne granice i sposób zorganizowania politycznego ziem pomiędzy wschodnią granicą Kongresówki a granicą Rzeczypospolitej Obojga Narodów sprzed rozbiorów było nieuniknione. Ponieważ niemiecka armia okupacyjna Ober-Ostu, stanowiąca bufor bezpieczeństwa na tych terytoriach pomiędzy siłami polskimi a bolszewickimi, wycofywała się po 11 listopada 1918 w szybkim tempie, musiało dojść do nieuniknionego bezpośredniego spotkania wojsk polskich i bolszewickich i do określenia statusu politycznego ziem przedrozbiorowej Rzeczypospolitej w drodze faktów dokonanych.
Celem politycznym Piłsudskiego było stworzenie federacji państw narodowych w Międzymorzu Bałtycko-Czarnomorskim od Estonii po Naddnieprze, tym samym oddzielając etniczną Polskę od Rosji i uniemożliwiając ekspansję terytorialną Rosji na zachód. Motywem Piłsudskiego jako Naczelnika Państwa było przekonanie, że istnienie Polski pomiędzy Niemcami a Rosją jest uzależnione od stworzenia systemu silnych sojuszy lokalnych, uniemożliwiających ponowny rozbiór terytorium przedrozbiorowej Rzeczypospolitej Obojga Narodów pomiędzy dwóch silnych sąsiadów – Niemcy i Rosję, bowiem Polska samotnie jest zbyt słaba, by oprzeć się równoczesnemu naciskowi niemiecko-rosyjskiemu, niezależnie od form ustrojowych, w jakich znajdują się te narody.

Na Wschodzie [...] są drzwi, które się otwierają i zamykają i zależy, kto i jak szeroko siłą je otworzy

W listopadzie 1918 roku w Niemczech wybuchła rewolucja, która proklamowała republikę. Bolszewicy pragnęli uzyskać bezpośredni dostęp do granicy niemieckiej w Prusach Wschodnich, by czynnie wpływać na wydarzenia polityczne w zrewolucjonizowanych Niemczech. Marsz Armii Czerwonej na zachód i zajmowanie kolejnych miejscowości opuszczanych przez wojsko niemieckie odbywały się, zanim jeszcze Wojsko Polskie po odzyskaniu niepodległości w listopadzie 1918 przez Polskę i objęciu władzy przez Józefa Piłsudskiego (jako Naczelnika Państwa i Naczelnego Wodza) zdążyło się sformować i podjąć jakiekolwiek działania.

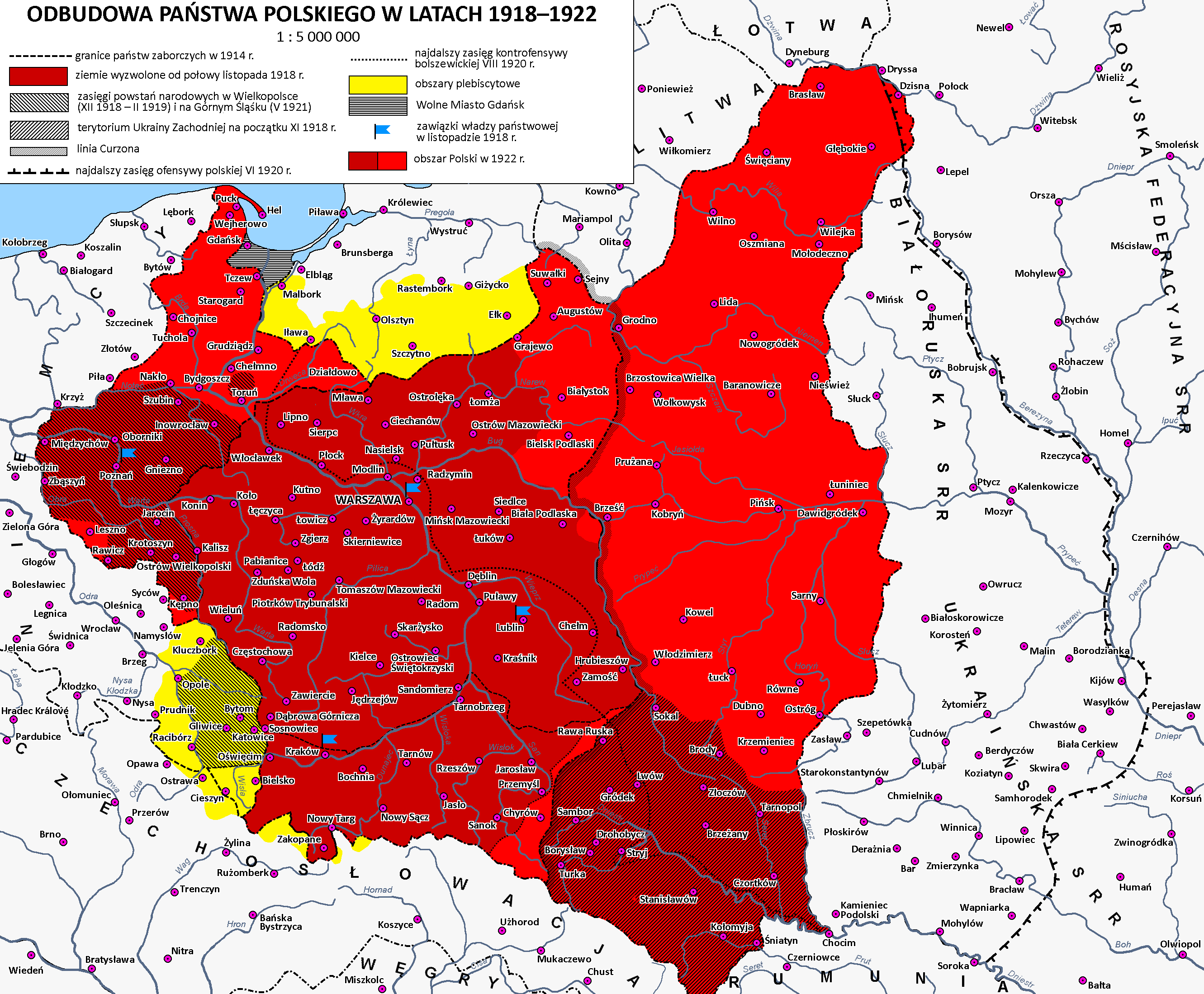
Walka o granice II Rzeczypospolitej 1919–1921

Niezależnie od głębszych powodów wojny bezpośrednią przyczyną wybuchu była rozpoczęta w konsekwencji zawieszenia broni w Compiègne 11 listopada 1918 ewakuacja niemieckiej armii Ober-Ost, zajmującej front o długości 2500 kilometrów od Zatoki Botnickiej po Morze Azowskie, która pozostawała na terenach proklamowanych formalnie niepodległych państw: Litwy i Ukrainy, a także późniejszych Estonii, Łotwy i Białorusi. Powstanie tych państw było konsekwencją zawartego przez Rosję Sowiecką separatystycznego pokoju z Niemcami i Austro-Węgrami (traktat brzeski), w którym rząd bolszewicki wycofał Rosję z koalicyjnego udziału w I wojnie światowej. W okresie pomiędzy zawarciem pokoju brzeskiego a klęską Niemiec, stosunki pomiędzy Niemcami (zwłaszcza kołami wojskowymi) a bolszewikami cechowała wzajemna oficjalna współpraca.
Bolszewicy po zawarciu w listopadzie 1918 tajnego porozumienia z dowództwem niemieckim o bezpośrednim przejmowaniu przez Armię Czerwoną terenów okupacji Ober-Ostu, stworzyli już 16 listopada 1918 z przekształcenia Zachodniego Regionu Obronnego Armię Zachodnią, z kwaterą główną w Smoleńsku.

(...) wolna Łotwa, wolna Polska i Litwa, oraz wolna Finlandia, podobnie jak (...) wolna Ukraina, nie będą już klinem, lecz ogniwem łączącym Sowiecką Rosję z przyszłymi sowieckimi Niemcami i Austro-Węgrami. Jest to zapoczątkowanie federacji, początek europejskiej federacji komunistycznej – Związku Proletariackich Republik Europy

Trzonem Armii Zachodniej była Zachodnia Dywizja Strzelców z kadrą wojskową rekrutowaną z komunistów polskiego pochodzenia i Polaków, którzy znaleźli się w głębi Rosji w czasie I wojny światowej. Armia liczyła początkowo 10 tys. żołnierzy w stanie bojowym, pod koniec grudnia 1918 było ich 19 tys., zaś w lutym 1919 – 49 tys. Armia miała zająć Białoruś i Litwę, osiągając granicę niemiecką w Prusach Wschodnich, a następnie skierować się w stronę Polski w ten sposób rozpoczynając operację „Cel Wisła”, której celem była ograniczona akcja zbrojna mająca wybić drogę w kierunku Niemiec dla udzielenia wsparcia rewolucji komunistycznej na terytorium niemieckim. Nie podjęto politycznej decyzji czy Armia Czerwona ma wkroczyć na ziemie polskie czy mają to zrobić wyłącznie polskie jednostki rewolucyjne z Rosji. Powstała konieczność określenia prowizorycznej granicy ziem polskich. CKW grup KPRP w Rosji mimo braku formalnego upoważnienia z kraju, uważając się za przedstawiciela KPRP przy rządzie bolszewickim uznała, że z pewnością ziemiami polskimi są ziemie byłego Królestwa Polskiego z Chełmszczyzną i Suwalszczyzną oraz powiaty bielski i białostocki, ewentualnie również sokólski. Zdaniem politycznych władz Zachodniej Dywizji Strzelców na ziemie polskie powinny wkroczyć wyłącznie polskie jednostki rewolucyjne.
16 grudnia 1918 roku na zjeździe zjednoczeniowym SDKPiL i PPS-Lewica utworzyły Komunistyczną Partię Robotniczą Polski (istnieje rozbieżność w środowisku historyków czy decyzja ta była inspirowana z Moskwy, jak twierdzi np. Andrzej Albert, czy też była wynikiem długotrwałych procesów zbliżania się obu partii w okresie, gdy działacze komunistyczni w kraju nie mieli kontaktów z bolszewikami, jak twierdzi np. Andrzej Friszke). Partia ta przyjęła platformę programową, która zakładała m.in. opanowanie Rad Delegatów Robotniczych, by stworzyć konkurencyjny dla rządu polskiego ośrodek władzy rewolucyjnej. Co do kwestii narodowej i tworzenia państwa polskiego deklaracja programowa nowej partii stwierdzała: proletariat polski odrzuca wszelkie hasła polityczne jak autonomia, usamodzielnienie, samookreślenie, oparte na rozwoju form politycznych okresu kapitalistycznego. Dążąc do dyktatury, do przeciwstawienia wszystkim swoim wrogom swojej własnej rewolucyjnej siły zbrojnej, proletariat zwalczać będzie wszelkie próby stworzenia burżuazyjnej, kontrrewolucyjnej armii polskiej. Dla międzynarodowego obozu rewolucji socjalnej nie ma kwestii granic; opiera się ona na zasadzie wspólności interesów międzynarodowej klasy robotniczej, wykluczając wszelki ucisk narodowy i usuwając grunt spod wszelkich zatargów na tle narodowym i językowym (...). Zalecano pogłębianie w kraju stanu wrzenia i nieładu, prowadzenie propagandy przeciwko wyborom do Sejmu i reformie rolnej. Przeciwstawiano się tworzeniu Wojska Polskiego, gdyż utrudniłoby to zwycięstwo rewolucji w Niemczech i byłoby przeszkodą dla Armii Czerwonej w „wyzwalaniu” Litwy, Białorusi i Ukrainy. Rewolucyjni agitatorzy żądali trybunałów rewolucyjnych i odebrania „reakcji” praw demokratycznych. Program, przyjęty przez zjazd zjednoczeniowy, nie pozostawiał złudzeń, że komuniści z Komunistycznej Partii Robotniczej Polski zamierzali dokonać przewrotu bolszewickiego w odradzającej się Polsce.
Na zajętych przez Armię Czerwoną terytoriach proklamowana została 1 stycznia 1919 roku w Smoleńsku oddolnie utworzona przez miejscowych komunistówBiałoruska Socjalistyczna Republika Radziecka, przekształcona 27 lutego 1919 w Litewsko-Białoruską Socjalistyczną Republikę Radziecką (tzw. Litbieł), z władzami złożonymi w dużej części z komunistów pochodzenia polskiego. Miała to być komunistyczne wersja Wielkiego Księstwa Litewskiego o charakterze buforowym w stosunku do terytorium będącego pod wpływem Ententy.
3 stycznia 1919 polscy komuniści przebywający w Rosji utworzyli Rewolucyjną Radę Wojskową Polski (Polrewwojensowiet), mającą zająć się organizacyjnym wsparciem oczekiwanej rewolucji robotniczej w Polsce.
W styczniu 1919 roku zamordowano w Berlinie przywódców komunistycznych – Różę Luksemburg i Karola Libknechta. Rewolucja niemiecka uległa załamaniu. Tym samym traciły na aktualności przesłanki, którymi kierował się Polrewwojensowiet i władze bolszewickie podejmując działania zrewolucjonizowania sytuacji na terenach polskich. Zachodnią Dywizję zmieniono na 52 Dywizję Piechoty Armii Czerwonej i przerzucono ją na Front Południowy do walki z kontrrewolucją. Sukcesy wojsk polskich na froncie północnym zmusiły bolszewików do przyjęcia taktyki obronnej.
Niemcy 5 lutego 1919 roku podpisali w Białymstoku umowę, która przewidywała odtransportowanie wojsk niemieckich z zajmowanych obszarów liniami kolejowymi przez Polskę i marsz polski przeciw bolszewikom przez Białystok, Grodno i Wołkowysk. Pozycje zajmowane do tej pory przez Niemców miały zająć wojska polskie. Dotychczasowa linia frontu radziecko-niemieckiego zamieniła się w sposób naturalny we front radziecko-polski.

## Warunki naturalne i sztuka wojenna
Głównodowodzącym Armii Czerwonej był Sergiej Kamieniew, podlegający bezpośrednio narkomwojenmorowi (komisarzowi wojny i marynarki) Trockiemu, jednocześnie (podobnie jak Stalin) członkowi pięcioosobowego wówczas Politbiura partii bolszewików (Lenin, Trocki, Stalin, Zinowiew, Kamieniew jako członkowie, Piatakow i Bucharin jako zastępcy członków).
Długa linia, oddzielająca stronę polską i bolszewicką, była podzielona przez Polesie, które ze względu na podmokły teren nie nadawało się do prowadzenia działań zbrojnych. W związku z tym toczyły się one na dwu oddzielnych terenach: froncie północnym (Brama Smoleńska) i froncie południowym.
Wojska bolszewickie na froncie północnym (Front Zachodni Armii Czerwonej) były dowodzone przez Michaiła Tuchaczewskiego z Ivarem Smilgą jako komisarzem politycznym Frontu, a na froncie południowym (Front Południowo-Zachodni Armii Czerwonej) przez Aleksandra Jegorowa z Józefem Stalinem jako komisarzem politycznym Frontu i Budionnym jako dowódcą najbardziej znanej jednostki Frontu Południowo-Zachodniego – 1 Armii Konnej (Konarmii).

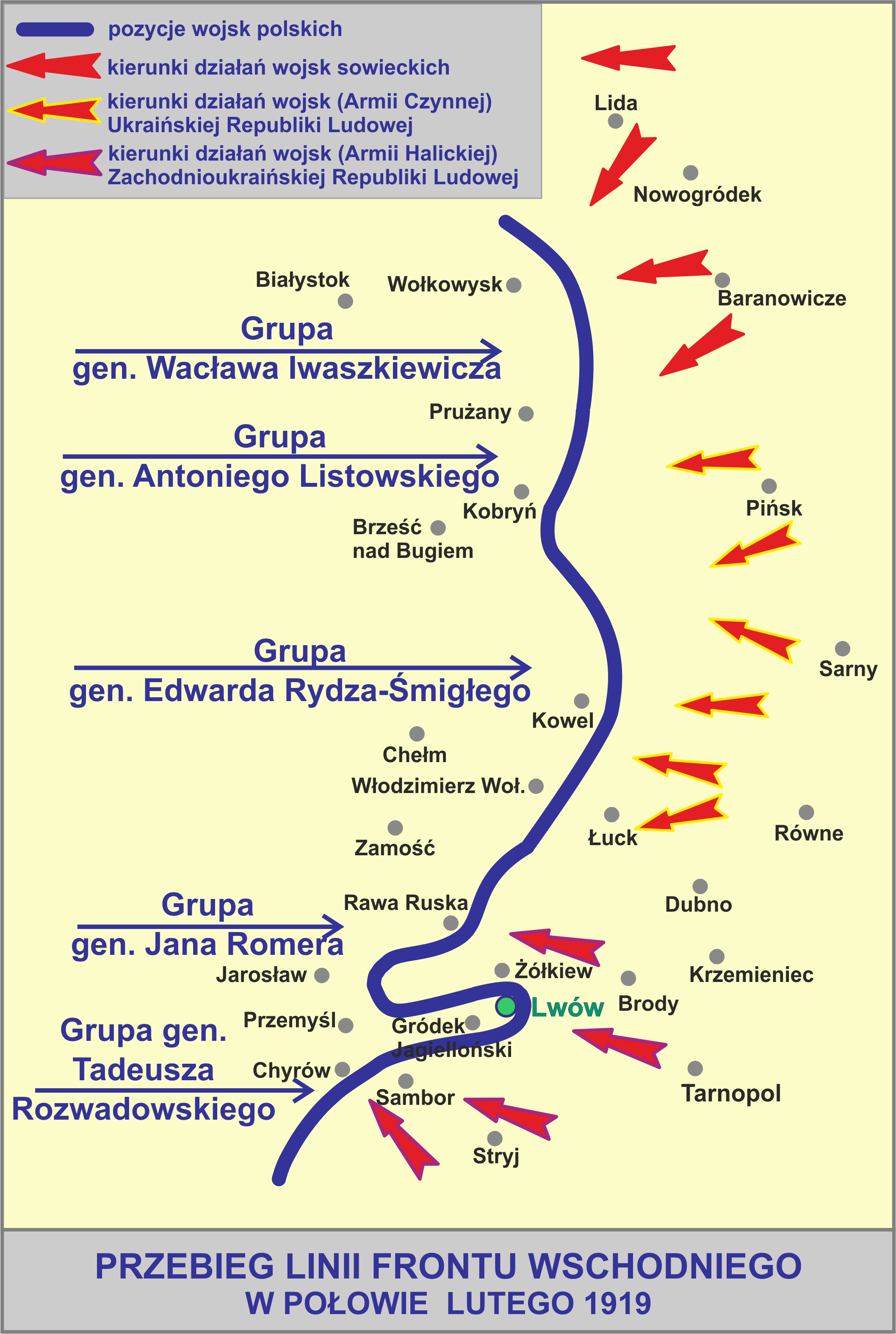
Przebieg linii frontu wschodniego (polsko-bolszewickiego i polsko-ukraińskiego) w lutym 1919

Rozdział wojsk bolszewickich stwarzał korzystną dla Polski sytuację operacyjną, gdyż możliwy był manewr po liniach wewnętrznych, podobnie jak w bitwie pod Tannenbergiem, czyli pobicie najpierw jednej grupy wojsk przeciwnika, a następnie przerzucenie sił przeciw drugiej grupie.
Doświadczenia właśnie zakończonej I wojny światowej zdawały się wskazywać, że współczesna wojna ma charakter wojny pozycyjnej. W przypadku wojny polsko-bolszewickiej długa linia frontu i stosunkowo niewielka liczebność armii biorących udział w konflikcie powodowały jednak, że niemożliwe było utworzenie linii obronnych, odpowiednio obsadzonych przez wojska. Musiały istnieć słabo obsadzone bądź w ogóle nieobsadzone odcinki frontu. To stwarzało możliwość obejścia silnie bronionych odcinków bądź ataku z najmniej spodziewanego kierunku. Wojna polsko-bolszewicka przybrała charakter wojny manewrowej.
Obie armie, zarówno Wojsko Polskie, jak i Armia Czerwona, były armiami improwizowanymi, budowanymi od podstaw (w przypadku RKKA od lutego-lipca 1918, w przypadku Wojska Polskiego od listopada 1918). Składy obu armii pochodziły zarówno z poboru, jak i zaciągu ochotniczego. Kadra dowódcza obu armii składała się zarówno z oficerów zawodowych (armii carskiej w przypadku RKKA, armii trzech zaborców w przypadku Wojska Polskiego), jak i z oficerów wywodzących się z niepodległościowych formacji ochotniczych (Wojsko Polskie – Legiony) lub rewolucyjnych (Armia Czerwona). Stanowiło to wyzwanie dla obu stron, przede wszystkim dla dowódców zawodowych, którzy musieli zerwać z doświadczeniami wojny pozycyjnej (wojny materiałowej), wyniesionymi z I wojny światowej, i przystosować się do warunków wojny manewrowej. Dla strony bolszewickiej było to o tyle mniejszym problemem, że cała kadra dowódcza RKKA (niezależnie od zróżnicowanego pochodzenia) nabyła doświadczenia w trakcie wojny domowej w Rosji – klasycznej wojny manewrowej. Wojna polsko-bolszewicka była w konsekwencji poligonem wojny manewrowej, przedmiotem studiów wojskowych w latach 1920–1939. Niewdrożenie do zasad taktyki wojskowej owocowało niekonwencjonalnymi rozwiązaniami, jak np. 1 Armia Konna, której taktyka przysporzyła stronie polskiej dużo trudności, zagon zmotoryzowany na Kowel pod dowództwem gen. Władysława Sikorskiego we wrześniu 1920 r. (w rozwinięciu bitwy pod Komarowem) czy wykorzystanie lotnictwa, służb radiowywiadowczych i kryptologicznych przez stronę polską.

Sytuacja na froncie w marcu 1919
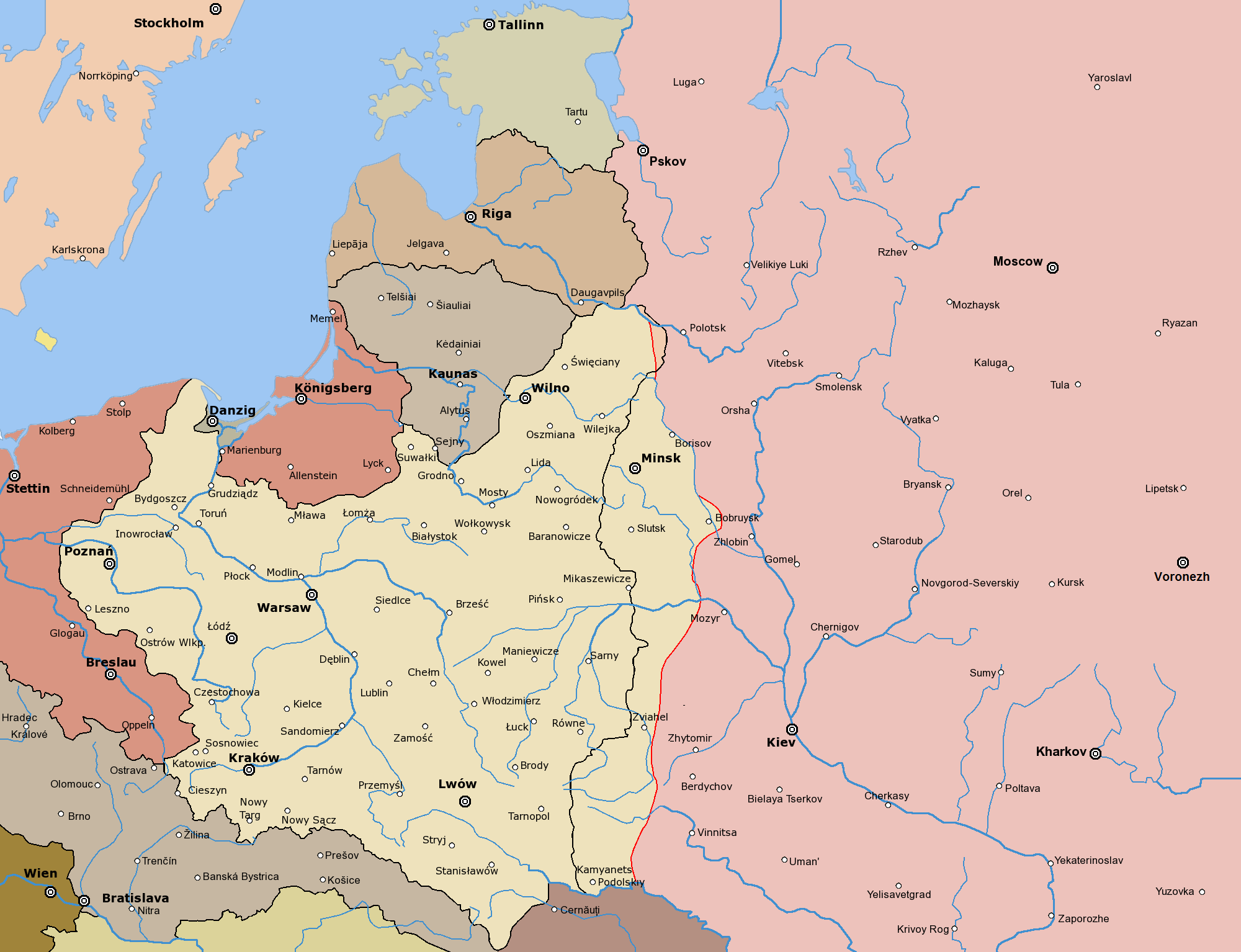
Grudzień 1919
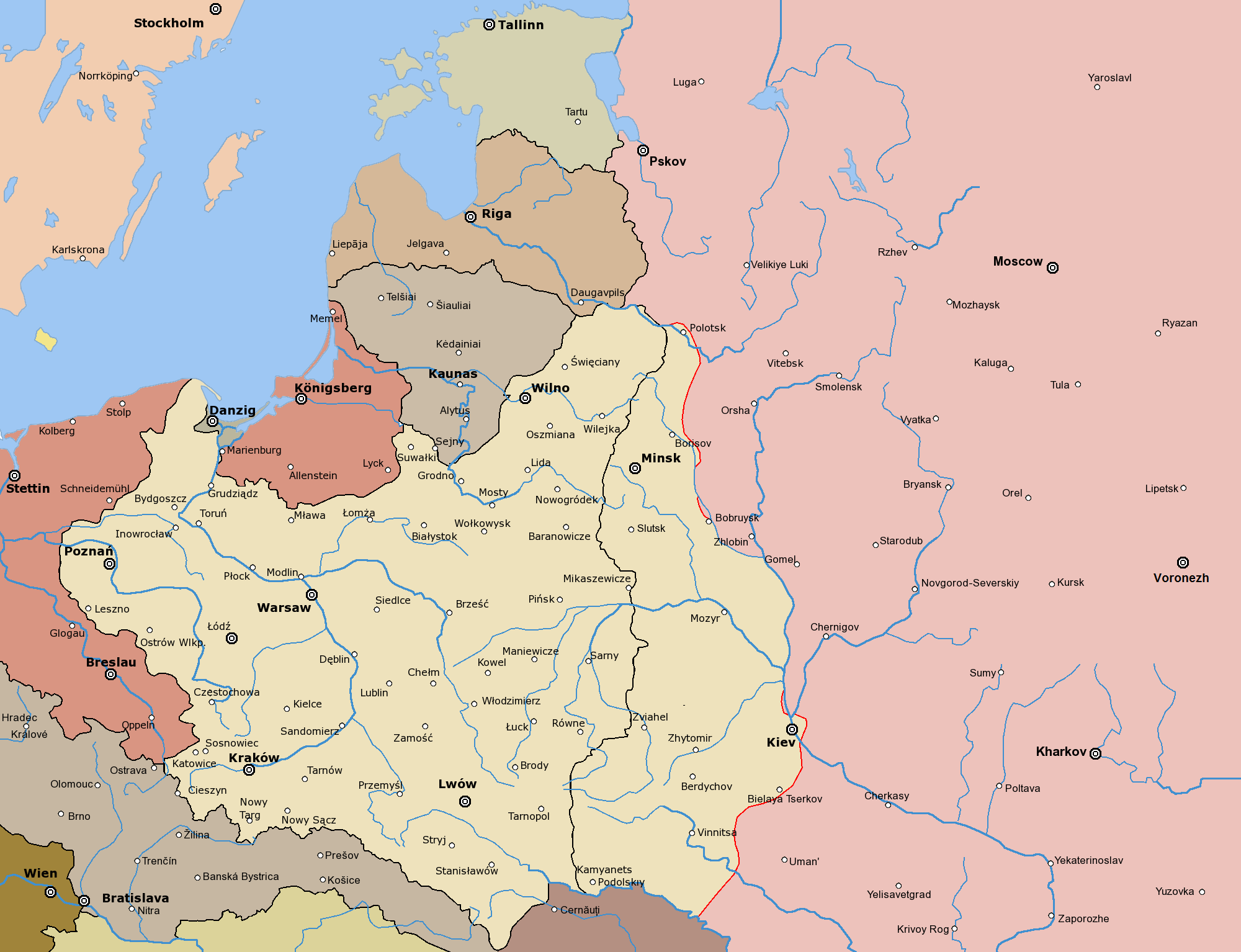
Czerwiec 1920
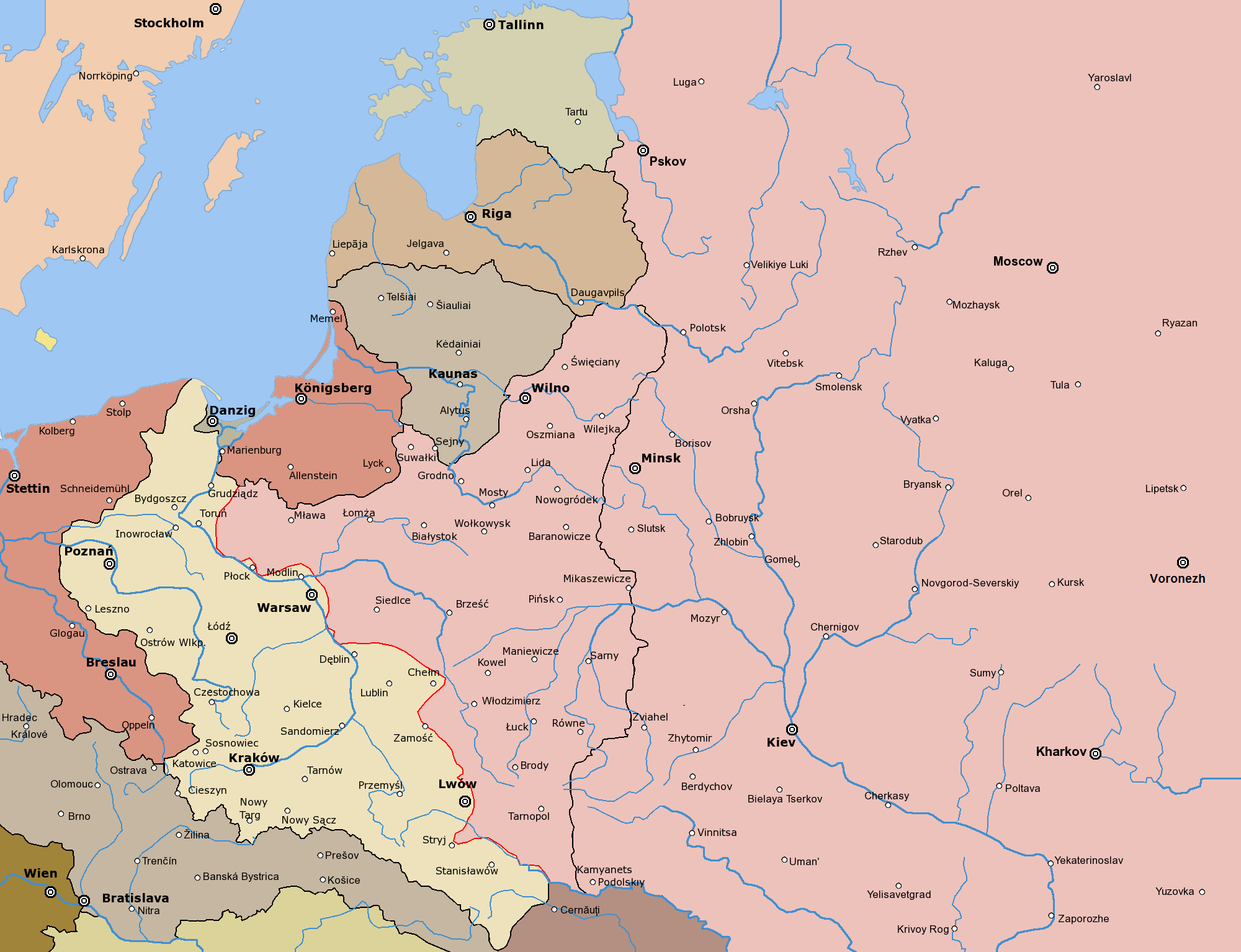
Sierpień 1920
Ostateczne granice Rzeczypospolitej w 1922, po traktacie ryskim, powstaniach śląskich i wcieleniu Litwy Środkowej do Polski

## Moment konfrontacji

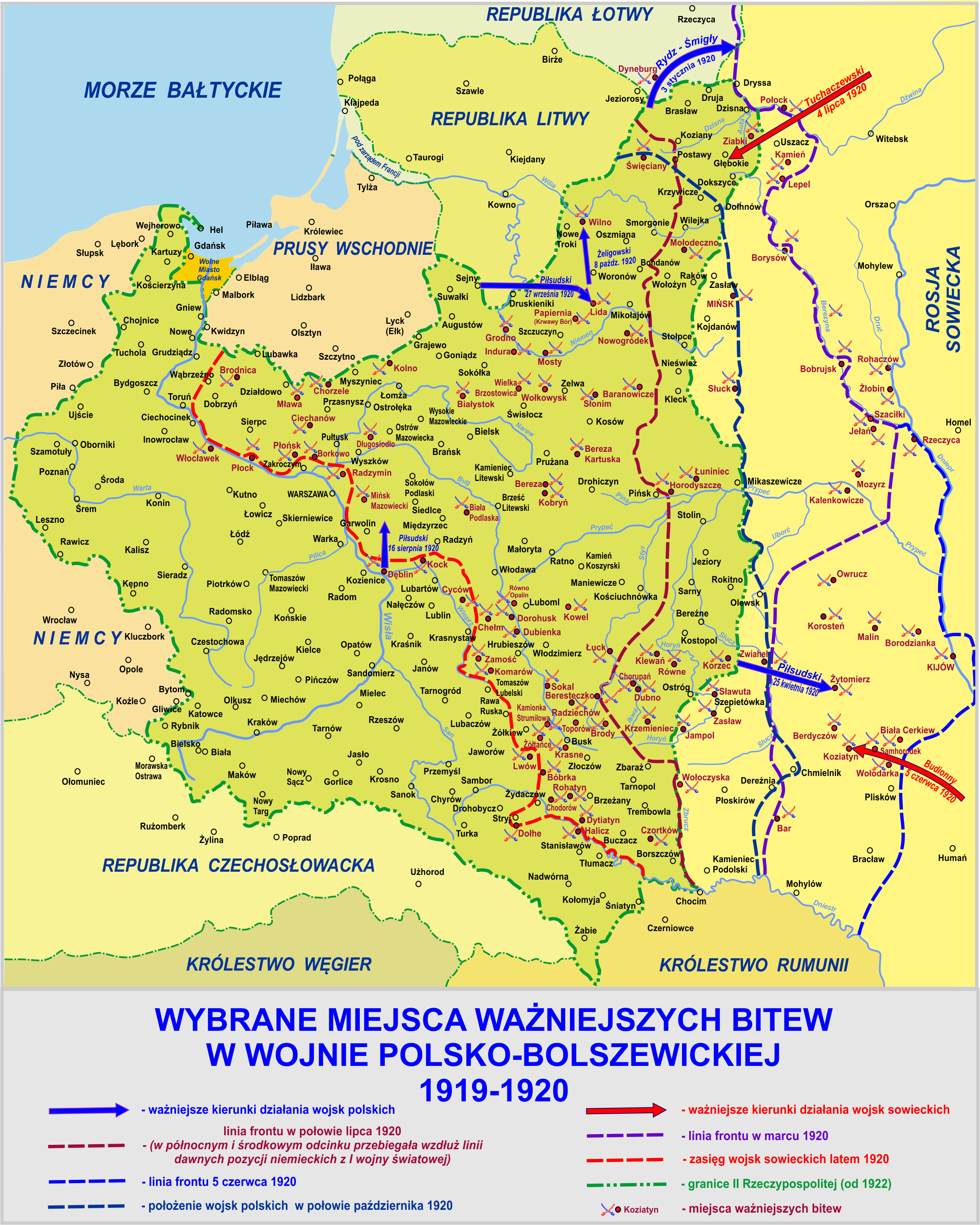

Marsz sił sowieckich na zachód rozpoczął się 17 listopada, 11 grudnia 1918 przejęły z rąk niemieckich Mińsk. 1 stycznia J. Piłsudski rozkazał zajęcie wojskom polskim Wilna.
Istnieją dwa stanowiska co do momentu rozpoczęcia wojny polsko-bolszewickiej. Jedni historycy wskazują, że datą tą jest 5 stycznia 1919, kiedy to po walkach z samoobroną polską, wcieloną 29 grudnia 1918 do odrodzonego Wojska Polskiego, Armia Czerwona zajęła Wilno.
12 stycznia 1919 sowieckie Naczelne Dowództwo wydało Armii Czerwonej rozkaz wykonania „rozpoznania w głąb” do rzek Niemna i Szczary, a następnie 12 lutego aż po Bug.
Inni historycy wskazują, że wojna rozpoczęła się 14 lutego 1919 starciem koło miasteczka Mosty niedaleko Szczuczyna, gdzie wysunięte poza wycofujące się jednostki niemieckie oddziały wojska polskiego powstrzymały dalszy marsz na zachód w ramach „Cel Wisła” oddziałów Frontu Zachodniego Armii Czerwonej. Szczupłe siły polskie, składające się z 12 batalionów piechoty, 12 szwadronów kawalerii i 3 baterii artylerii, działały tam na dwóch, dość równomiernie obsadzonych odcinkach frontu. Formacjami odcinka południowego (Prypeć – Szczytno), czyli Grupy Podlaskiej, przemianowanej potem na Grupę Poleską, dowodził gen. Antoni Listowski. Jego oddziały swoim prawym skrzydłem utrzymywały łączność z Grupą Wołyńską gen. Edwarda Rydza-Śmigłego i koncentrowały się głównie pod Antopolem na kierunku Brześć – Pińsk i koło Berezy Kartuskiej. Oddziały odcinka północnego (Szczytno – Skidel) należały do Dywizji Litewsko-Białoruskiej gen. Wacława Iwaszkiewicza-Rudoszańskiego, który swoje oddziały skupiał przede wszystkim w rejonie Wołkowyska. Na tych pozycjach wiązano niewielkie siły Armii Czerwonej, której wysiłek wojenny skupiony był jeszcze przede wszystkim na walce z oddziałami białych.

## Kampania 1919

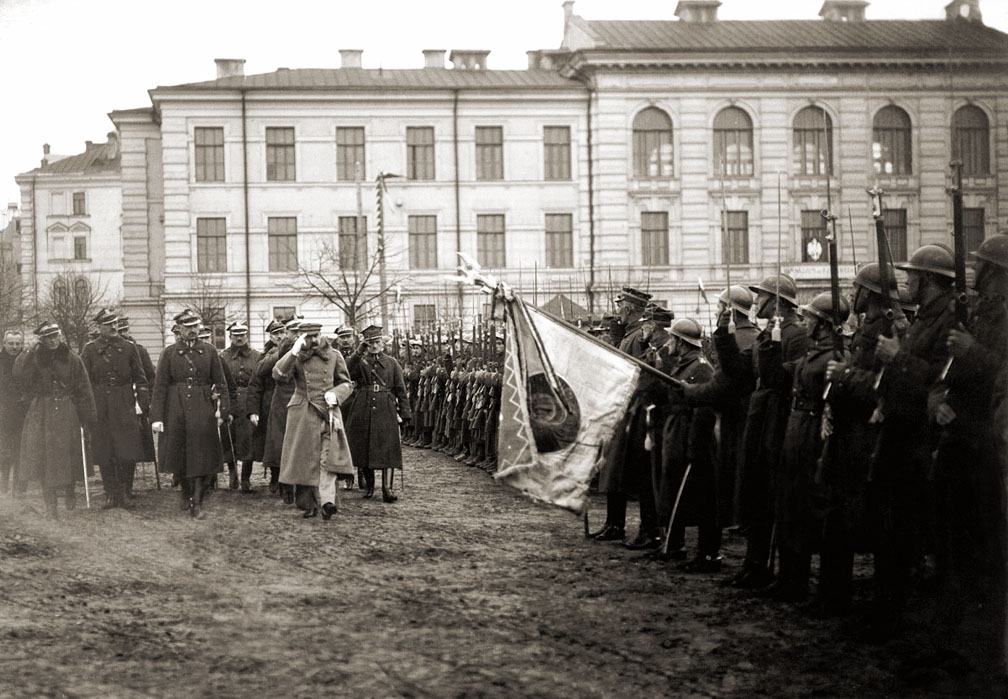
Wilno, Plac Łukiski, 19 kwietnia 1919. Przegląd oddziałów Wojska Polskiego po zajęciu miasta. Za Józefem Piłsudskim generałowie: Edward Śmigły-Rydz, Stanisław Szeptycki, Kazimierz Sosnkowski

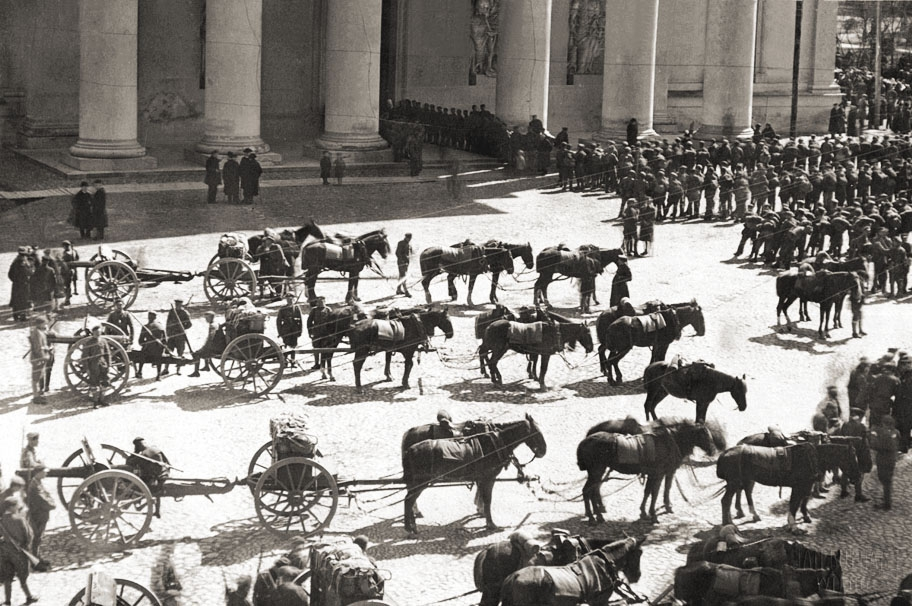
Artyleria polska w Wilnie po zajęciu miasta

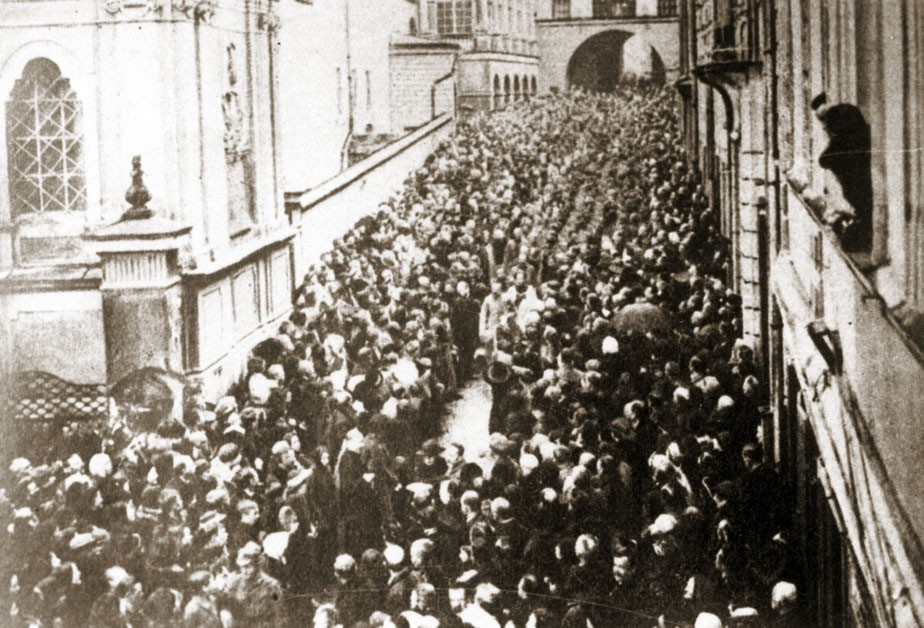
Józef Piłsudski przy Ostrej Bramie po zajęciu Wilna

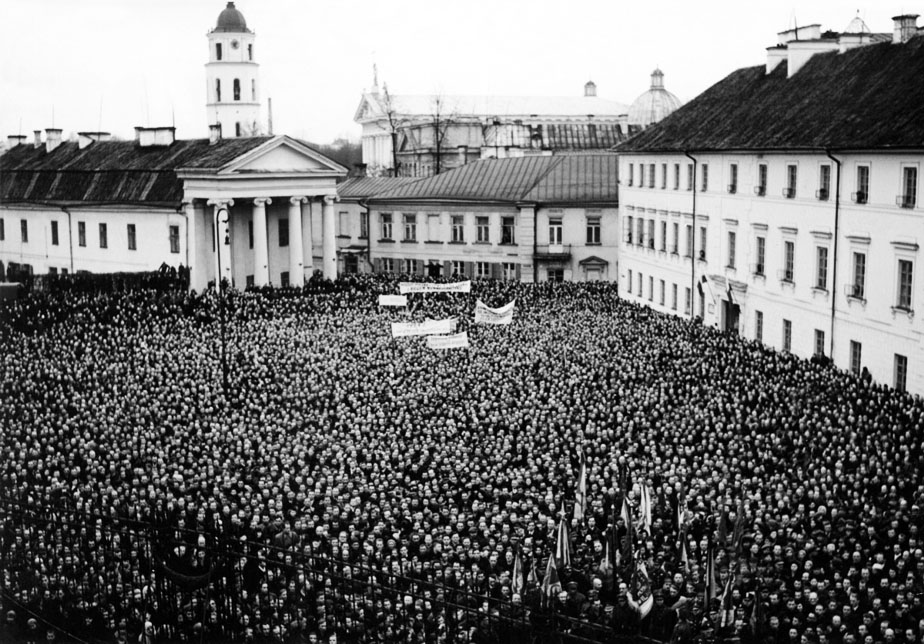
Manifestacja mieszkańców Wilna po zajęciu miasta przez Wojsko Polskie

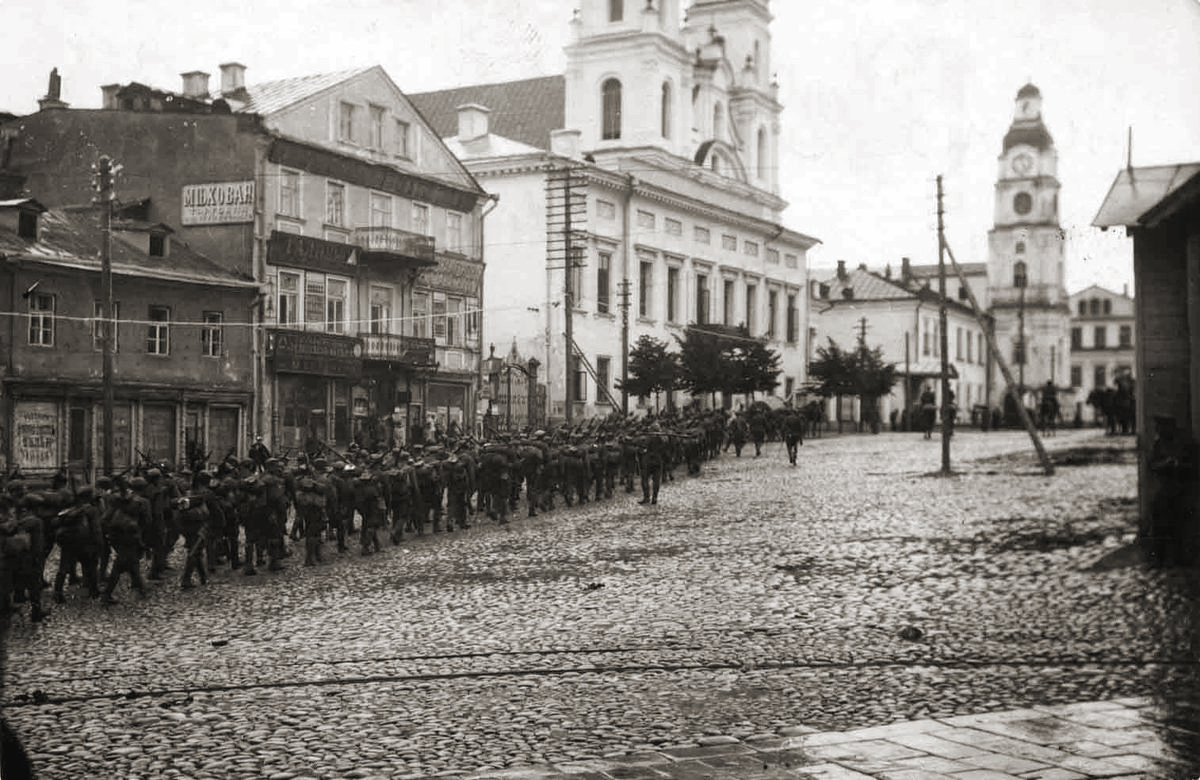
Wojsko Polskie wkracza do Mińska, 9 sierpnia 1919

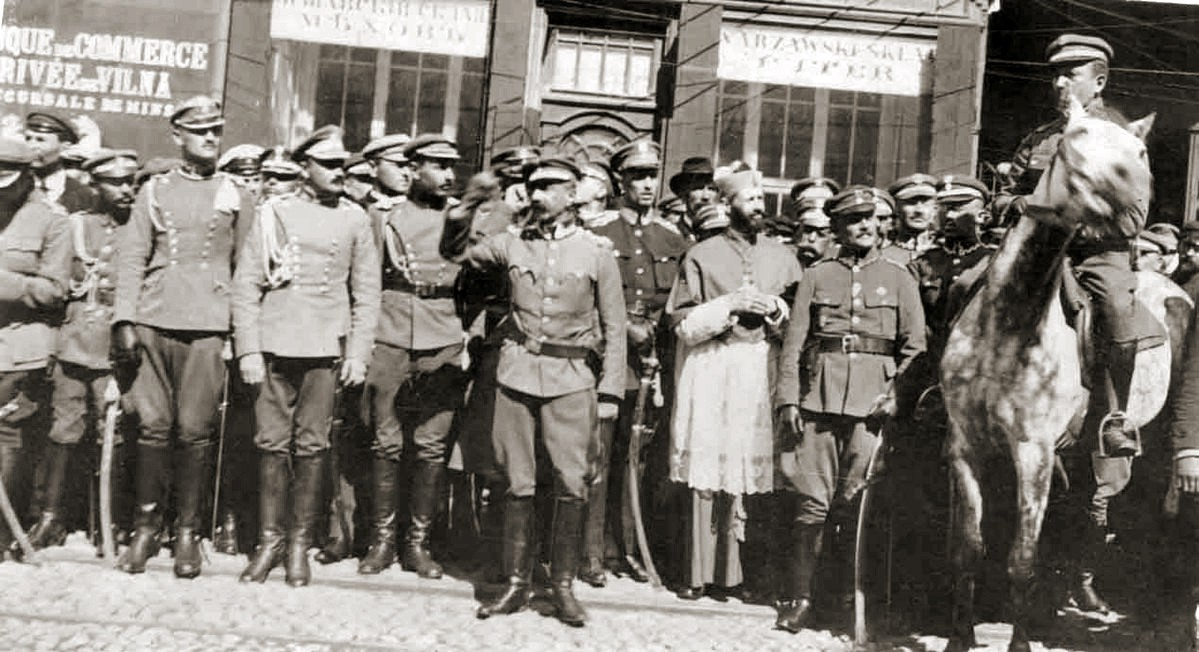
Oficerowie Wojska Polskiego w zajętym Mińsku, sierpień 1919

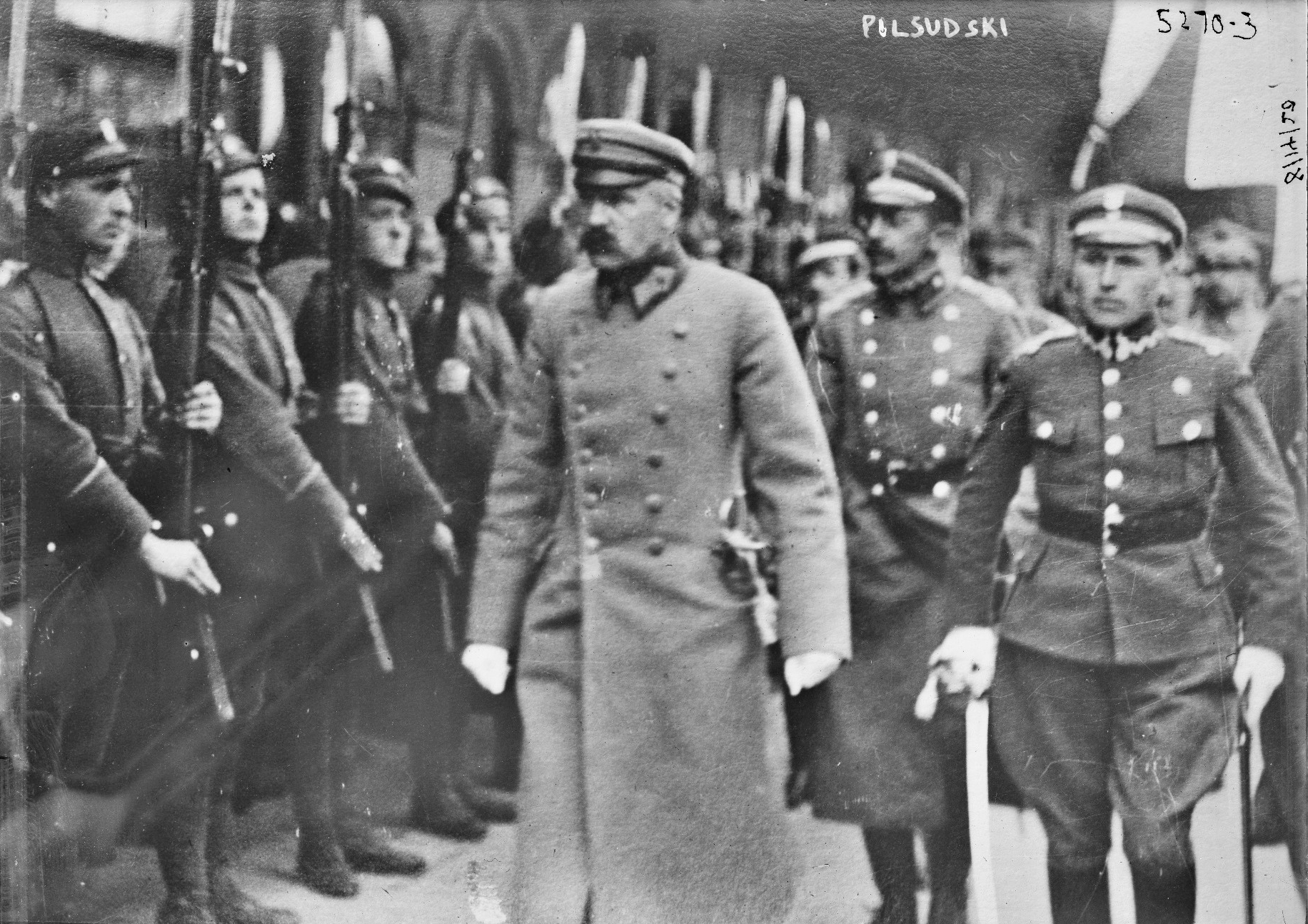
Józef Piłsudski, Mińsk 1919

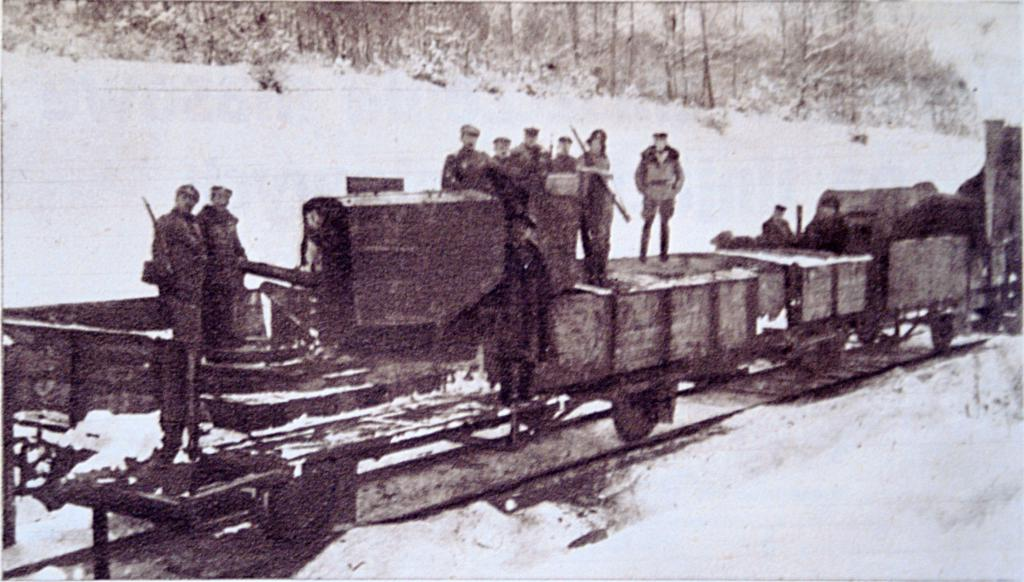
Polski improwizowany pociąg pancerny, zima 1919/1920

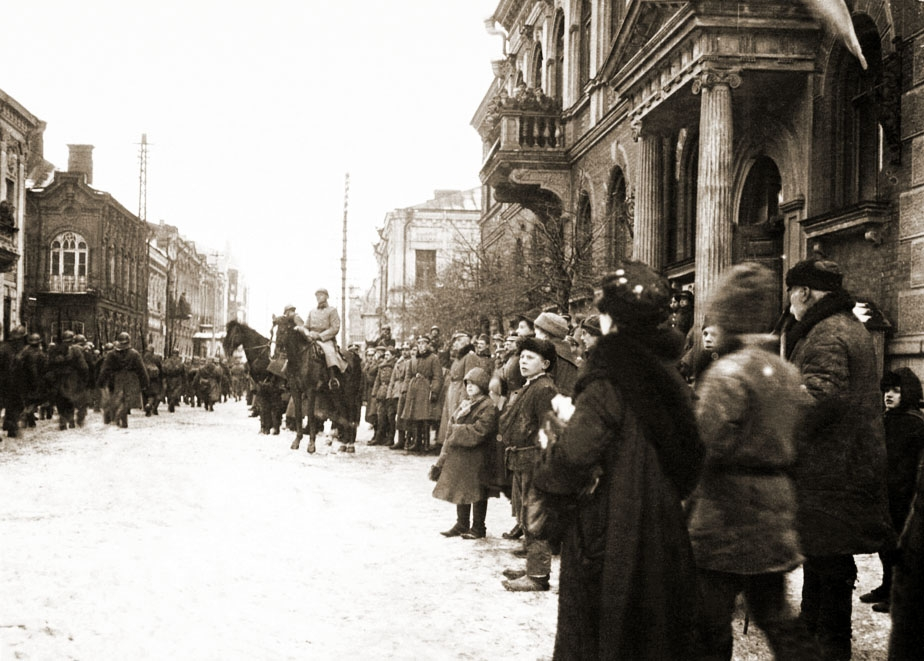
5 Pułk Piechoty Legionów wkracza do Dyneburga, styczeń 1920

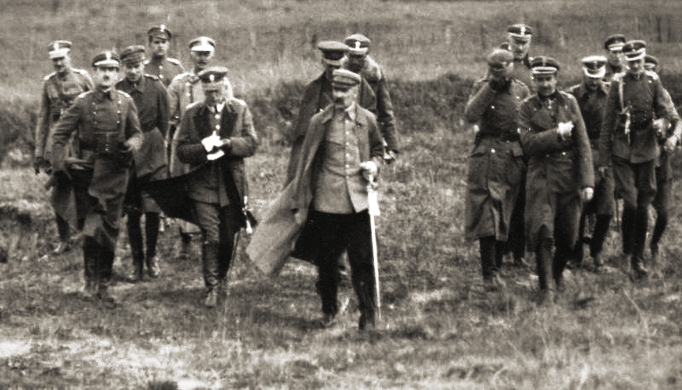
Józef Piłsudski ze sztabem, wiosna 1920

Na początku marca nowym dowódcą Dywizji Litewsko-Białoruskiej został gen. Stanisław Szeptycki. W tym okresie formacje zgrupowań polskich przeszły do akcji zaczepnej, opanowały na wschodzie Słonim (2 marca) i Pińsk (5 marca), a na północy dotarły pod Lidę, gdzie zatrzymały się na kilka tygodni. Dalsze decyzje w sprawie działań na wschodzie zostały podjęte w pierwszej dekadzie kwietnia, zgodnie z wolą Józefa Piłsudskiego, który uznał konieczność przejęcia inicjatywy na północno-wschodnim teatrze działań wojennych.
16 kwietnia 1919 wojska polskie rozpoczęły ofensywę. Główne zadanie, jakim było zajęcie Wilna, realizowała grupa jazdy pułkownika Władysława Beliny-Prażmowskiego (9 szwadronów kawalerii i pluton artylerii konnej) oraz grupa piechoty generała Rydza-Śmigłego (3 bataliony piechoty).
Na Lidę uderzyły oddziały generała Józefa Lasockiego, na Baranowicze i Nowogródek grupa generała Adama Mokrzeckiego, a na Łuniniec generała Antoniego Listowskiego.
17 kwietnia opanowano Lidę, 18 kwietnia Nowogródek, 19 kwietnia Baranowicze i Wilno.
Po zajęciu Wilna Józef Piłsudski wydał 22 kwietnia 1919 odezwę do mieszkańców byłego Wielkiego Księstwa Litewskiego, deklarując samostanowienie wszystkich narodowości przedrozbiorowej Rzeczypospolitej Obojga Narodów.
Po zdobyciu Wilna J. Piłsudski wydał rozkaz, zamieszczony w Monitorze Polskim z 30 kwietnia 1919. Oto obszerne fragmenty (pisownia oryginalna):
„Żołnierze! W niespełna dwa tygodnie męstwem swym i dzielnością zmieniliście stosunki na wschodzie Polski. W niespełna dwa tygodnie przerzuciliśmy zagrażający nam front o dobrych kilkadziesiąt kilometrów, zdobywając przy tym niezwykle ważne punkty wojskowe, jak Lida, Baranowicze i mickiewiczowski Nowogródek, a przede wszystkim oswobadzając stolicę kraju – Wilno.
Wróg pobity pierzcha zdezorganizowany na wszystkie strony.
W imieniu Ojczyzny, która was na obronę swych kresów wysłała, dziękuję wam za waszą pracę, za wasze trudy. Kampania wileńska, przez was wygrana, pozostanie na zawsze jedną z piękniejszych stronic naszej historii wojskowej i każdy z was może być dumny, że brał w niej udział. Szczególnie dziękuję generałowi Szeptyckiemu, który swą energią i uporczywą wolą doprowadził do zajęcia Baranowicz i Nowogródka. Generałowi Rydzowi-Śmigłemu, który pomimo wielkich przeszkód technicznych, doprowadził na czas dywizję do Wilna i ostatecznie wygnał wroga ze stolicy.
Przede wszystkim jednak podnieść muszę działanie oddziału jazdy pod dowództwem podpułkownika Beliny-Prażmowskiego. Świetnie prowadzona jazda, wspaniałym marszem obeszła cały układ wroga, by z tyłu wpaść do głównego siedliska wszystkich władz bolszewickich, śmiałym a nagłym napadem zajęła ona miasto z ogromnymi zapasami materiału wojennego i utrzymała je, pomimo ogromnej przewagi wroga, aż do przyjścia piechoty.
Jest to najpiękniejszy czyn wojenny, dokonany w tej wojnie przez polską jazdę. Dziękuję za to podpułkownikowi Belinie-Prażmowskiemu i jego szefowi sztabu, majorowi Piskorowi. […]
Jeżeli cała operacja się udała, jeżeli najśmielsza i najdzielniejsza praca żołnierza nie poszła na marne, zawdzięczamy to pracy naszych dzielnych kolejarzy, […] a przede wszystkim zasługa ich energicznego naczelnika majora Brzozowskiego. Całe wojsko na równi ze mną z wdzięcznością wspomni jego pracę, od której zależało nasze życie.
Żołnierze! Wojna jeszcze nie skończona. Czekają nas nowe prace, nowe trudy. Lecz po tym świetnym zwycięstwie ze spokojem i pewnością patrzę w przyszłość, będąc jej pewnym.
Józef Piłsudski
Lida, 28 kwietnia 1919 r.”
Dalsze operacje na Froncie Litewsko-Białoruskim dowodzonym od końca kwietnia przez generała Stanisława Szeptyckiego przy współudziale wojsk wielkopolskich i części „błękitnej armii” generała Hallera, doprowadziły do zdobycia Mińska, Bobrujska i Borysowa.
Szeptycki, stając na czele nowo utworzonego Frontu Litewsko-Białoruskiego, miał do dyspozycji następujące grupy operacyjne:
- gen. Adama Mokrzeckiego (rejon Baranowicz),
- gen. Józefa Lasockiego (rejon Nowogródka),
- płk. Ferdynanda Zarzyckiego (na wschód od Lidy),
- gen. Edwarda Rydza-Śmigłego (rejon Wilna).

Na północnym skrzydle wojska polskie nawiązały łączność z wojskami łotewskimi. W styczniu 1920 Wojsko Polskie zdobyło Dyneburg, który przekazano Łotwie.
We wrześniu 1919 kody szyfrowe zarówno Armii Ochotniczej gen. Antona Denikina, jak i przede wszystkim kody szyfrowe Armii Czerwonej zostały złamane przez polski wywiad radiowy pod kierownictwem por. Jana Kowalewskiego. Miało to rozstrzygające znaczenie dla podejmowania decyzji przez Naczelnego Wodza Józefa Piłsudskiego. Depesze sowieckie były bowiem na bieżąco odkodowywane, z zastrzeżeniem kilku dni na comiesięczną zmianę kodów szyfrowych.
W końcu 1919 front wschodni na całej swej długości przebiegał w sposób następujący: Uszyca (lewy dopływ Dniestru) – Płoskirów – Słucz (prawy dopływ Prypeci) – Uborć (prawy dopływ Prypeci) – Ptycz (lewy dopływ Prypeci), a dalej na północ przez Bobrujsk, wzdłuż Berezyny, a następnie przez Lepel i Połock do Dyneburga.

## Nastroje społeczne u progu wojny
W pierwszych miesiącach po ogłoszeniu niepodległości Polski nastroje ludności polskiej wobec wojny z bolszewicką Rosją były negatywne. W kraju panowało bezrobocie, katastrofalna sytuacja aprowizacyjna, kraj był zniszczony po toczących się na jego terytorium walkach I wojny światowej. W 1919 roku wydatki budżetu państwa na wojsko sięgnęły 60%, a następnie tylko wzrastały. Na ludność wiejską nałożono obowiązki dostarczania armii nie tylko żywności (obowiązkowe dostawy), ale również odzieży. Dla podupadłych gospodarstw wiejskich wielkim ciężarem był też zarządzony pobór, który pozbawiał wieś siły roboczej. Szerzyła się dezercja. W 1919 roku np. w widłach Wisły i Sanu ukrywało się ok. 8 – 10 tys. uzbrojonych dezerterów z wojska. Bandy dezerterów dokonywały licznych napadów. W miastach szerzyła się komunistyczna agitacja padająca na podatny grunt. Na wsiach narastały radykalne nastroje spotęgowane powolnym procesem wdrażania reformy rolnej. Część nastrojów radykalnych skierowała się przeciwko ludności żydowskiej co przejawiało się w licznych ekscesach antysemickich, grabieżach, pobiciach w tym tych dokonywanych przez oddziały wojska (w szczególności tzw. „halerczyków”).
Przeciwnikami konfrontacji z bolszewicką Rosją była, mająca największe poparcie społeczne, endecja. Przywódcy Narodowej Demokracji bali się, że wojna pobudzi tylko rosyjski nacjonalizm, który nigdy nie zgodzi się na budowę państwowości ukraińskiej. Zresztą państwowość taką uważali za groźną w dłuższej perspektywie również dla interesów polskich. Twierdzili, że wojna na wschodzie osłabia nasze siły zaangażowane w kształtowanie granicy zachodniej, a zdobycie ziem na wschodzie może odbyć się kosztem utraty Pomorza i Górnego Śląska, w szczególności gdy to państwa zachodnie przeciwne wojnie Polski przeciwko Rosji będą miały decydujący wpływ na to jak będzie przebiegała zachodnia granica odrodzonej Polski.

## Negocjacje polsko-bolszewickie w 1919 i rozmowy z gen. Antonem Denikinem
W lipcu 1919 Józef Piłsudski wysłał do kwatery gen. Antona Denikina w Taganrogu misję z gen. Aleksandrem Karnickim na czele, która potwierdziła negatywny stosunek białych do kwestii wschodnich granic Polski. Biali gotowi byli jedynie uznać niepodległość Polski w granicach Królestwa Kongresowego. Gen. Anton Denikin był jednak przeciwny zarówno istnieniu państwa ukraińskiego, jak i suwerenności Polski na wschód od linii Bugu. Wielomiesięczne rokowania polsko-rosyjskie w Taganrogu zakończyły się fiaskiem. Denikin żądał na przykład ewakuacji przez Wojsko Polskie Podola i Wołynia i przekazania tych terenów jego armii (potrzebnych mu „dla wybrania rekruta i zboża”), a także zawieszania rosyjskich symboli państwowych na wschód od granicy Kongresówki. Zasadniczym powodem fiaska rozmów była nieustępliwość strony rosyjskiej w kwestii samostanowienia narodów, wchodzących przed 1917 r. w skład Imperium Rosyjskiego, i granic polsko-rosyjskich. Zdaniem Józefa Mackiewicza, Denikin przyjął zasadę pryncypialnego nieoferowania koncesji terytorialnych, które uważał za trudne do spełnienia w przyszłości. Podobna niechęć do cesji Besarabii uniemożliwiła Denikinowi uzyskanie wsparcia rumuńskiego. W tym samym czasie bolszewicy oferowali za pokój czy neutralność dowolne koncesje terytorialne, niezależnie od ich realności i zamiaru wypełnienia obietnic.
Ten moment w wojnie polsko-bolszewickiej jest uznawany za jeden z najbardziej kontrowersyjnych. Józef Mackiewicz uważa go za „najkrytyczniejszą chwilę w historii Polski”. W sytuacji pretensji terytorialnych Denikina, ograniczających suwerenność Polski do wschodnich granic Kongresówki i odmawiających samostanowienia narodów położonych na przedrozbiorowym terytorium Rzeczypospolitej, Piłsudski uznał, iż Polska nie ma interesu państwowego w sukcesie Białych Rosjan i w konsekwencji uchylił się od wsparcia Denikina (pomimo nacisków Francji i Wielkiej Brytanii w tej sprawie).

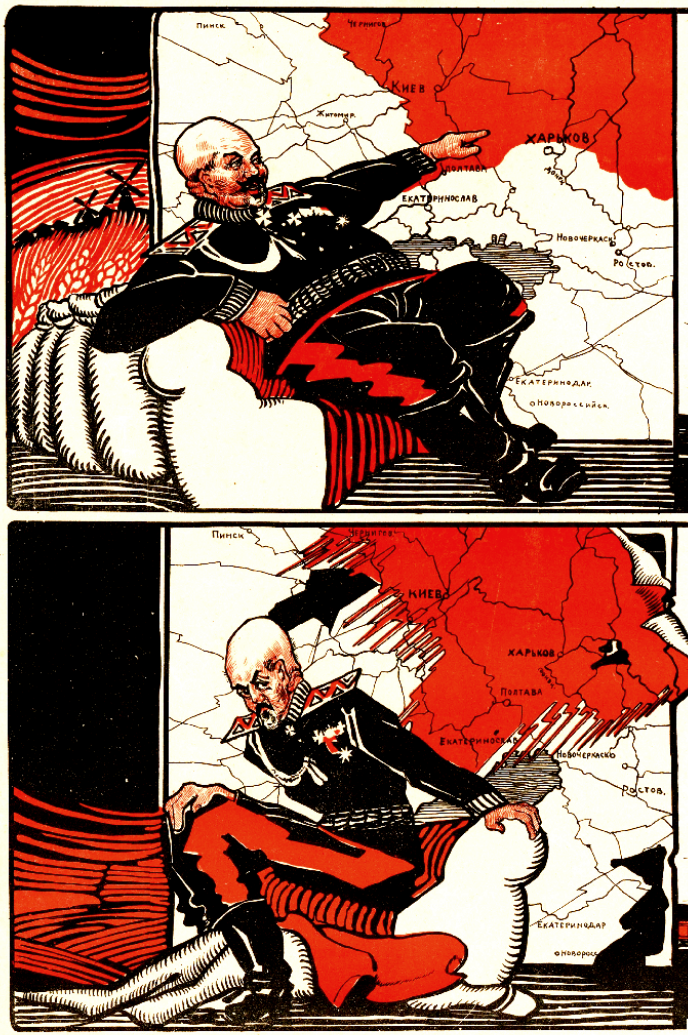
Satyryczny plakat bolszewicki ukazujący dwa etapy ofensywy generała Antona Denikina przeciwko bolszewikom

Również w lipcu 1919 rozpoczęto formalne negocjacje polsko-bolszewickie, kontynuowane do grudnia tego roku. W kluczowym okresie października i listopada 1919 ich głównym miejscem była miejscowość Mikaszewicze na Polesiu. Warunki strony polskiej były analogiczne do warunków stawianych Denikinowi. Julian Marchlewski zapewnił Polaków, że Rosja bolszewicka gotowa jest odstąpić im Litwę i Białoruś. 26 października 1919 wysłannik Piłsudskiego, kapitan Ignacy Boerner, przekazał Marchlewskiemu, że Polakom nie zależy na zwycięstwie Denikina. Obiecał też, że Wojsko Polskie nie uderzy w okolicach Mozyrza na Armię Czerwoną, gdy ta przerzuci swoje jednostki dla zlikwidowania oporu białych generałów. Tak też się stało.

Zarówno bolszewikom, jak i Denikinowi jedno jest do powiedzenia – jesteśmy potęgą, a wyście trupy. Mówiąc inaczej, językiem żołnierskim: dławcie się, bijcie się, nic mnie to nie obchodzi, o ile interesy Polski nie są zahaczone. A jeśli gdzie zahaczycie je, będę bił. Jeśli gdziekolwiek i kiedykolwiek was nie biję, to nie dlatego, że wy nie chcecie, ale dlatego, że ja nie chcę. Lekceważę, pogardzam wami. Jesteście pogrążeni w rękach Żydów i junkrów niemieckich, nie wierzę wam, waszemu gatunkowi ludzkiemu. O jakichkolwiek tedy stosunkach... dyplomatycznych mowy być nie może, bo ich warunkiem podstawowym są wiara i dyskrecja a wy nie zasługujecie na jedno, nie znacie drugiego, zdradzacie cywilizację, własny kraj i jeden drugiego...

Naczelnik Państwa raz jeszcze oświadcza, że wojować z Sowietami nie chce. Jeżeli zaś rząd sowiecki chce z Polską wojować, to rękawicę tę podejmie.

Rozmowy w Mikaszewiczach, z uwagi na kategoryczne żądanie Polski uznania przez RFSRR niepodległości Ukrainy i nieatakowanie wojsk Petlury przez Armię Czerwoną, nie przyniosły rezultatów. Ich istotną rolą było jednak to, że przy okazji przekazano bolszewikom intencje Piłsudskiego niewspomagania przez wojska polskie sił Denikina. Faktyczny rozejm na froncie polsko-bolszewickim odciążył Armię Czerwoną w kluczowych momentach walk i miał wpływ na osiągnięcie przez nią ostatecznego zwycięstwa nad armiami Białych. Wobec tych ostatnich Piłsudski grał na zwłokę, prowadząc jednoczesne wspomniane negocjacje w Taganrogu i deklarując pomoc w późniejszym terminie. Państwa Ententy (Francja i Wielka Brytania) udzielały bowiem w 1919 poparcia siłom białych i ich programowi odbudowy wielkiej niepodzielnej Rosji. Polska musiała liczyć się z tym stanowiskiem politycznym mocarstw.
Do wysłanego przez Denikina 26 listopada 1919 (już po klęsce ofensywy przeciw bolszewikom pomiędzy Orłem a Tułą, w trakcie szybkiego odwrotu resztek armii Denikina na południe) osobistego pisma do Piłsudskiego z prośbą o pomoc w obliczu zagrożenia bolszewickiego, ten odniósł się wyczekująco, uznając, że Denikin nie ma już szans na zdobycie Moskwy i pokonanie bolszewików. Denikin na rozpoczęcie zabiegów o realny sojusz z Polską zdecydował się dopiero w obliczu klęski, uprzednio przez kilka miesięcy próbując prowadzić rozmowy z pozycji siły, wykorzystując naciski francuskie na Polskę. Na naciski zachodnich misji wojskowych w sprawie pomocy dla białych Piłsudski odpowiadał, iż „nie ma z kim rozmawiać, bo Kołczak i Denikin to reakcjoniści i imperialiści”. W przekonaniu Józefa Mackiewicza było to przejawem ogólniejszej doktryny Piłsudskiego uważającego bolszewików za „mniejsze zło” i braku zrozumienia przez niego całkowitej odmienności sposobu uprawiania polityki przez komunistów, których trudno było rozpatrywać jako partnerów do rokowań w tradycyjnym ich sensie. Kwestia granic państwowych, czego w opinii Mackiewicza nie rozumiał Piłsudski, była dla bolszewików kwestią o charakterze czysto taktycznym, a cele które sobie stawiali, dotyczyły głównie walki z ustrojem kapitalistycznym we wszystkich krajach świata. Na wszystkich terenach zajmowanych przez bolszewików likwidowano własność prywatną, a ludność pochodzenia polskiego, w szczególności należącą do klas wyższych, poddawano represjom i eksterminacji. Za istotny koszt świadomej polityki Piłsudskiego, prowadzącej do uratowania bolszewików i klęski białych, uważać można więc także nieodwracalną utratę wszelkiej polskiej własności na terenach, które trafiały w kolejnych latach pod kontrolę tych pierwszych.
Denikin po zakończeniu wojny domowej w pracach publicystycznych i pamiętnikach próbował uchylić się od własnej odpowiedzialności za klęskę Sił Zbrojnych Południa Rosji, obarczając Polskę i Piłsudskiego odpowiedzialnością za zwycięstwo bolszewików i klęskę białych w wojnie domowej w Rosji. Teza Denikina o „polskim winowajcy”, zwalniająca od przemyślenia własnych błędów i przypisująca kluczową odpowiedzialność za zwycięstwo bolszewików w wojnie domowej w Rosji Piłsudskiemu, powielana była później przez konserwatywną część emigracji rosyjskiej. Nawiązał do tej tezy Józef Mackiewicz, a później Aleksandr Sołżenicyn.
Zgodnie z dominującą we współczesnej historiografii polskiej interpretacją Piłsudski w okresie trwania wojny domowej w Rosji zachowywał neutralność wobec stron konfliktu, uzależniając stanowisko Polski od akceptacji przez Rosjan (białych czy czerwonych) postulatu suwerenności Polski i zgody na faktyczną rezygnację przez Rosję (białą czy czerwoną) z terytoriów Rzeczypospolitej, uzyskanych w wyniku rozbiorów Polski, i uznanie powstania niepodległego państwa ukraińskiego na części tych terytoriów. Uważał to za minimalne warunki bezpieczeństwa Polski. Próbował jednocześnie tworzyć alternatywę tzw. trzeciej Rosji, czyli sił Rosji demokratycznej (niemonarchistycznej i niebolszewickiej). Była to próba współpracy ze środowiskiem eserowców, skupionym wokół Borisa Sawinkowa, Nikołaja Czajkowskiego, Dmitrija Mereżkowskiego, Dmitrija Fiłosofowa i Zinaidy Hippius.
Rozmowy w Mikaszewiczach zostały przerwane w grudniu 1919 roku po kolejnych zwycięstwach Armii Czerwonej nad Siłami Zbrojnymi Południa Rosji. Na początku grudnia 1919 r. siły gen. Denikina musiały wycofać się za Don, by uniknąć całkowitego rozbicia.
22 grudnia 1919 roku ludowy komisarz spraw zagranicznych bolszewickiego rządu Cziczerin przesłał Polsce oficjalną notę z propozycją zawarcia pokoju. Wywołało to w Polsce pozytywne reakcje w świecie politycznym. Jednak Polska nie mogła odpowiedzieć na te propozycje, bowiem Ententa nalegała na nienawiązywanie żadnych oficjalnych kontaktów z władzami bolszewickimi. Premier Paderewski wprost stwierdził w wywiadzie dla prasy brytyjskiej : "Bolszewicy życzą sobie pokoju z Polską. Zapytałem koalicjantów, czy są radzi, abyśmy zawarli z nimi pokój, na co odpowiedzieli mi, że życzeniem koalicji jest, abyśmy nadal prowadzili wojnę z bolszewikami. Los nasz jest związany z losem koalicji i musimy lojalnie pójść za jej przewodnictwem w tej sprawie". Dopiero w styczniu 1920 r. Ententa zniosła dyplomatyczną blokadę bolszewików. Wtedy Lenin, Trocki i Cziczerin przesłali kolejną notę deklarując, że oddziały wojsk bolszewickich nie przekroczą linii swoich obecnych pozycji i że "nie ma ani jednej kwestii, czy to charakteru terytorialnego czy ekonomicznego lub innego, która nie mogłaby być rozstrzygniętą w drodze pokojowej za pomocą rokowań, ustępstw i wzajemnych układów". Szczególnie PPS opowiadała się za podjęciem rozmów pokojowych ze stroną bolszewicką. W tej kwestii doszło do konfliktu przywódców PPS z otoczeniem Piłsudskiego.
23 stycznia 1920 roku dowództwo Frontu Zachodniego telegrafowało do naczelnego dowódcy Armii Czerwonej Siergieja Kamieniewa:

Wskutek zaistniałych okoliczności Polska przekształciła się w najbardziej realne i czynne narzędzie Ententy w walce z Sowiecką Republiką.

28 stycznia 1920 roku rząd Lenina ogłosił oświadczenie o uznaniu niepodległości i suwerenności Rzeczypospolitej Polskiej.

My (...) mówimy towarzyszom w Polsce, że wolność Polski szanujemy tak samo jak wolność każdego innego narodu, że rosyjski chłop, który doświadczył ucisku caratu dobrze wie, czym był ten ucisk. Wiemy, że rozbiór Polski (…) był największą zbrodnią, że rozbiór ten skazał naród polski na długie lata ucisku. Dlatego też zrozumiała jest dla nas nienawiść, jaką nasiąknęła dusza Polaka i mówimy im, że granicy, na której stoją obecnie nasze wojska, a stoją one w znacznym oddaleniu od terenów zamieszkałych przez ludność polską – nigdy nie przekroczymy. I proponujemy na tej zasadzie pokój, gdyż wiemy, że będzie to olbrzymia zdobycz dla Polski. Nie chcemy wojny z powodu granic terytorialnych, gdyż pragniemy wyrwać z korzeniami tę przeklętą przeszłość, kiedy to każdego Wielkorusa uważano za ciemiężcę. Skoro jednak Polska na nasze pokojowe propozycje odpowiada milczeniem, (…) skoro do Polski przybywają codziennie nowe pociągi ze sprzętem wojennym, skoro polscy imperialiści grożą nam, że rozpoczną wojnę przeciwko Rosji – powiadamy: Spróbujcie!.

## Kampania 1920

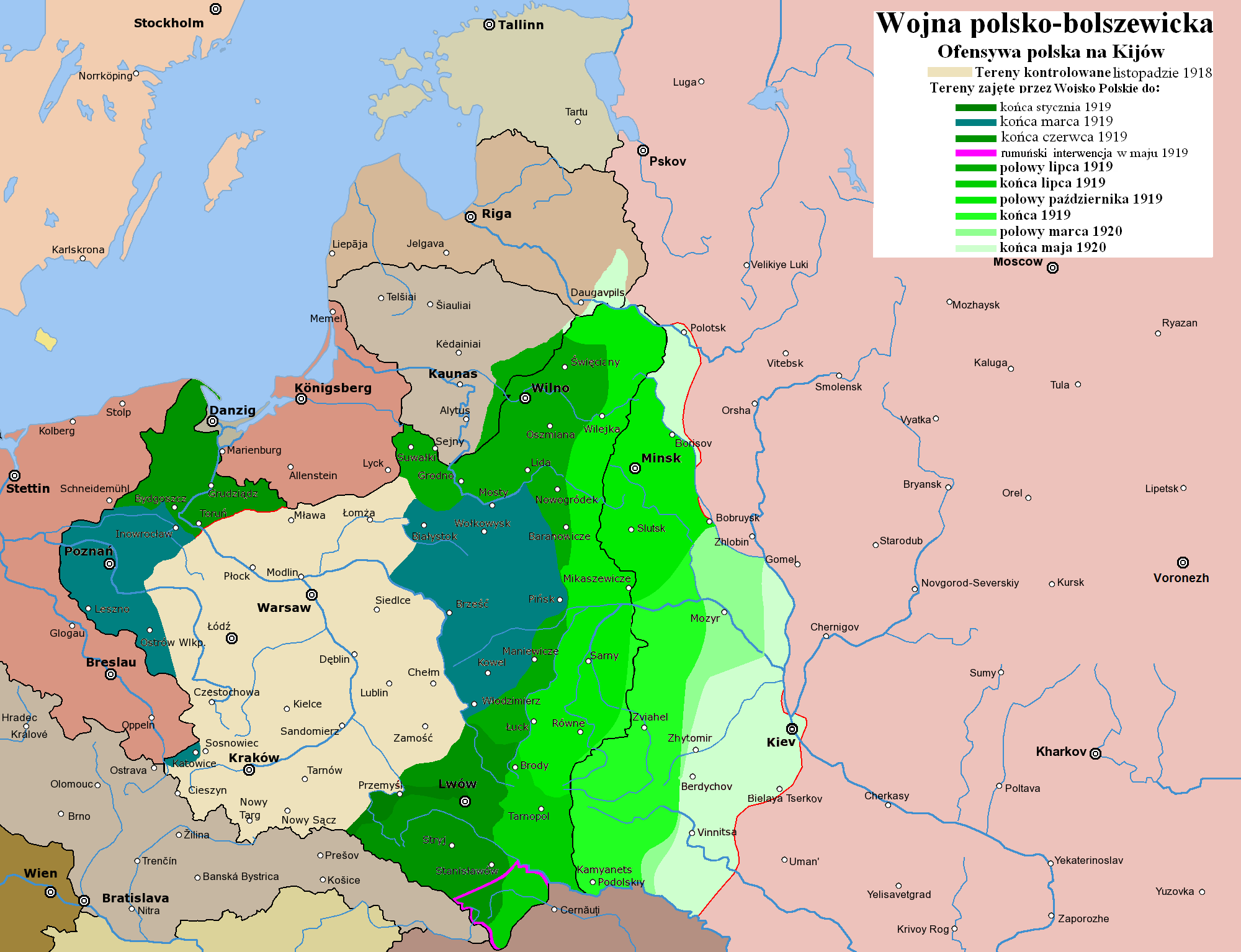
Wojna polsko-bolszewicka do kontrofensywy Armii Czerwonej w czerwcu 1920 – postęp terytorialny Wojska Polskiego

U schyłku 1919 siły polskie liczyły 21 dywizji piechoty, 7 brygad jazdy, 600 000 żołnierzy. W pierwszych miesiącach roku 1920 wcielono nowe roczniki rekruta, mające podnieść znacznie stany liczebne. Jednocześnie jednak przeprowadzono demobilizację części starych żołnierzy „armii błękitnej” (stare roczniki, ochotnicy amerykańscy). Na kampanię 1920 z tych terenów Polska wystawiła przeszło 700 000 żołnierzy.
Przed rozpoczęciem operacji Wojsko Polskie uszykowane było w sposób następujący:
Front na odcinku od Dniepru do Prypeci obsadziły trzy armie polskie:
- 6 Armia gen. Wacława Iwaszkiewicza,
- 2 Armia gen. Antoniego Listowskiego,
- 3 Armia gen. Edwarda Śmigłego-Rydza (utworzona 3 maja 1920 r.[34]).

Siły polskie na tym kierunku liczyły około 10 dywizji piechoty, 1 dywizję kawalerii i 2 brygady kawalerii, i przygotowywały się do działań przeciw armiom radzieckim:
- 12 Armii Sergiusza Mieżeninowa,
- 14 Armii Hieronima (Jeronima) Uborewicza.

Na północnym odcinku frontu, między Prypecią a Dźwiną, zostały rozmieszczone:
- 4 Armia gen. Stanisława Szeptyckiego (Polesie i nad Berezyną),
- grupa operacyjna generała Leonarda Skierskiego (rejon Borysowa),
- 1 Armia gen. Stefana Majewskiego (nad Dźwiną),
- Armia Rezerwowa generała Kazimierza Sosnkowskiego – osłona od Litwy i jednocześnie odwód strategiczny na lewym skrzydle.

Siły wydzielone na północny odcinek frontu składały się łącznie z 12 dywizji piechoty i 2 brygad kawalerii. Miały one prowadzić działania, skierowane przeciw wojskom Frontu Zachodniego Armii Czerwonej pod dowództwem Tuchaczewskiego (15 i 16 armia RKKA).

### Wyprawa kijowska

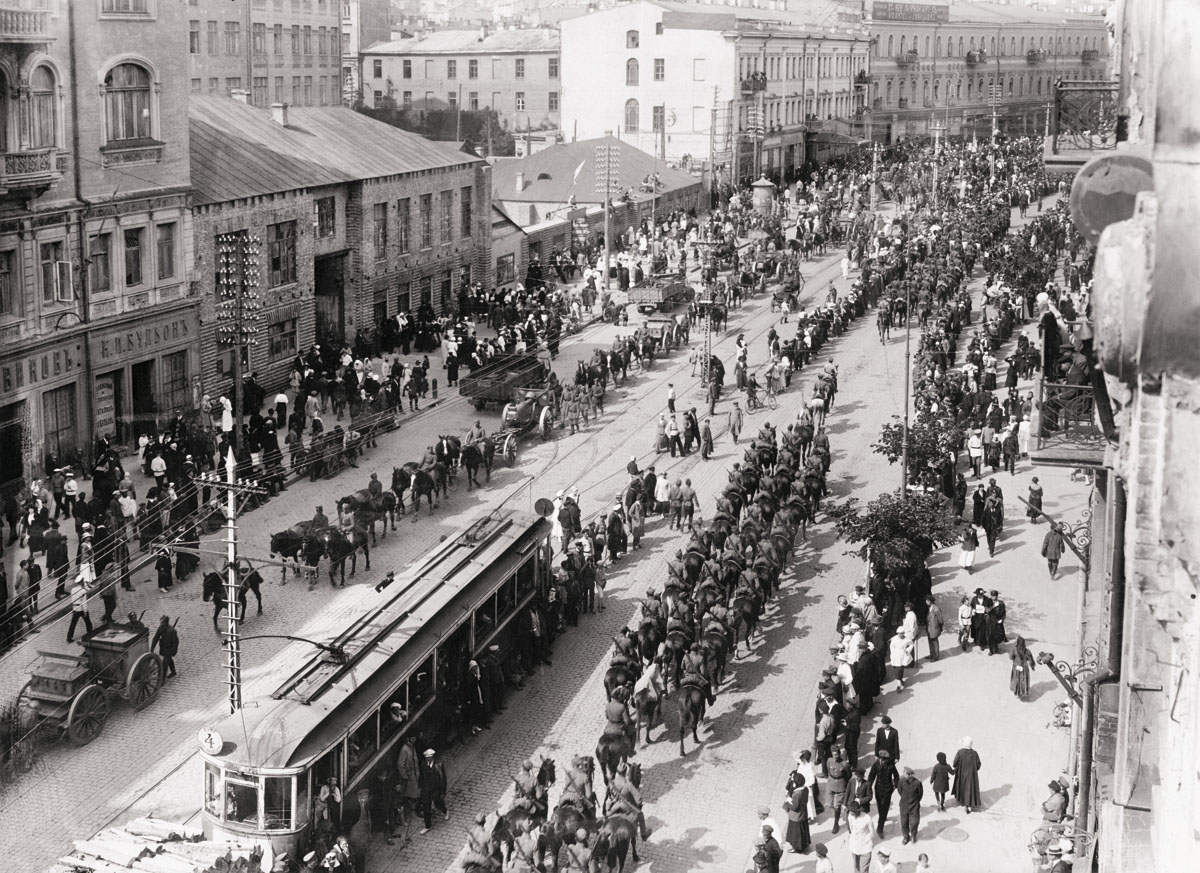
Oddziały polskie i ukraińskie wkraczają do Kijowa; ulica Wielka Włodzimierska

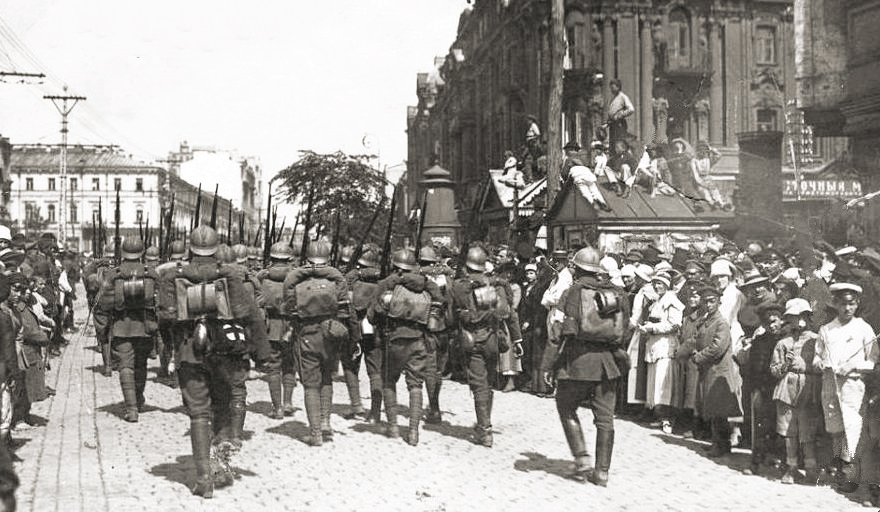
Wojsko Polskie wkracza do Kijowa

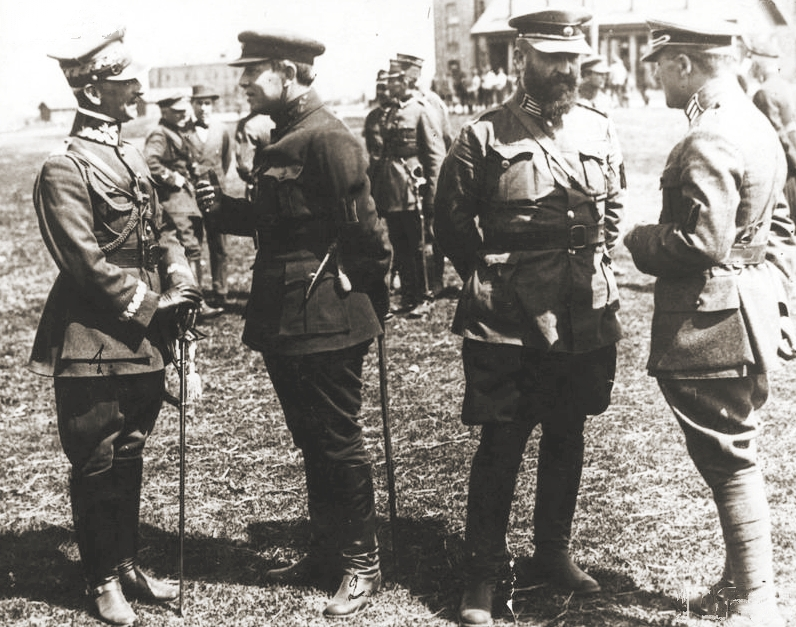
Gen. Antoni Listowski, Symon Petlura, płk Wołodymyr Salski, płk Marko Bezruczko, oficerowie ukraińscy i polscy. Berdyczów, wyprawa kijowska – kwiecień 1920

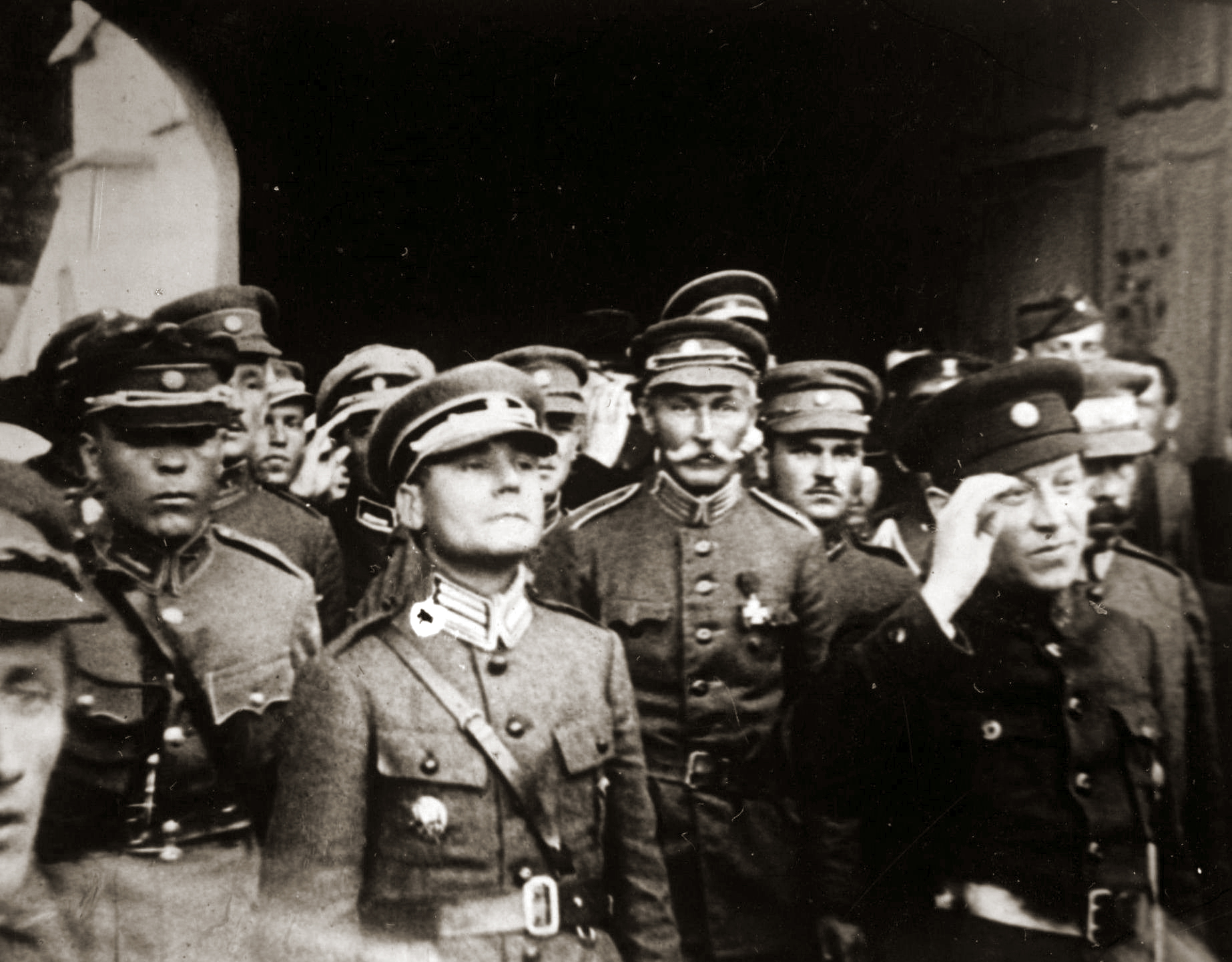
Symon Petlura i oficerowie armii URL wychodzą z Soboru Sofijskiego. Kijów, 23 maja 1920. W środku, na pierwszym planie płk Marko Bezruczko

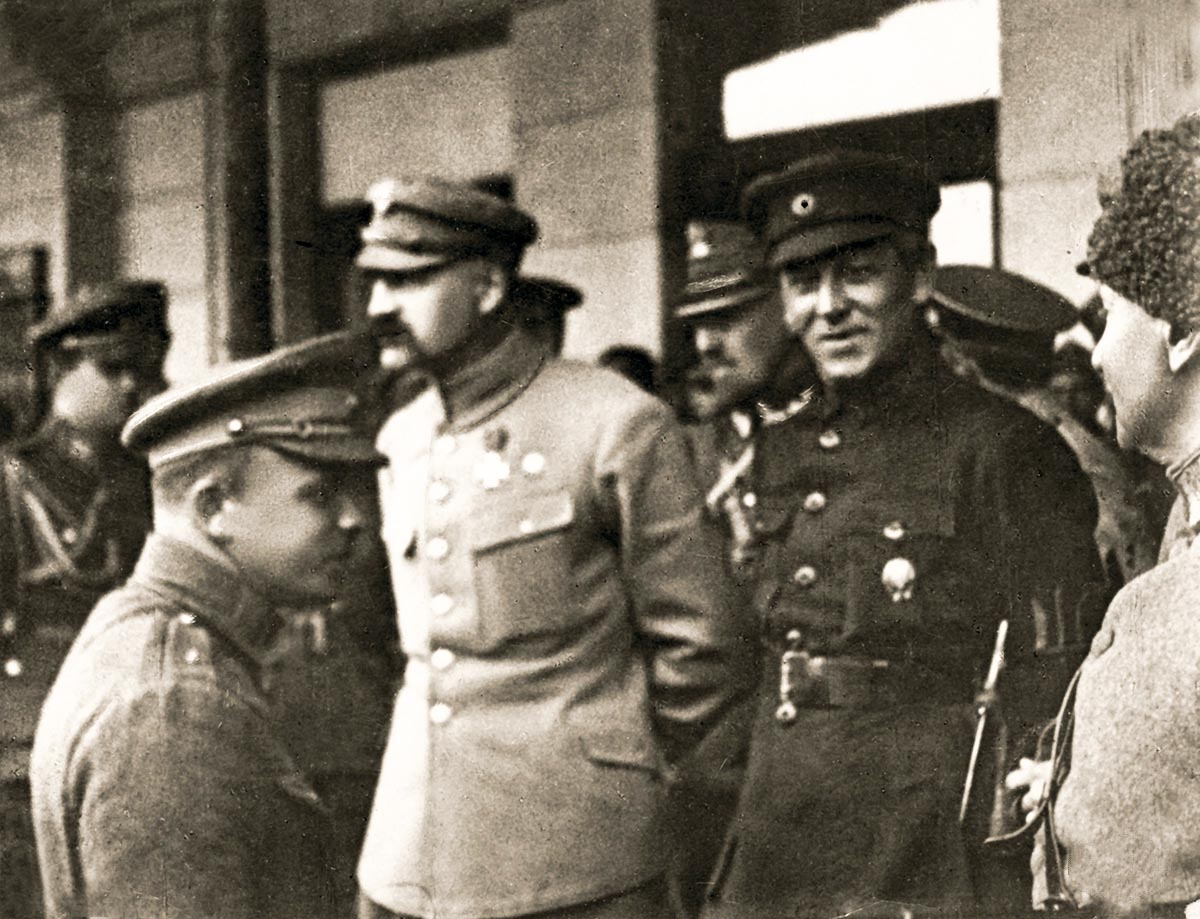
Piłsudski i Petlura, Winnica 16 maja 1920

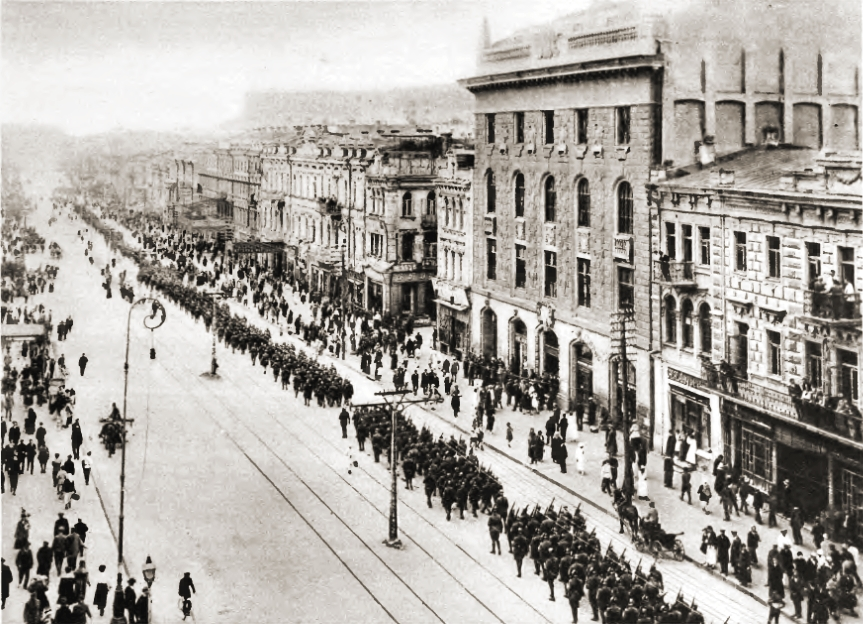
Defilada Wojska Polskiego na Chreszczatyku, 9 maja 1920

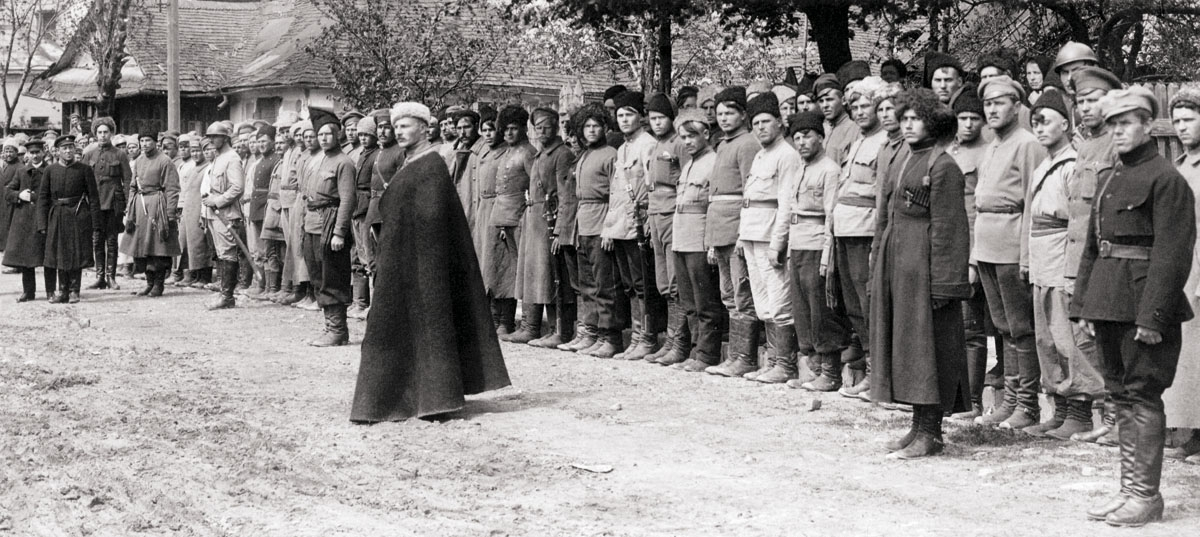
Symon Petlura (z lewej) dokonuje przeglądu oddziałów armii URL. Kijów, maj 1920. Na froncie oddziału gen. Iwan Omelianowicz-Pawlenko

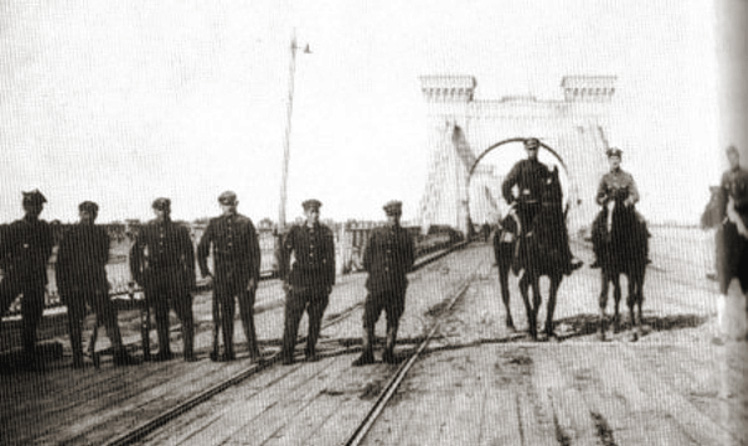
Żołnierze polscy na Moście Łańcuchowym w Kijowie, maj 1920; most został wysadzony w czerwcu 1920, podczas opuszczania miasta

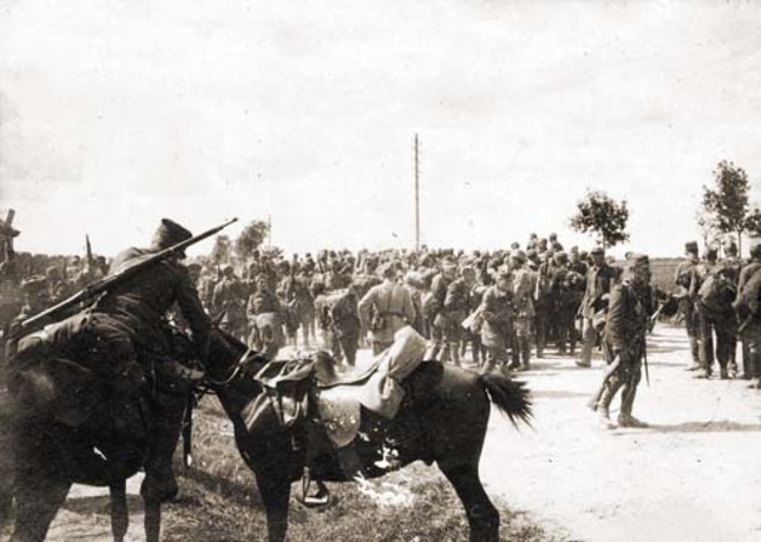
Odwrót oddziałów 3 Armii Wojska Polskiego spod Kijowa, czerwiec 1920

#### Motywy i aspekty polityczne
Piłsudski przewidział, że po pokonaniu „białych” bolszewicy będą mogli skoncentrować wszystkie siły na froncie z Polską, wykorzystując również zdobyty na białych sprzęt wojskowy.
Ważną przesłanką wyprawy kijowskiej, podjętej przez Piłsudskiego, było utworzenie niepodległego państwa ukraińskiego. W związku z tym jednym z głównych założeń było osiągnięcie porozumienia z Ukraińską Republiką Ludową. Piłsudski zawarł z przewodniczącym Dyrektoriatu URL Symonem Petlurą sojusz polityczny i wojskowy. Polska uznawała w nim suwerenność Ukraińskiej Republiki Ludowej, zrzekała się terytoriów Rzeczypospolitej przedrozbiorowej na wschód od ustalonej linii granicy z Ukrainą i zobowiązywała się do wspólnej walki z bolszewikami. Ukraińska Republika Ludowa zrzekała się praw do ziem Galicji Wschodniej, które wcześniej zajmowała Zachodnioukraińska Republika Ludowa.
Koncepcja ta nie powiodła się, gdyż Petlura nie posiadał zaplecza politycznego poparcia i jak pisał ówczesny dyplomata a późniejszy delegat polski w ryskich rokowaniach Michał Kossakowski: „władze polskie miały się przekonać, że na Ukrainie ludności dojrzałej do samodzielnego bytu nie ma (...). Petlura zupełnie szczerze dał do zrozumienia, że bynajmniej nie pragnie tak bardzo obsadzać placówek rządu cywilnego przez działaczy miejscowych, przeciwnie będzie wdzięczny Polakom, jeżeli jeszcze w ciągu dalszego czasu rządy sprawować będą”.
Ukraińcy widzieli w Petlurze człowieka przywiezionego przez Polaków, by rządził w ich imieniu Ukrainą. Negatywne emocje wywoływały poszczególne decyzje władz polskich na zajętych terenach jak np. zwrot dóbr kościoła katolickiego zabranych katolikom na rzecz cerkwi w czasach zaborów czy to, że w Kijowie rezydowały wojskowe władze polskie, a ukraińskie rozlokowano w Winnicy. Często wojska polskie zachowywały się brutalnie w stosunku do chłopstwa ukraińskiego (grabieże, rekwizycje) i ludności żydowskiej (nowe władze ukraińskie nie mogły liczyć na przychylność ludności żydowskiej również z tego powodu, że wojska Petlury były odpowiedzialne za dokonywane w latach 1918–1920 antysemickie pogromy). W rezultacie do wojska Petlury zgłosiło zaledwie kilka tysięcy ochotników.

Plany S. Petlury i J. Piłsudskiego zakończyły się porażką. Zawiodły bowiem dwa czynniki: armia polska nie spełniła zadań operacyjno-okupacyjnych, a Dyrektoriat UNR nie zbudował trwałych fundamentów republiki.

Bunt przeciwko Petlurze w związku z jego porozumieniem z Piłsudskim podnieśli również ukraińscy politycy i wojskowi z zajętej przez Polskę Galicji Wschodniej (z Galicji wycofało się na wschód ponad 100 tys. żołnierzy ukraińskich nie akceptujących układów z Polską). Natomiast żołnierzy Ukraińskiej Armii Galicyjskiej, którzy przeszli na stronę Petlury władze polskie internowały (za to, że wcześniej walczyli z Polakami).
Plany federalizacyjne nie miały też poparcia szerokich mas społecznych. Jak pisał Włodzimierz Mędrzecki "(...) w latach 1917–1918 białoruskie i ukraińskie warstwy ludowe przeważnie za prawowitych następców carów uznawały bolszewików. Z aprobatą przyjęły koncepcję władzy rad, z entuzjazmem realizowały hasła odebrania środków produkcji i dóbr materialnych klasom posiadającym. W konsekwencji potraktowały jako obce i wrogie wkraczające z zachodu wojska polskie (tym bardziej, że pomogły zainstalować się ponownie wygnanym wcześniej ziemianom) i z niechęcią podporządkowywały się polskim władzom państwowym (zarówno w 1919 roku, jak i w latach 1920–1921)".
Natomiast o stosunku Francji, jako głównego sojusznika militarnego Polski, do wyprawy kijowskiej pisał gen. Tadeusz Kutrzeba: „(...) wyprawa kijowska jako operacja prowadząca do poparcia organizacji samodzielnej Ukrainy Ludowej, a więc do oderwania części ziem należących prawne do dawnej Rosji, była przeciwna polityce francuskiej, która trwała w wierze w odbudowę Rosji, jednoczącej ziemie etnicznie zupełnie jej obce. Interes Francji wymagał, aby Rosja była wielka i silna. Natomiast interes Polski wymagał, aby Rosję Sowiecką pobić, a wywalczony pokój trwale zabezpieczyć. Względy strategiczne Polski szły w parze ze względami politycznymi Polski, ale mijały się z ówczesnymi poglądami politycznymi Francji, która wierzyła w odbudowę Wielkiej Rosji. Radykalna Francja roku 1920 była nam jawnie nieprzychylna, Francja umiarkowana życzyła nam granic i spokojnego sąsiada od Wschodu. Cała Francja nie wierzyła w żywotność polityczną Ukrainy. Te różnice poglądów znalazły swój wyraz w stosunkach dyplomatycznych między obydwoma państwami”.

#### Przygotowania
Plan operacji kijowskiej na polecenie Naczelnika Państwa Józefa Piłsudskiego przygotowali: Julian Stachiewicz, Bolesław Wieniawa-Długoszowski i adiutant Piłsudskiego, Stanisław Radziwiłł.
Stan liczebny polskich i ukraińskich żołnierzy na początku ofensywy przedstawiał się następująco:
- Wojsko Polskie – około 60 tysięcy żołnierzy,
- Armia Czynna URL – 556 oficerów i 3348 szeregowych, łącznie 3904 żołnierzy[42][43][44] – co stanowiło około 6% osobowego udziału armii ukraińskiej w wyprawie kijowskiej.

Podobny stan liczebny armii ukraińskiej utrzymywał się niemal do początku rozpoczęcia kontrofensywy przez Armię Czerwoną. Jeszcze z końcem maja (czyli trzy tygodnie po opanowaniu Kijowa) liczebność wojsk URL wynosiła łącznie 4700 żołnierzy. Szybka mobilizacja rekrutów ukraińskich do armii URL pozwoliła ją znacznie zasilić, tak że w chwili rozpoczęcia kontrofensywy Armii Czerwonej 12 czerwca 1920 w skład Armii Czynnej URL wchodziło już 2814 oficerów i 16 925 szeregowych – łącznie 19 739 żołnierzy, jednak w realiach silnego naporu oddziałów bolszewickich to wzmocnienie sił nie odegrało już praktycznie żadnej roli.
Operacja przeciw bolszewikom była większa, niż inne w roku poprzednim. Wojskami od Mozyrza do Olewska dowodził gen. Józef Rybak, od Olewska do Połonnego dowodził gen. Edward Śmigły-Rydz, od Połonnego do Płoskirowa gen. Antoni Listowski, a od Płoskirowa do granicy z Rumunią gen. Wacław Iwaszkiewicz-Rudoszański.
6 maja 1920 roku bolszewicy, po przeprowadzonej mobilizacji, wysłali na Naddnieprze 120 tysięcy swoich żołnierzy.

#### Ofensywa polsko-ukraińska
Ofensywę na Ukrainie Piłsudski rozpoczął 25 kwietnia 1920. Już 26 kwietnia wojska polskie zajęły Żytomierz, a następnego dnia opanowały Berdyczów i węzeł kolejowy Koziatyn. Na południu oddziały 6 Armii generała Iwaszkiewicza opanowały Winnicę, Bar i Żmerynkę. Na północy wojska polskie zdobyły Czarnobyl i zbliżyły się do Dniepru w rejonie ujścia Prypeci.
W wyniku tych operacji 12 Armia (RKKA) utraciła w dużej mierze zdolność prowadzenia działań bojowych, chociaż nie została zniszczona.
28 kwietnia, po rozbiciu pod Koziatynem 1 Brygady Strzelców Siczowych (złożonej z Ukraińców w służbie Armii Czerwonej), wojska polskie stanęły na linii Czarnobyl – Koziatyn – Winnica – granica rumuńska; przeszły one w ciągu 24 godzin 90 km.
Po tygodniowym odpoczynku wojska polskie stanęły u bram Kijowa i bez walki, 7 maja 1920 oddziały 3 Armii gen. Rydza Śmigłego zajęły miasto. Mimo rozkazu RKKA dowodzący 12 Armią Siergiej Mieżeninow nie zdecydował się na walną bitwę, wycofując swoje siły za Dniepr, przez co uchronił je od klęski. 14 Armia została prawie nienaruszona. Nie udało się osłabić zdolności bojowej Armii Czerwonej. Piłsudskiemu nie udało się zrealizować planu rozbicia Armii Czerwonej na Ukrainie, pozostawienie na niej sił Petlury i przerzucenia wolnych oddziałów polskich na Białoruś, gdzie koncentrowały się wojska bolszewickie.
9 maja odbyła się w centrum Kijowa, na Chreszczatyku, wspólna polsko-ukraińska defilada. Naczelne Dowództwo Wojska Polskiego, starając się, aby miejscowa ludność ukraińska nie odebrała czasowej obecności wojsk polskich jako okupacji, poleciło, aby na siedzibach urzędów wywieszać wyłącznie flagi ukraińskie, a polskie tylko na budynkach zajmowanych przez dowództwo polskie.
Po wstępnych sukcesach nastąpił cały szereg niepowodzeń na froncie. Plan Piłsudskiego rozbicia wojsk Armii Czerwonej nie powiódł się. Wyprawa kijowska skończyła się faktycznym fiaskiem.

## Ofensywa Armii Czerwonej

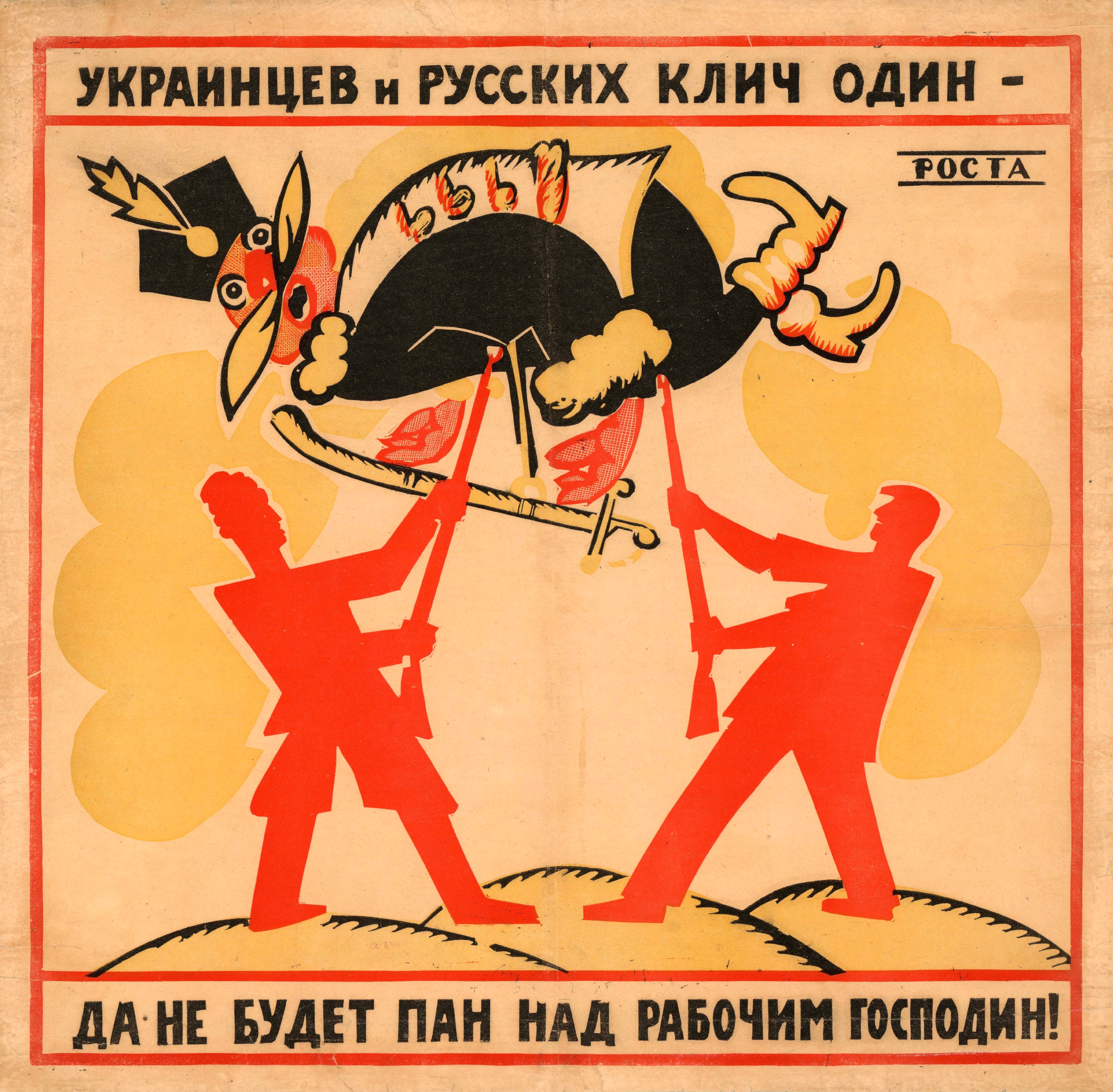
Antypolski plakat ROSTA autorstwa Władimira Majakowskiego, maj 1920

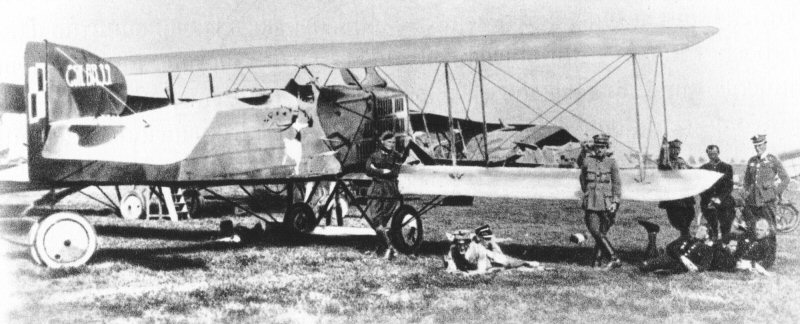
Breguet 14A2 39. Eskadry Breguetów (16. Eskadry Wywiadowczej) w Kijowie, 1920

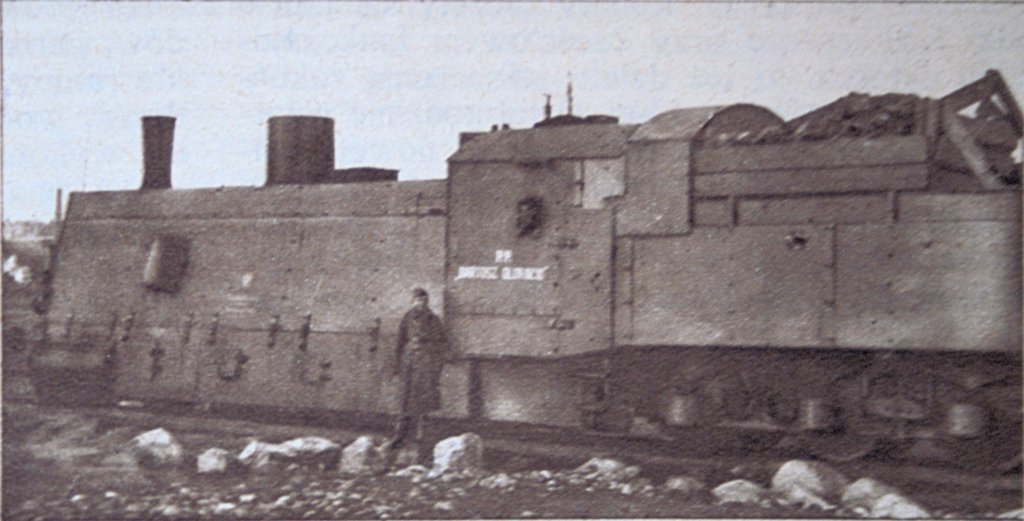
Parowóz pancerny z 1920 pociągu Bartosz Głowacki

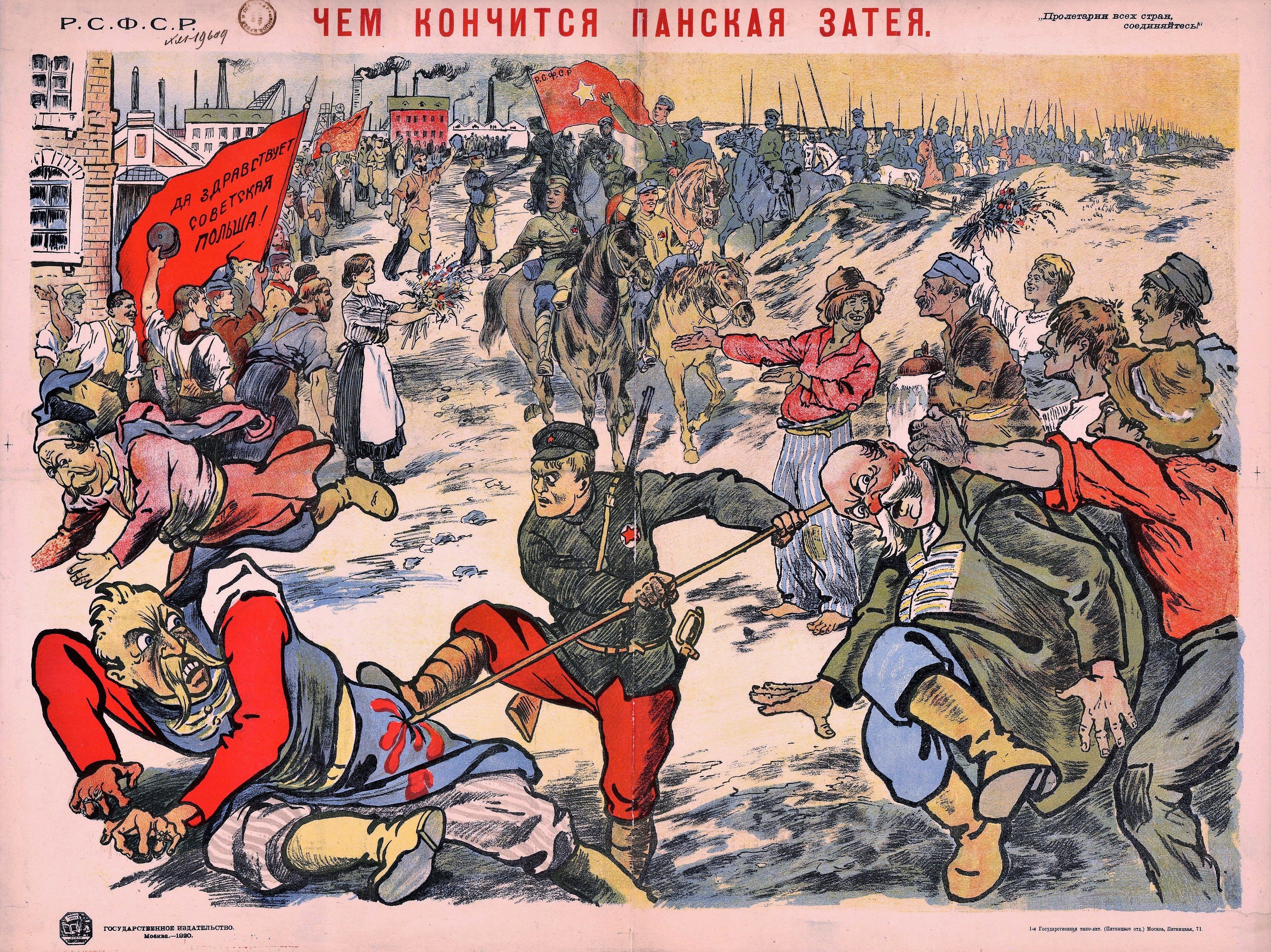
Oto czym kończą się pańskie pomysły – sowiecki plakat propagandowy z 1920

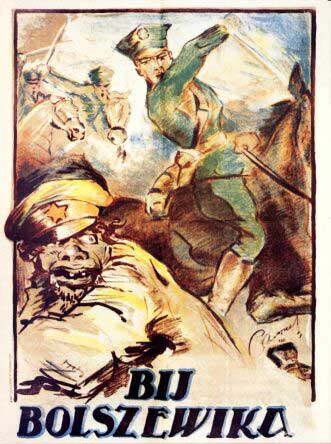
Polski plakat propagandowy z 1920

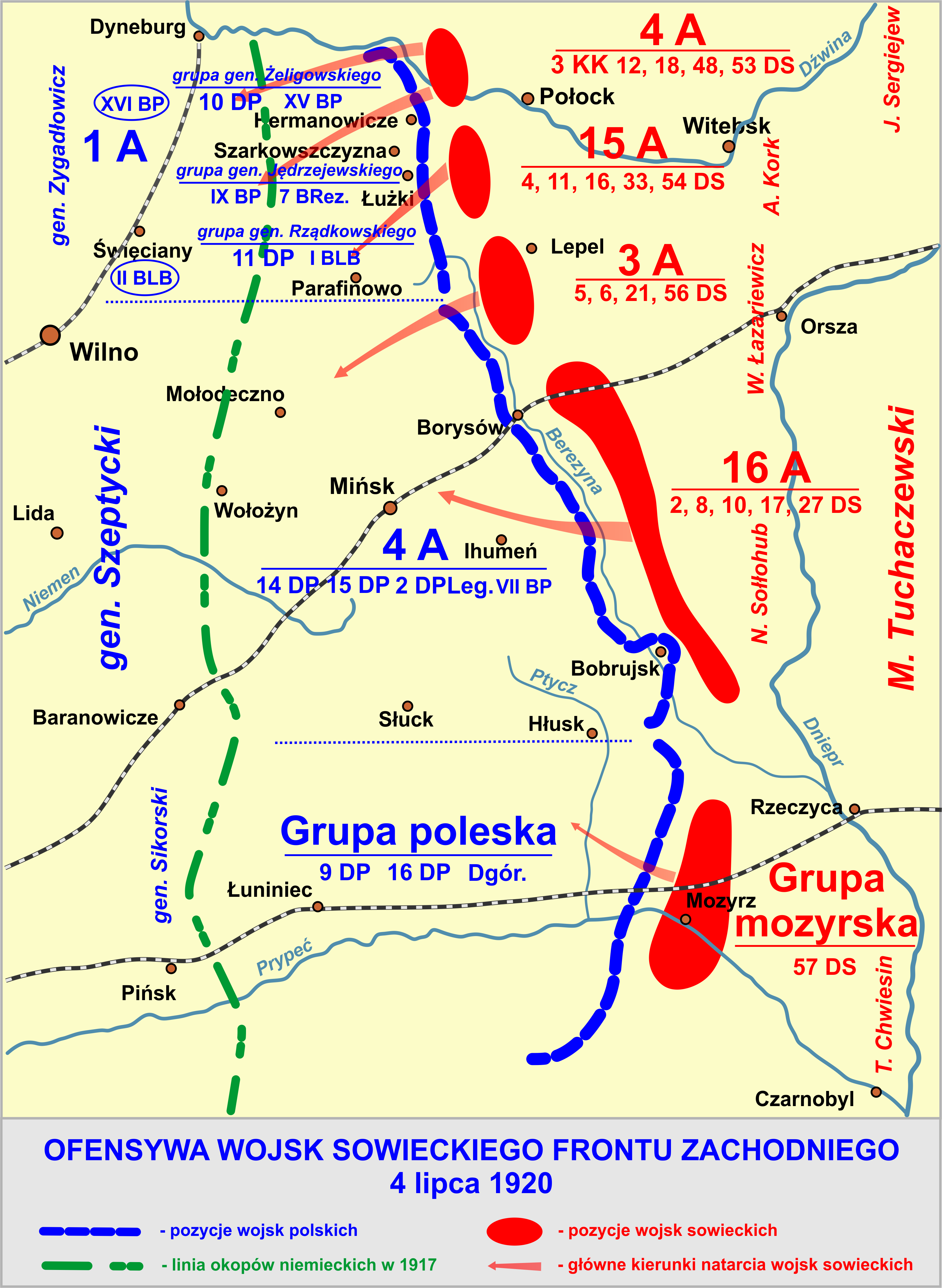

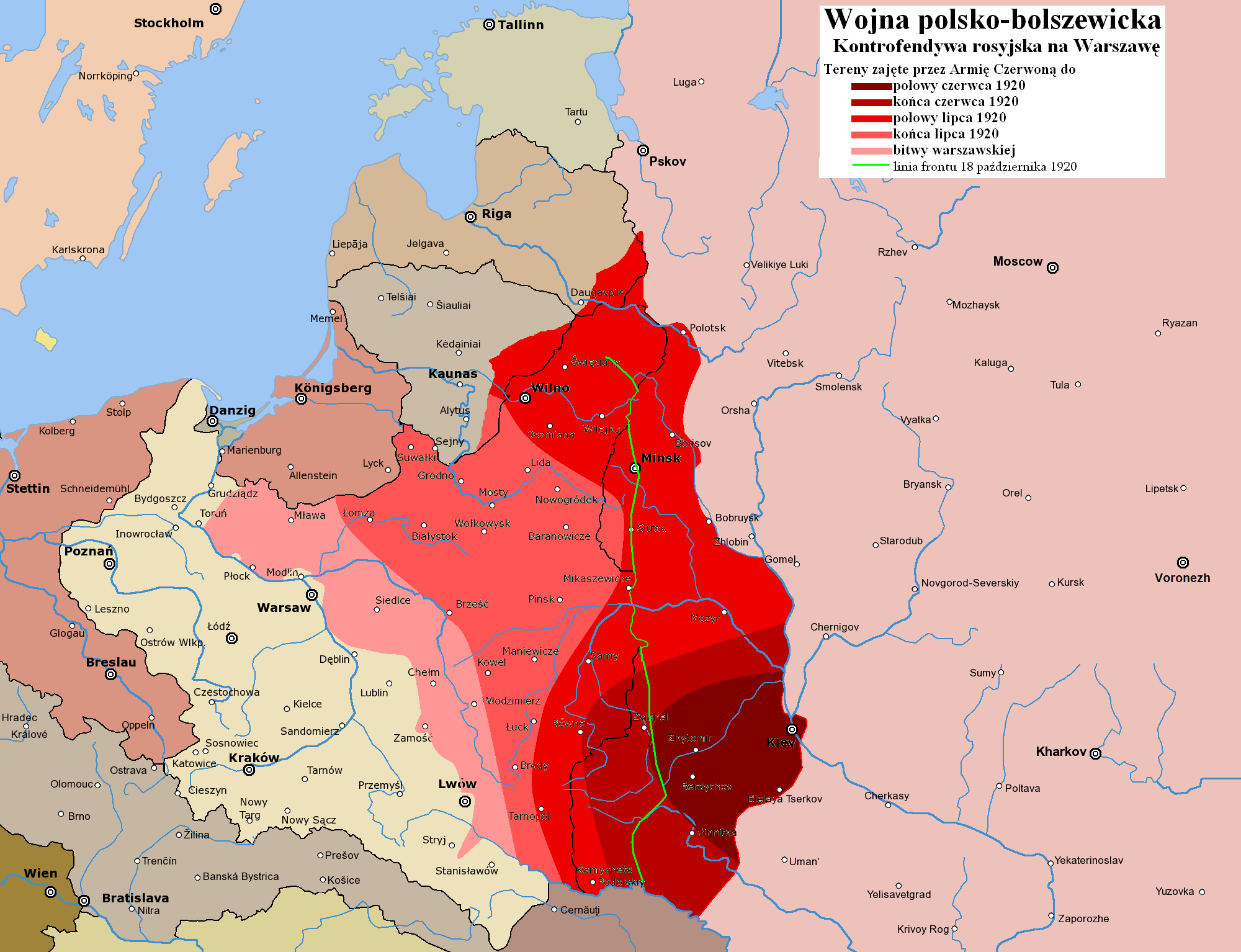
Etapy ofensywy Armii Czerwonej przeciw Polsce (czerwiec-sierpień 1920)

Armia Czerwona planowała generalną ofensywę przeciw Polsce już na wiosnę 1920 na kierunku białoruskim, gdzie od marca odbywała się zmasowana koncentracja wojsk sowieckich w Bramie Smoleńskiej. Pokonanie w połowie listopada 1919 przez bolszewików armii białych (zarówno na Syberii, jak i ofensyw generałów Denikina na Moskwę i Judenicza na Piotrogród oraz likwidacja w marcu 1920 republiki murmańsko-archangielskiej z wojskami gen. Millera) spowodowało, że wszystkie siły Armii Czerwonej mogły być od marca 1920 r. skoncentrowane przeciwko Polsce i jej planom stworzenia federacji Międzymorza Bałtycko-Czarnomorskiego. Polska ofensywa na Ukrainie była zaskoczeniem dla dowództwa RKKA i spowodowała jedynie przyspieszenie przygotowywanej ofensywy przeciw siłom Wojska Polskiego siłami wojsk Frontów Zachodniego i Południowo-Zachodniego.
Trocki stwierdził w swoich pamiętnikach, że zajęcie przez Polaków Kijowa "wyświadczyło nam wielką przysługę: kraj ocknął się".
W europejskiej części Rosji radzieckiej wprowadzono 12 maja 1920 roku stan wojenny i pod hasłem zagrożenia Rosji przez Polskę ogłoszono ochotniczy zaciąg na wojnę z Polską. Do Armii Czerwonej zgłosiło się ok. 1 mln. ochotników w tym wielu carskich oficerów (w tym kilkunastu generałów, w tym gen. Aleksander Brusiłow). Liczba byłych "białych" oficerów w Armii Czerwonej podwoiła się w tym czasie.
Wyprawa kijowska, według niektórych historyków dała Rosji radzieckiej dogodny pretekst by przedstawiać sie w oczach światowej opinii publicznej jako strona broniąca się.
Według danych polskiego radiowywiadu wzrost sił sowieckich na froncie polskim przedstawiał się następująco:
- 1 stycznia 1920 – 4 dywizje piechoty, 1 brygada jazdy,
- 1 lutego 1920 – 5 dywizji piechoty, 5 brygad jazdy,
- 1 marca 1920 – 8 dywizji piechoty, 4 brygady jazdy,
- 1 kwietnia 1920 – 14 dywizji piechoty, 3 brygady jazdy,
- 25 kwietnia 1920, w chwili rozpoczęcia ofensywy polskiej – 20 dywizji piechoty, 5 brygad jazdy[54].

Front Zachodni rozmieszczono na obszarze od Dźwiny po Prypeć. Jego dowódcą był Michaił Tuchaczewski (ówcześnie dwudziestosiedmioletni), porucznik armii carskiej, absolwent Aleksandryjskiej Szkoły Wojennej w Moskwie. W skład frontu wchodziły cztery armie, jeden samodzielny korpus kawalerii i jedna grupa operacyjna.
Od północy, nad samą Dźwiną, umieszczony został 3 Korpus Kawalerii w składzie dwóch dywizji. Dowódcą tego korpusu był Gaj-Chan (Gajk Bżiszkian). Jedna dywizja korpusu składała się z robotników uralskich, druga – z Kozaków.
Obok 3 Korpusu Kawalerii, nieco bardziej na południe, rozwinięta została 4 Armia Jewgienija Siergiejewa, podpułkownika armii carskiej, absolwenta Akademii Sztabu Generalnego. Poniżej stanęła 15 Armia Augusta Korka, podpułkownika armii carskiej, absolwenta Akademii Sztabu Generalnego.
Dalej ku południu rozwinęła się 3 Armia Władimira Łazariewicza, podpułkownika armii carskiej, absolwenta Akademii Sztabu Generalnego.
Obok 3 Armii stanęła 16 Armia Nikołaja Sołłohuba, podpułkownika armii carskiej, absolwenta Akademii Sztabu Generalnego. Na samym południu tego frontu działała Grupa Mozyrska, składająca się z dwóch dywizji i oddziału partyzanckiego, dowodzona przez 26-letniego Tichona Chwiesina, jedynego robotnika wśród dowódców wyższego szczebla.
Główne uderzenie miały wykonać związki taktyczne XV Armii z pozycji wyjściowych na odcinku połocko-witebskim.

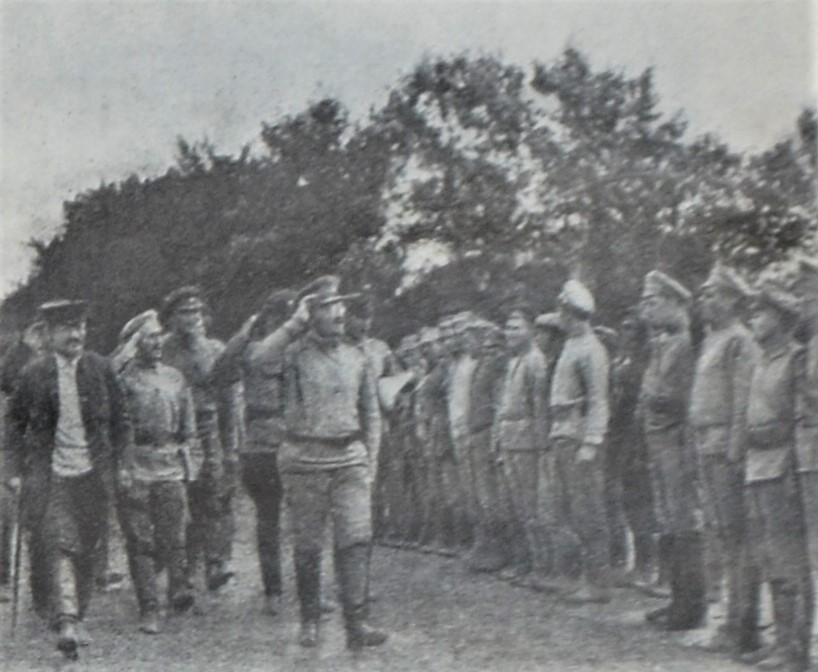
Michaił Kalinin i Lew Trocki witający żołnierzy Armii Czerwonej

Lenin zakładał, że Armia Czerwona będzie przebywać na terenach polskich jedynie czasowo – do momentu przejęcia władzy i uformowania się ośrodka decyzyjnego złożonego z polskich komunistów w kraju oraz uzbrojenia polskich robotników. Planował również wytyczenie granicy rewolucyjnej Polski na wschód od linii Curzona. W przemówieniu z 5 maja 1920 r. do czerwonoarmistów udających się na front polski głosił:
„Towarzysze! Wiecie, że polscy obszarnicy i kapitaliści, podżegani przez Ententę, narzucili nam nową wojnę. Pamiętajcie, towarzysze, że z polskimi chłopami i robotnikami nie jesteśmy poróżnieni, że niepodległość Polski i polską republikę ludową uznawaliśmy i uznajemy. Proponowaliśmy Polsce pokój na warunkach nietykalności jej granic, mimo że granice te sięgały o wiele dalej, niż tereny zamieszkałe przez ludność rdzennie polską. Godziliśmy się na wszystkie ustępstwa i niech każdy z was pamięta o tym na froncie. Niech wasze postępowanie w stosunku do Polaków udowodni tam, że jesteście żołnierzami republiki robotniczo-chłopskiej, że idziecie do nich nie jako ciemiężcy, lecz jako wyzwoliciele.”
14 maja na Białorusi wyprowadzone zostało uderzenie sowieckie, nieskoncentrowanymi jeszcze w pełni siłami Frontu Zachodniego, które miało zachwiać trzonem sił polskich na Ukrainie. Natarcie nie przyniosło spodziewanych rezultatów. 1 i 4 Armie Wojska Polskiego podjęły kontratak i odparły uderzenie, przywracając linię frontu ze skróceniem jej przez bagna Auty. Zapanował kilkunastodniowy bezruch na całym froncie polsko-sowieckim, zaś blisko dwumiesięczny na froncie na Białorusi. Zaimprowizowane natarcie sowieckie wyprzedziło jednak o dwa dni planowane uderzenie polskie z południa na tyły sowieckiego zgrupowania uderzeniowego (na kierunek Homel – Żłobin – Mohylew). W tym sensie spełniło swoje zadanie operacyjne, zmuszając jednocześnie stronę polską do zaangażowania odwodów (grupa gen. Kazimierza Sosnkowskiego) w pierwszej linii. Miało to znaczenie przy ponownej sowieckiej próbie przełamania, podjętej 4 lipca 1920.

### Uderzenie 1 Armii Konnej
Jeszcze 10 marca 1920 r. na odprawie w Smoleńsku dowództwo Armii Czerwonej podjęło decyzję o przerzuceniu z Kaukazu na front polski 1 Armii Konnej pod dowództwem Siemiona Budionnego. Armia ruszyła z Majkopu w szyku konnym 3 kwietnia 1920 r. Po rozbiciu po drodze części wojsk Nestora Machno w Hulajpolu, 6 maja na północ od Jekaterynosławia rozpoczęła przeprawę przez Dniepr i 27 maja, po koncentracji pod Humaniem, jej oddziały rozpoczęły atak na pozycje polskie. Po kilku nieudanych natarciach Budionny znalazł lukę w ugrupowaniu wojska polskiego i 5 czerwca 1920 r. przełamał obronę polskiej 13 Dywizji Piechoty pod Samhorodkiem, rozpoczynając działania na tyłach wojska polskiego przeciwko jego zapleczu. 7 czerwca jedna z jej dywizji zajęła Żytomierz, druga opanowała Berdyczów.
Wojska polskie w dniach od 10 czerwca do 13 czerwca opuściły Kijów bez walki.
10 czerwca zagon Budionnego zajął już Równe. Za 1 Armią Konną podjęła działania zaczepne 12 Armia znad Dniepru i 14 Armia na południu. O sile oddziałów konnicy Budionnego decydował system wykorzystania taczanek czyli bryczek z zamontowanymi na nich karabinami maszynowymi. Szybko przemieszczające się oddziały konnicy dokonywały nagłych manewrów dokonując przełamań w polskiej obronie i wychodząc na jej tyły paraliżując pracę sztabów i blokując drogi odwrotu. Jak pisał Piłsudski:

Ten nowy instrument walki, jakim okazała się dla naszych nieprzygotowanych do tego wojsk jazda Budionnego, stawał się jakąś legendarną, nieprzezwyciężoną siłą. I można rzec, że im dalej od frontu, tym wpływ tej sugestii, nie poddającej się rozumowaniu był silniejszy i bardziej nieodparty.

Rozpoczął się wielki odwrót Wojska Polskiego. Załamało się zaopatrzenie wojska. W pierwszych dniach lipca Polacy cofnęli się ok. 250–350 km na zachód. Wojsko Polskie utrzymywało front na wysokości Równe – Tarnopol. Przed Lwowem zatrzymane zostały działania Frontu Południowo-Zachodniego pod dowództwem Aleksandra Jegorowa.
Jak wspomina ten czas gen. Szeptycki: "Naciskane zewsząd przez przeważającego wroga, zmęczone oddziały frontu straciły wszelką odporność".

### Pobór do wojska. Armia Ochotnicza

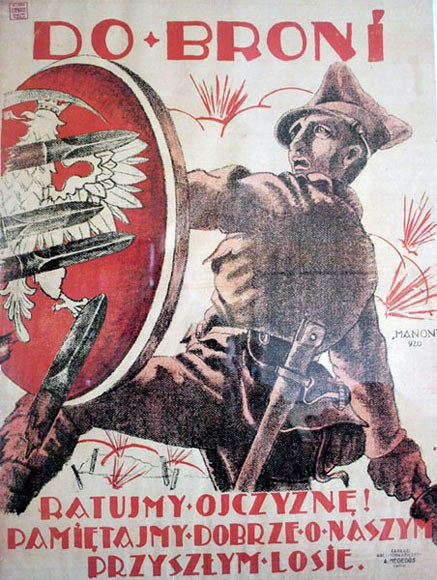
Polski plakat rekrutacyjny z lipca 1920

15 czerwca, w trakcie odwrotu wojsk polskich, Sejm uchwalił nowy pobór do wojska. Nie dał on spodziewanych rezultatów. W Małopolsce zarówno chłopi, jak i robotnicy masowo uchylali się od obowiązku służby wojskowej. W województwie zamojskim zgłosiło się zaledwie 30% poborowych z których poprosiło o odroczenie służby 90%. Najgorzej było w Krośnieńskim, gdzie do punktów poboru na 28 gmin stawiła się tylko jedna. Prawie całkowicie wezwania do poboru ignorowały mniejszości narodowe. W maju 1920 tylko na terenie Województwa kieleckiego schwytanych zostało ponad 2000 dezerterów i poborowych uchylających się od służby w wojsku polskim.
Pisarz Władysław Orkan notował:

Ochotnie szła młodzież szkolna, inteligencja, z młodzieży wiejskiej ci tylko, którzy służyli wprzód w legionach. A lud w masie wcale się nie kwapił.

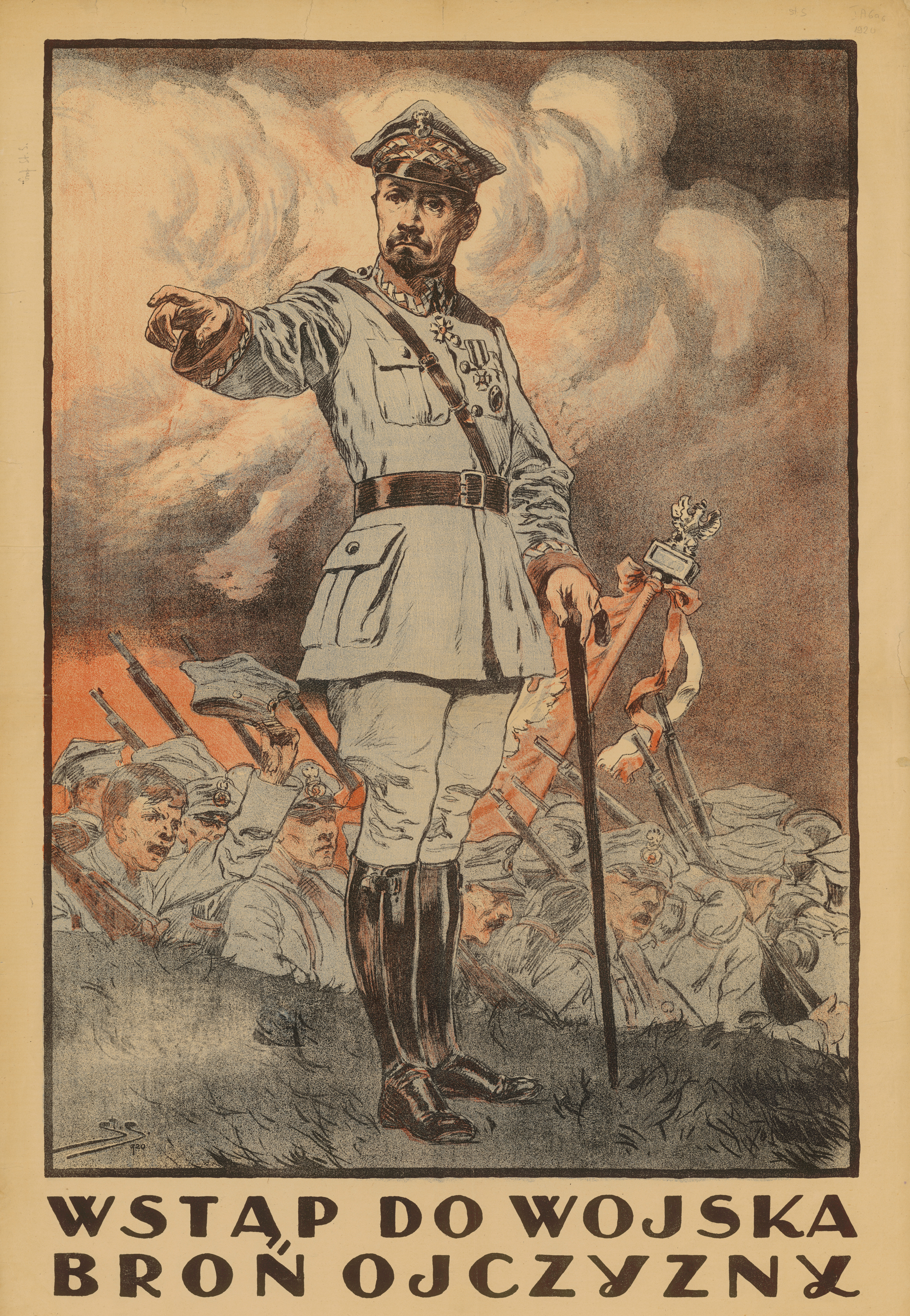
Wizerunek gen. Józefa Hallera na jednym z plakatów propagandowych z okresu wojny polsko-bolszewickiej.

7 lipca 1920 roku gen. Józef Haller został powołany na stanowisko Generalnego Inspektora Armii Ochotniczej, która miała wspomóc regularne oddziały wojska, a do której zgłaszać się mogły osoby z różnych powodów nie objęte poborem (np. studenci, policjanci).
Z zamierzeniem mobilizacji mas ludowych do obrony kraju Sejm uchwalił 15 lipca 1920 roku ustawę o reformie rolnej jednak i to nie spowodowało zmiany stosunku ludności wiejskiej do poboru.
W pierwszej połowie lipca poborowi z Królestwa Kongresowego unikali poboru stosując różne metody jak m. in zmiana miejsca zamieszkania, symulacja chorób, ukrywanie się w lasach. Poborowi nie sprzyjały też wieści z frontu wskazujące na klęskę wojsk polskich. Młodzież chłopska niechętnie wstępowała do oddziałów Armii Ochotniczej, gdyż widziano w niej oddziały o nastawieniu prawicowym o charakterze inteligenckim.
Udział chłopów w wojnie i poborze był bardzo duży. Przykładem jest tu wieś Studzieniec w pow. Nisko licząca w 1900 roku 349 mieszkańców. W spisie sporządzonym 17 lutego 1921 roku wymienia się 27 osób pełniących służbę w wojsku polskim (1 inwalida, 3 ochotników, 12 mających 24 miesiące służby, 11 służących od czasu nawały bolszewickiej) nie wliczając w to osoby poległe na wojnie.

### Rada Obrony Państwa
1 lipca 1920 roku Sejm przyjął ustawę o powołaniu Rady Obrony Państwa. W skład Rady wchodzili m. in Naczelnik Państwa, premier, Marszałek Sejmu, ministrowie resortów szczególnie ważnych podczas wojny, dziesięciu posłów wskazanych przez Sejm oraz przedstawiciele wojska wskazani przez Naczelnego Wodza. Mimo że Rada ograniczała dotychczasowe kompetencje Piłsudskiego jako samodzielnie decydującego o działaniach wojska to jednak był on za powstaniem Rady namawiając do głosowania za jej powstaniem sceptycznie nastawionych posłów lewicy. Rada nie zastępowała rządu ale przejmowała pewne jego kompetencje umożliwiajac szybkie skoordynowane działania organów państwa. Miała prawo do wydawania rozporządzeń, które do tej pory wymagały uchwał Sejmu.

### Ofensywa Tuchaczewskiego
„Armia spod Czerwonego Sztandaru i armia łupieżczego Białego Orła stają twarzą w twarz w śmiertelnym pojedynku. (...) Ponad martwym ciałem Białej Polski jaśnieje droga ku ogólnoświatowej pożodze. Na naszych bagnetach poniesiemy szczęście i pokój ludzkości pełnej mozołu. Na zachód! Wybiła godzina ataku. Do Wilna, Mińska, Warszawy!” –
2 lipca 1920 Michaił Tuchaczewski

4 lipca o świcie ruszył Front Zachodni, który w swoim składzie posiadał około 270 tys. żołnierzy.
Uderzenie Armii Czerwonej pod względem taktycznym i operacyjnym polegało na koncentracji dużych sił ruchomych na prawym, północnym skrzydle Frontu Zachodniego, systematycznym oskrzydlaniu wojska polskiego przez znajdujący się na skrajnej prawej flance sowieckiej korpus kawalerii Gaj-Chana i ciągłym odpychaniu polskiego Frontu Północnego od granicy polsko-litewskiej, a następnie polsko-niemieckiej, wychodzeniu 3 Korpusu 4 Armii na skrzydło Wojska Polskiego i spychaniu go na południe, na błota poleskie.
Taktyka ta dała nadspodziewanie dobre rezultaty. Nastąpił szybki odwrót wojsk polskich, najpierw na linię okopów niemieckich z 1916 (I wojna światowa), a po kolejnych manewrach oskrzydlających kawalerii Gaj-Chana, w końcu lipca wojska sowieckie stanęły na linii Bugu. Armia Czerwona pokonała w krótkim czasie ponad 400 kilometrów. Wbrew rozkazowi Piłsudskiego Wojsko Polskie oddało bez poważniejszego oporu twierdzę Brześć.

### Decyzja o wkroczeniu Armii Czerwonej na terytoria etnicznie polskie
Zagadnienie czy rewolucja może być przynoszona do danego kraju z zewnątrz było przedmiotem szerokiej dyskusji w gronach decyzyjnych działaczy bolszewickich.
Jeszcze na początku 1919 r. kiedy istniało prawdopodobieństwo wkroczenia Armii Czerwonej na tereny etnicznie polskie krajowa KPRP przyjęła uchwałę uznającą takie działanie za szkodliwe dla sprawy rewolucji w Polsce. W lipcu 1919 r. w Mińsku odbyło się zebranie CKW grup KPRP. Potwierdziło ono różnice w środowisku komunistów polskich w Rosji bolszewickiej w stosunku do planu przeniesienia rewolucji do Polski "na bagnetach Armii Czerwonej". Z jednej strony CKW wyraziła sprzeciw wobec prowadzenia przez Juliana Marchlewskiego z polecenia Lenina rokowań pokojowych z wysłannikami Naczelnika Państwa Józefa Piłsudskiego, z drugiej sam Marchlewski opowiedział się przeciwko niesieniu rewolucji do Polski na bagnetach Armii Czerwonej „Siłą orężną nie można wprowadzić ustroju komunistycznego wbrew dążeniom ludności. (…) Wkroczenie Armii Czerwonej do Polski będzie zgubą dla komunizmu w Polsce”. Przeciwni tym tezom byli przede wszystkim Leński – Leszczyński, Unszlicht, Stanisław Bobiński i Kazimierz Cichowski.

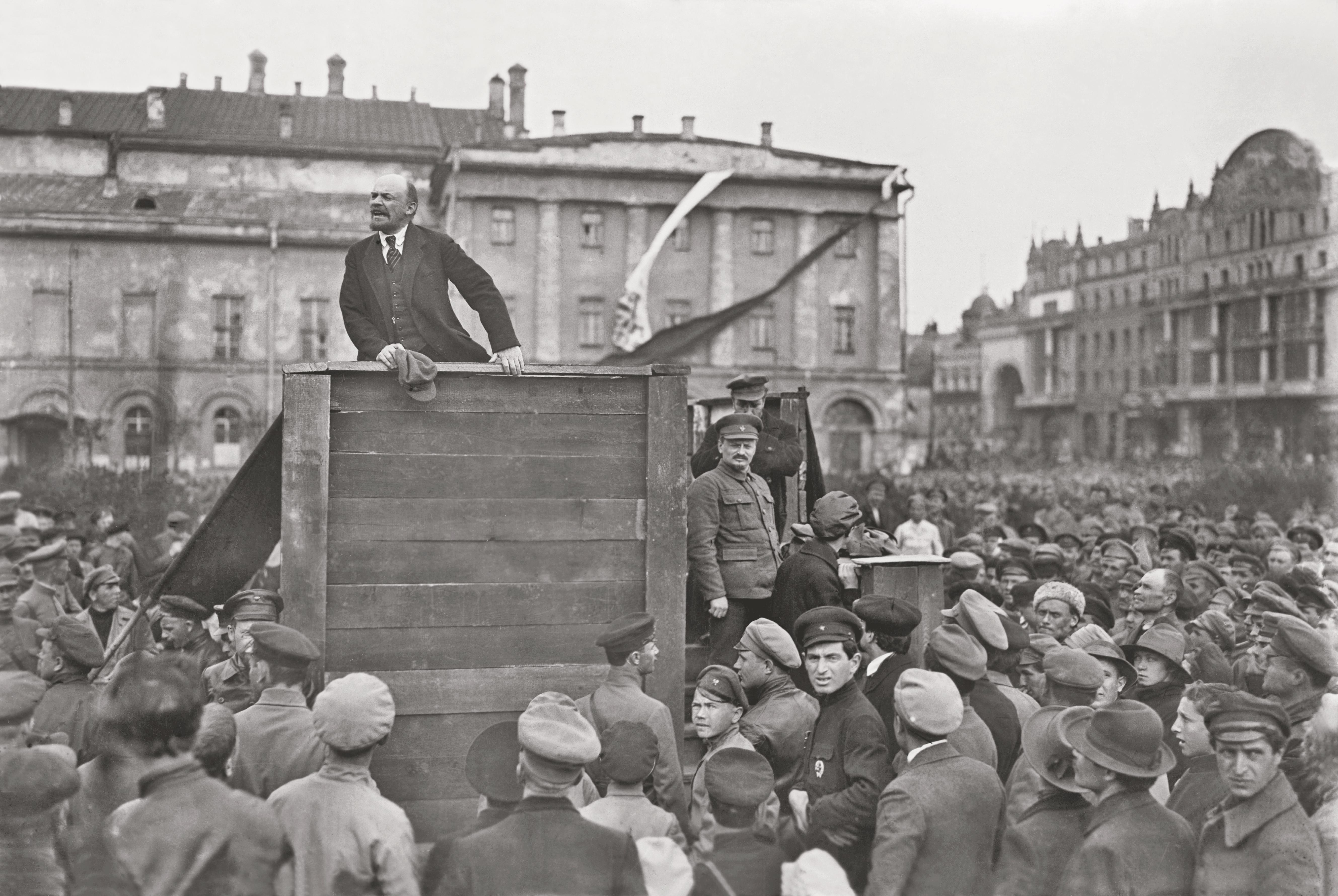
Lenin podczas przemówienia w 1920 roku, obok stoją Trocki i Kamieniew

Biuro Polskie (w które przekształcony został CKW grup KPRP w Rosji) ostrzegało w lutym 1920 r., że wejście Armii Czerwonej na ziemie etnicznie polskie "wywoła tam nową burzę nacjonalizmu, ogarniając nie tylko burżuazję, lecz również znaczną część klasy robotniczej, zatruwając ją ideą "obrony ojczyzny" przed Moskalami. Nie mawątpliwości, że komunizm w Polsce poniósłby olbrzymią szkodę na wiele lat". Również w lutym 1920 Julian Marchlewski zadeklarował na posiedzeniu Ogólnorosyjskiego CKW Rad w imieniu 43 najwybitniejszych komunistów polskich przebywających w Rosji bolszewickiej: „”(…) wtargnięcie jakiejkolwiek armii obcej do Polski dałoby możność burżuazji wywołać w masach ludowych, które przez 150 lat doświadczyły na sobie wszystkich rozkoszy ucisku narodowościowego – skrajny nacjonalizm z jego fatalnymi następstwami”.

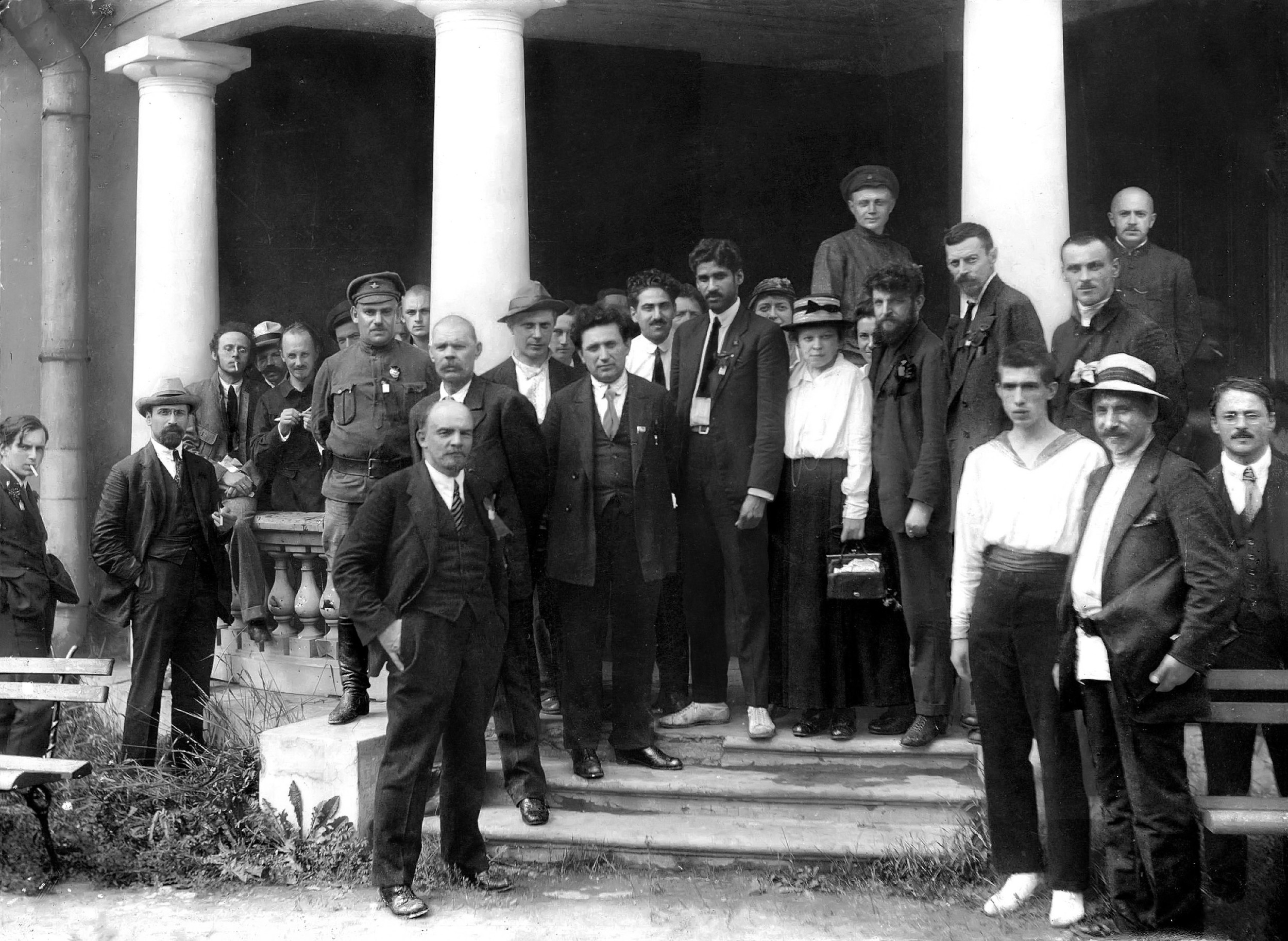
Delegaci na II kongres Kominternu, Piotrogród, 19 lipca 1920

Różnice wśród komunistów polskich w Rosji odnośnie kwestii rewolucyjnych działań w Polsce budziły niepokój wśród władz bolszewickich w Rosji. 5 kwietnia Unszlicht dystansując się nieco od postrzegania kierownictwa polskich komunistów jako zwolenników interwencji Armii Czerwonej w Polsce stwierdził: "W Centrum powstało wrażenie, że komuniści polscy za wszelką cenę chcą wojny z Polską i usiłują wciągnąć do tej wojny także Rosję".
21 kwietnia Biuro Polskie przekazało KC RKP(b) opinię przybyłych z Polski działaczy komunistycznych: Budzyńskiego, Próchniaka i Borskiego ostrzegającą przed "niebezpieczną pasją ofensywnego podniecenia wojennego" i oceniającą, że wejście Armii Czerwonej do Polski wywoła "burzę nacjonalizmu" co będzie ciosem dla poparcia idei komunistycznej również wśród robotników.
15 lipca 1920 roku Lenin wysyła depeszę do Józefa Unszlichta, członka Rady Wojenno - Rewolucyjnej Frontu Zachodniego z propozycjami dalszych działań wobec Polski:
"1. Oświadczamy nader uroczyście, że gwarantujemy polskim robotnikom i chłopom granicę dalej na wschód od tej, którą dają Curzon i ententa, 2. Wytężamy wszystkie siły żeby dobić Piłsudskiego, 3. Wchodzmy do Polski właściwej tylko na jak najkrótszy czas, żeby uzbroić polskich robotników, i natychmiast się wycofujemy (...)".
Unszlicht odpowiedział, że jeśli nie da się uzyskać od Piłsudskiego pokoju oraz jeśli w Polsce wybuchnie rewolucja Armia Czerwona powinna wkroczyć do Polski.
17 lipca plenum KC RKP(b) podjęło decyzję by "pomóc proletariatowi i masom pracującym Polski wyzwolić się od ich obszarników i kapitalistów". Jak później stwierdził Lenin "powiedzieliśmy między sobą, że sprawdzimy za pomocą bagnetów, czy w Polsce nie dojrzała już proletariacka rewolucja socjalistyczna".

### Napięcia wewnętrzne
W wyniku odwrotu zaplecze frontu zostało zdezorganizowane. Władze musiały utworzyć specjalne kordony zaporowe, które wyłapywały dezerterów i szpiegów. Polepszenie stanu zaopatrzenia oddziałów wojskowych i umundurowania pomagały odzyskać karność w oddziałach i przyczyniły się do powrotu dyscypliny, która upadła podczas odwrotu czego skutkiem były grabieże, masowe łazikowanie i dezercje. Sytuacje opanował gen. Sosnkowski, stosując zdecydowane, nierzadko drakońskie metody, np. wprowadzając wojskowe sądy doraźne wobec osób cywilnych. W armii próbował z jednej strony opanować nastroje antysemickie (Żydów oskarżano o popieranie Armii Czerwonej), z drugiej zarządził utworzenie obozu w Jabłonnie, w którym internowano około tysiąca żołnierzy i oficerów żydowskiego pochodzenia (decyzja o jego utworzeniu została wydana 16 sierpnia 1920, obóz działał do 9 września 1920; jego powstanie wywołało skandal międzynarodowy, z którego Sosnkowski musiał tłumaczyć się przed Sejmem i opinią publiczną). Wydał też rozkaz aresztowania we wszystkich wojskowych Okręgach Generalnych ok. 1000 wojskowych wśród których większość stanowili Żydzi. Wielu oficerów wyznania mojżeszowego, zasłużonych w walce o niepodległość zostało usuniętych z wojska. Żydowską młodzież akademicką z oddziałów ochotniczych skierowano do kompanii karnych. Zresztą już 17 czerwca 1919 r. Sejm przyjął uchwałę według której oficerami mogli być tylko obywatele polscy narodowości polskiej, co spowodowało, że degradowano oficerów pochodzenia żydowskiego nawet awansowanych już w Polsce niepodległej.
Podczas wojny wielokrotnie dochodziło do ekscesów antysemickich i pogromów organizowanych przez oddziały Wojska Polskiego i sojuszników z wojsk ukraińskich i białoruskich. Do krwawego pogromu doszło m.in. w Wilnie w maju 1919 r., w Pińsku zamordowano prawie 40 Żydów, w Płocku rozstrzelano m.in. miejscowego rabina. Jeszcze we wrześniu 1920 roku kierownik powiatu białostockiego Aleksander Marcinkiewicz pisał: „Ludność żydowska jest stałym przedmiotem, na którym żołnierz wyładowuje ogrom energii, którą słusznie należałoby zachować dla bolszewików. Zabieranie rzeczy potrzebnych i niepotrzebnych z mieszkań, sklepów oraz bicie jest na porządku dziennym. Ludność polska na wojska nie uskarża się, chętnie bierze skradzione przez nich rzeczy. W lipcu 1920 roku Wojsko Polskie zwolniło ze służby w wojskowych szpitalach lekarzy i pielęgniarki pochodzenia żydowskiego.
Raporty Oddziału II MSW donosiły, że ludność chłopska do klęsk polskich na froncie odnosiła się generalnie z obojętnością. Przyjścia bolszewików oczekiwali w swej masie robotnicy rolni z Kongresówki (powszechne była wrogość w stosunku do właścicieli folwarków przejawiająca się m.in. utrudnianiu ewakuacji mieszkańców i dobytku dworów). W ocenie duchownych z diecezji płockiej "lud długo nie wierzył, że bolszewicy to nie dawniejsi Rosjanie. Przemowy z ambon i na licznych wiecach nie przekonywały go. I dlatego nawet w obliczu wroga wielu z tutejszej ludności sympatyzowało z nim, po cichu pragnęło jego rychłego przyjścia w mniemaniu, że wróg ten przywróci im utracone przez długoletnią wojnę - dobra, zaprowadzi sprawiedliwość i raj na ziemi". Chłopi często skarżyli się na rabunki dokonywane przez wojska polskie. Jak donosiły komunikaty wewnętrzne MSW "W niektórych miejscach daje sie nawet słyszeć głosy, że polskie wojska bardziej grabią niż bolszewicy".
W obliczu zagrożenia bolszewickiego polscy biskupi zwrócili się do biskupów świata z prośbą o pomoc, pisząc:

Prawdziwym celem bolszewizmu jest opanowanie świata. Rasa, która przewodzi bolszewikom, już opanowała cały świat za pomocą złota i banków, a teraz pobudzana przez wieczną imperialistyczną chciwość płynącą w jej żyłach, dąży do ostatecznego podporządkowania innych narodów swojej władzy... Nienawiść bolszewizmu jest skierowana przeciwko Chrystusowi i Kościołowi, zwłaszcza że ci, którzy przewodzą bolszewizmowi mają we krwi tradycyjną nienawiść do chrześcijaństwa.

Niedobra sytuacja społeczna panowała na początku ofensywy bolszewickiej również w miastach. Warszawa w czerwcu 1920 r. stała się areną wielu strajków. Do największego doszło 8 czerwca, gdy odbył sie strajk powszechny służb publicznych. Pracownicy żądali podwyżki płac. Strajk zakończył się wielką manifestacją pracowników na Placu Teatralnym rozbitą przez policję.
Wielu obywateli nie zdawało sobie sprawy z zagrożenia. Premier Władysław Grabski stwierdzał w czerwcu 1920 roku: "Ludzie bawią się więcej niż przed wojną. Chodzą spokojni, stawiają wymagania, myślą tylko o bogaceniu się chwilowem (...). I to dzieje się nietylko w stolicy, nietylko po miastach, to się dzieje wszędzie".

### Konferencja w Spa. Linia Curzona. Starania o pokój

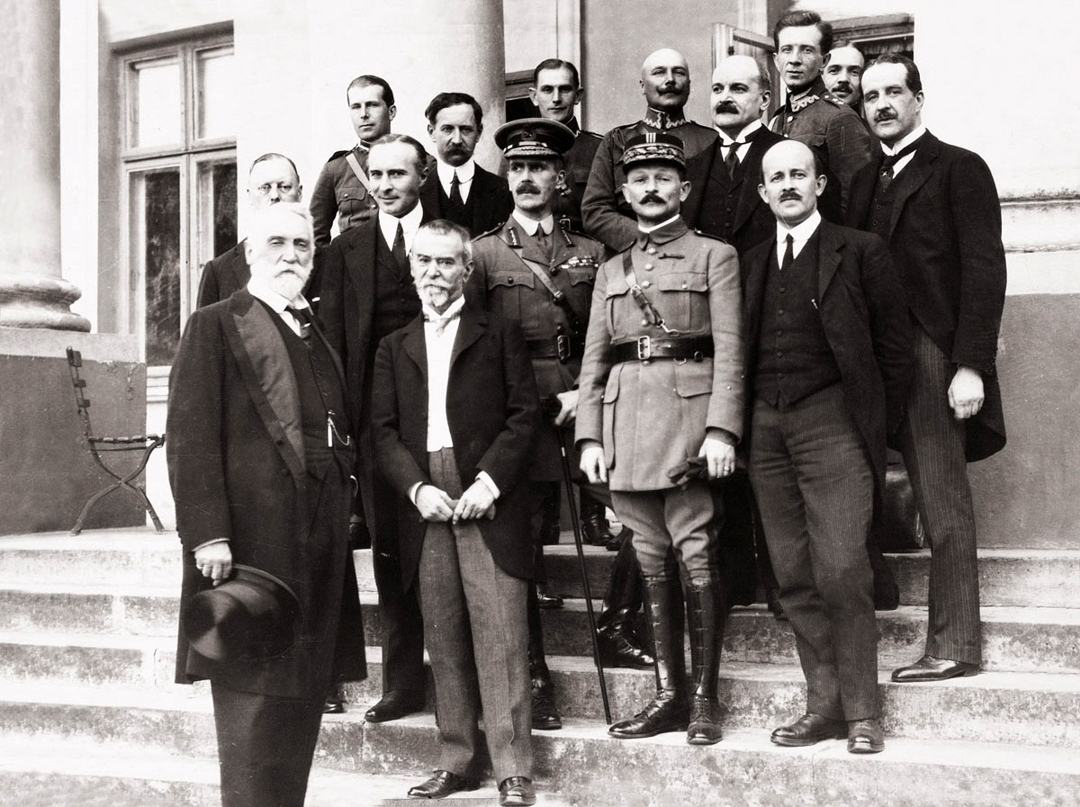
Misja Międzysojusznicza do Polski, sierpień 1920; w pierwszym rzędzie od lewej: Edgar Vincent D’Abernon, Jean Jules Jusserand, gen. Maxime Weygand, Maurice Hankey

Na konferencji w Spa, odbywającej się w dniach 5 – 16 lipca 1920 roku, premier brytyjski David Lloyd George, nieprzychylnie ustosunkowany do Polaków, przekonany o nieuchronnym zwycięstwie militarnym Armii Czerwonej i korzyściach gospodarczych płynących ze współpracy Wielkiej Brytanii z Rosją Sowiecką, wymusił na premierze Rzeczypospolitej Władysławie Grabskim zgodę na przyjęcie tzw. linii Curzona jako linii polsko-sowieckiego zawieszenia broni oraz zgodę na rozstrzygnięcie przez Radę Ambasadorów (bez udziału Polski) podziału Śląska Cieszyńskiego (bez zarządzonego uprzednio plebiscytu), kwestii przynależności państwowej Wilna, Galicji Wschodniej, konstytucji Wolnego Miasta Gdańska i traktatu polsko-gdańskiego. Grabski, licząc na przepuszczenie zatrzymanych w Czechach transportów broni, wyraził zgodę na te propozycje, jednak Czechosłowacja, mimo deklaracji Edvarda Beneša w Spa, aż do bitwy warszawskiej żadnych transportów do Polski nie przepuściła.
Ceną za ustępstwa ze strony polskiej miało być zaopatrzenie armii polskiej przez kraje zachodnie w broń i przysłanie do Polski specjalnej, alianckiej misji wojskowej.
11 lipca 1920 r. rząd brytyjski, jako pośrednik, wystąpił do rządu radzieckiego z propozycją zawarcia pokoju z Polską na podstawie postanowień ze Spa.
13 lipca Rada Obrony Państwa zaakceptowała porozumienie wynegocjowane przez premiera Grabskiego w Spa.
17 lipca strona radziecka poinformowała rząd brytyjski o odrzuceniu propozycji pokoju.
22 lipca minister spraw zagranicznych E. Sapieha depeszuje do Moskwy proponując rozejm i wstrzymanie działań wojennych. Również Szef Sztabu Generalnego gen. Rozwadowski przesyła do Naczelnego Dowództwa Armii Czerwonej propozycję wstrzymania walk.

### Utworzenie Rządu Obrony Narodowej

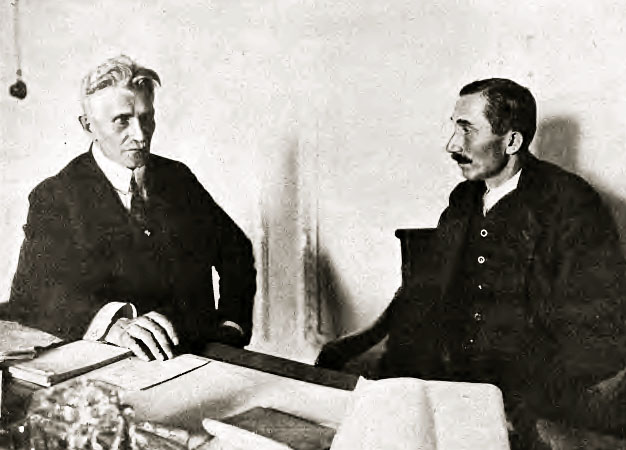
Premier Rządu Obrony Narodowej, Wincenty Witos (z prawej) i wicepremier Ignacy Daszyński

Deklaracja podpisana przez Grabskiego w Spa spowodowała w konsekwencji dymisję rządu Grabskiego i powołanie 24 lipca 1920 Rządu Obrony Narodowej z premierem Wincentym Witosem i wicepremierem Ignacym Daszyńskim.
Dopiero powierzenie teki premiera przedstawicielowi chłopstwa a wicepremiera socjaliście spowodowało zmianę nastrojów społecznych i mobilizację mas chłopskich i robotniczych w obronie państwa. Od początku sierpnia komórki wywiadu donosiły o zmianie stosunku chłopów wobec dezerterów na negatywny i o znaczącym wzroście poborowych z terenów wiejskich. Było to szczególnie istotne albowiem żołnierze pochodzący ze wsi stanowili 70% stanu osobowego armii polskiej.

### Tymczasowy Komitet Rewolucyjny Polski

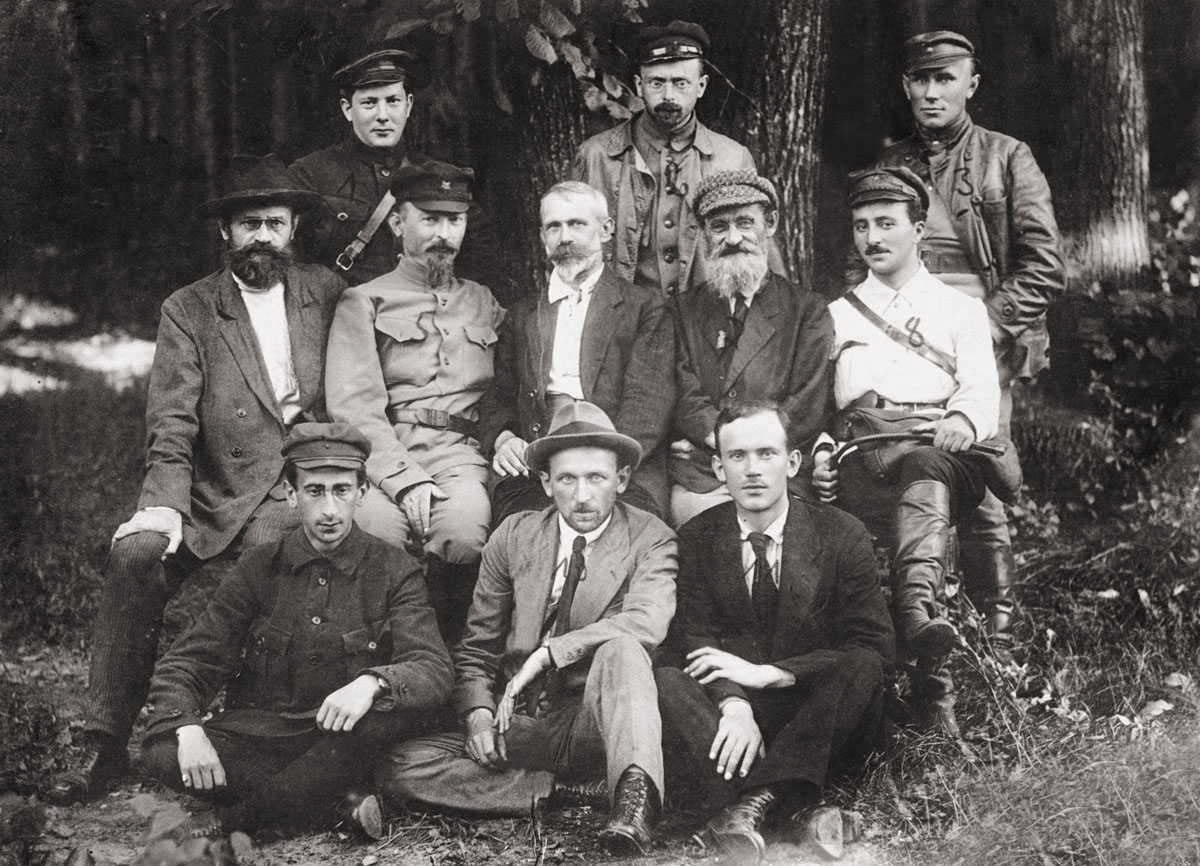
Polrewkom, początek sierpnia 1920

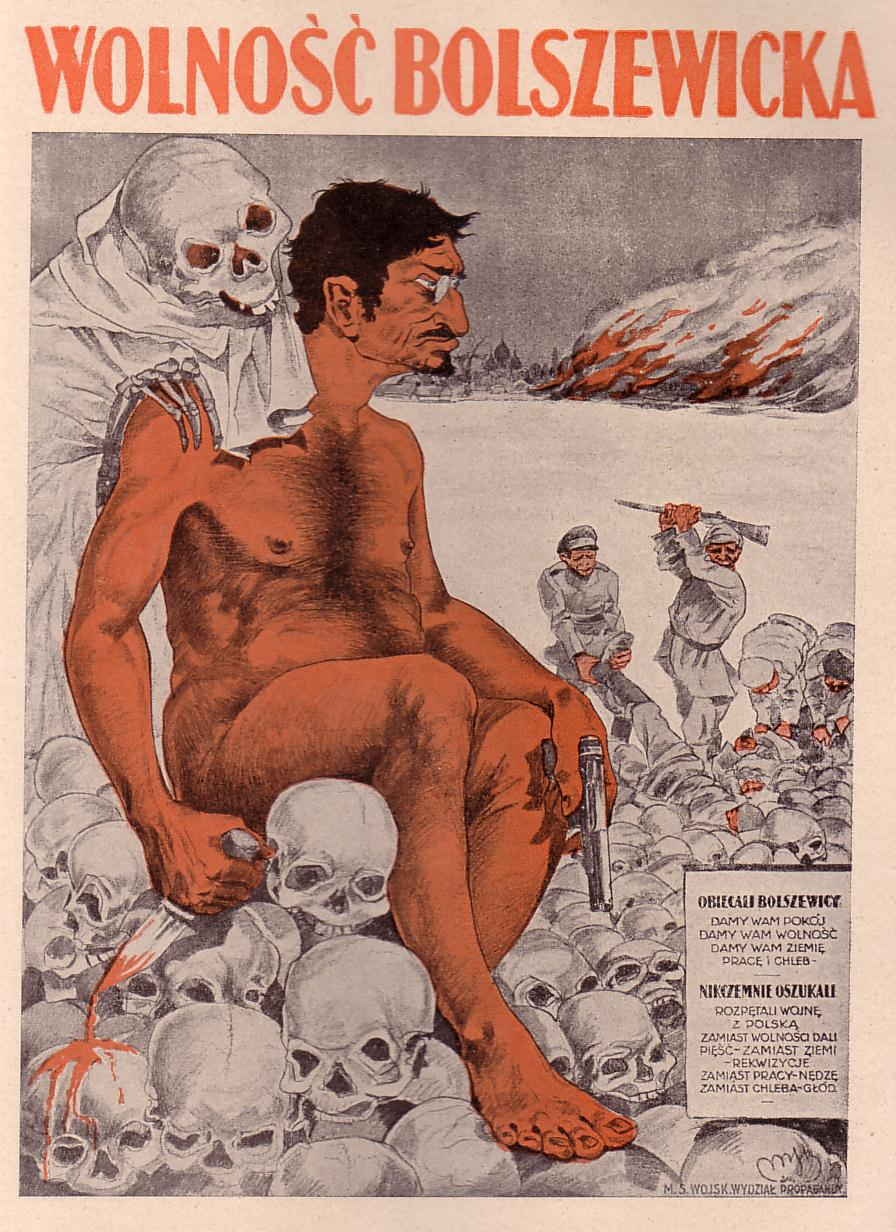
Polski plakat propagandowy Wolność bolszewicka, przedstawiający Lwa Trockiego – lipiec 1920

Po podjęciu decyzji o wkroczeniu Armii Czerwonej na tereny etnicznie polskie przerzucono komunistów polskich przebywających w Rosji bolszewickiej w rejon działań wojennych. Powołano specjalne Biuro Polskie, które miało decydować dokąd kierować polskich komunistów. Przewodniczącym Biura był Feliks Dzierżyński, sekretarzem Edward Próchniak, członkami: Feliks Kon, Julian Marchlewski, Józef Unszlicht (10 sierpnia dołączył Karol Radek). W Moskwie powstało tzw. Małe Biuro prowadzone przez Zofię Dzierżyńską.
23 lipca 1920 r. w Smoleńsku został utworzony z przekształcenia Biura Polskiego przy KC partii bolszewickiej Tymczasowy Komitet Rewolucyjny Polski (Polrewkom) na czele z Julianem Marchlewskim (pozostałymi członkami byli: Feliks Dzierżyński, Józef Unszlicht, Feliks Kon, Edward Próchniak). Komitet miałprzejąć władzę administracyjną i polityczną na zajmowanych terenach polskich i stanowić etap pośredni przed ukształtowaniem się nowego rządu rewolucyjnego w zajętej Warszawie składającego się z miejscowych komunistów z KPRP. 1 sierpnia 1920 w Białymstoku, Polrewkom wydał manifest zapowiadający m.in. stworzenie Polskiej Socjalistycznej Republiki Rad oraz obalenie rządów „szlachecko-burżuazyjnych”. Oznaczało to chęć narzucenia przez interwencję militarną Armii Czerwonej rządów sowieckich w okrojonej terytorialnie Polsce.
Utworzenie Tymczasowego Komitetu Rewolucyjnego Polski przez polskich komunistów przebywających w Rosji zostało przyjęte z niezadowoleniem przez działaczy KPRP w kraju, która uważała, że rząd rewolucyjny powinien zostać powołany po zdobyciu Warszawy przez Armię Czerwoną spośród krajowych komunistów.
Kilkutygodniowe rządy Tymczasowego Komitetu Rewolucyjnego Polski na Wileńszczyźnie i Podlasiu były okresem krwawego terroru. Komitet powołał trybunały rewolucyjne, które mordowały patriotów polskich, sprzeciwiających się obcej władzy i narzuconemu przez nią porządkowi społeczno-gospodarczo-politycznemu. Jak sprawozdawał działalność Komitetu jego członek J. Marchlewski "to, że nikogo nie rozstrzelano, a liczba aresztowanych była nieznaczna, może mieć pozytywne dla nas znaczenie".
Członkowie Polrewkomu pociągiem specjalnym posuwali się tuż za nacierającymi na Warszawę oddziałami sowieckimi, docierając ostatecznie do Wyszkowa i przygotowując się do objęcia władzy po zdobyciu przez Armię Czerwoną stolicy Polski.
Na zapleczu frontu komuniści próbowali tworzyć zakonspirowane „rewkomy”, które przejęłyby władzę po wkroczeniu Armii Czerwonej. Komitety rewolucyjne powstały latem 1920 roku w Lublinie, Hrubieszowie, Zamościu, Chełmie, Krasnymstawie, Puławach i Kraśniku. Polskie władze administracyjne przeprowadziły jednak w lipcu 1920 roku masowe aresztowania, co sparaliżowało plany dywersyjne Komunistycznej Partii Robotniczej Polski.
W czasie ofensywy wojsk polskich Komunistyczna Partia Robotnicza Polski prowadziła kampanię propagandową, podburzając społeczeństwo przeciwko władzom państwowym. Jednakże strajk zapowiedziany na 12 i 13 marca 1920 roku pod hasłem natychmiastowego przerwania działań przeciwko „rewolucyjnej Rosji” okazał się niewypałem. 3 maja 1920 roku na I Konferencji tej partii rozważano, w jaki sposób należy osłabić i zdezorganizować ofensywę wojsk polskich.

### Dymisja Piłsudskiego ze stanowiska Naczelnika Państwa i Naczelnego Wodza
12 sierpnia 1920 roku Józef Piłsudski udaje się do premiera Witosa i składa na jego ręce list zawierający dymisję ze stanowisk Naczelnika Państwa i Naczelnego Wodza. Uzasadnia to następująco : "Jestem odpowiedzialny zarówno za sławę i siłę Polski w dobie poprzedniej, jak i bezsiłę i upokorzenie teraźniejsze". Pozostawił też do decyzji premiera kiedy opublikować akt dymisji. Premier decyzji Piłsudskiego nie przyjął ze względu na katastrofalna sytuację militarną i polityczną Polski.

### Tło międzynarodowe

#### Proradzieckie strajki w Europie Zachodniej
Zadanie proletariatu wszystkich krajów polega na tym, aby przeszkadzać rządom Anglii, Francji, Ameryki i Włoch w okazywaniu przez nie pomocy białej Polsce. (...) Tam, gdzie rządy i sfery kapitalistyczne przed protestami robotników nie ustąpią – organizować należy strajki i stosować nawet gwałt.
Moskwa 1920 II Kongres III Międzynarodówki

W lipcu 1920 w wielu krajach Europy odbywały się strajki przeciwko wojnie w Polsce. Akcja była zorganizowana i koordynowana przez Komintern, który tworzył komitety wspierania Rosji sowieckiej w oparciu o komunistyczne frakcje partii socjaldemokratycznych i finansował potajemnie antypolską propagandę prasową. Robotnicy w Wielkiej Brytanii, we Francji, Czechosłowacji i Niemczech wierzyli, że w Rosji zrodziła się prawdziwa władza robotnicza, że zaczęły się realizować idee sprawiedliwości społecznej – sprawiedliwy socjalizm. Przez Europę biegło hasło: „Ręce precz od Rosji” oraz „Ani jednego naboju dla pańskiej Polski”. Robotnicy krajów zachodnich byli powszechnie przekonani, że Polska dobija „robotniczą sprawę”, utożsamianą ze sprawą sowiecką. Motywem strajków były również nastroje pacyfistyczne – niechęć do udziału w nowej wojnie (w obronie Polski) wkrótce po zakończeniu krwawej I wojny światowej.
12 sierpnia 1920 na konferencji związków zawodowych i Partii Pracy uchwalono rozpoczęcie strajku generalnego, jeśli rząd Wielkiej Brytanii nie zaprzestanie prowadzenia polityki propolskiej. Powołano Komitet Strajkowy, kierowany przez Ernesta Bevina. Jednocześnie Biuro Międzynarodowe Federacji Związków Zawodowych, będące filią II Międzynarodówki, poleciło swoim członkom, by przeforsowali embargo na dostawy amunicji do Polski.

#### Zajęcie Zaolzia przez Czechosłowację
„(Masaryk) uważał za rzecz bezwzględnie pewną nie tylko zdobycie Warszawy przez armię bolszewicką, ale nawet przestrzegał nas, byśmy nie organizowali żadnej pomocy militarnej na korzyść Polaków...” – Edgar Vincent D’Abernon 1920

Czechosłowacja, wykorzystując trudną sytuację polityczną Polski w latach 1919–1920, zajęła zbrojnie zamieszkałe przez polską większość Zaolzie. Odpowiadając na apel Kominternu, czescy kolejarze 12 maja 1920 roku zatrzymali w Brzecławiu francuskie transporty broni, a 6 lipca ogłosili strajk generalny na linii kolejowej Bogumin–Koszyce. Akcje strajkowe poparł rząd Czechosłowacji, ogłaszając 9 sierpnia 1920 roku ścisłą neutralność w wojnie polsko-sowieckiej. Licząc na upadek Polski, korzystne stosunki z Rosją sowiecką oraz utrzymanie zaanektowanego Zaolzia, 11 sierpnia władze czechosłowackie zablokowały jakikolwiek tranzyt materiałów wojennych z Zachodu (przede wszystkim z Francji) do Polski. Czechosłowacja odmówiła również przepuszczenia przez swe terytorium oferowanego z pomocą dla Polski przez Węgry 30-tysięcznego zgrupowania kawalerii i próbowała zatrzymać w Pradze udającą się do Polski francusko-brytyjską misję wojskowo-polityczną (Maxime Weygand, Edgar Vincent D’Abernon, Maurice Hankey i in.).
W czasie ofensywy bolszewickiej w lipcu 1920 roku Czechosłowacja zaczęła organizować dywizje ukraińskie, politycznie związane z obozem Jewhena Petruszewycza, wrogo nastawione do Polski, w skład których weszli weterani wojny polsko-ukraińskiej 1918–1919. Sztab pierwszej dywizji mieścił się w Koszycach, drugiej w Mukaczewie. Po załamaniu się ofensywy bolszewickiej, oddziały te pełniły służbę wartowniczą, otrzymując żołd żołnierzy czechosłowackich.

#### Stosunek Republiki Weimarskiej, udział Niemców po stronie bolszewickiej
„Odrzucam pomoc dla Polski, nawet wobec niebezpieczeństwa, że może zostać pochłonięta. Przeciwnie – liczę na to”.
Hans von Seeckt – szef Niemieckiego Sztabu Generalnego w latach 1919–1926

Podobne stanowisko przyjął również rząd Niemiec (25 lipca). W sierpniu 1920 dokerzy niemieccy w Wolnym Mieście Gdańsku – jedynym w powstałej sytuacji połączeniu Rzeczypospolitej ze światem – odmówili rozładunku statków z pomocą dla Polski. Port został w konsekwencji zmilitaryzowany na rozkaz dowódcy wojsk Ententy w Gdańsku, gen. Richarda Hakinga (wbrew stanowisku sprzyjającego Niemcom Komisarza Ligi Narodów, Reginalda Towera), a w rozładunku uczestniczyli żołnierze brytyjscy, stacjonujący w Gdańsku. W Armii Czerwonej na froncie zachodnim utworzono nawet z niemieckich robotników ochotniczą brygadę strzelców.
Rząd niemiecki udzielił pomocy militarnej Armii Czerwonej, sprzedając bolszewikom broń, amunicję, sprzęt wojskowy, dostarczając im ochotników.
Z niemieckich portów wypłynęły okręty załadowane karabinami, ciężkimi karabinami maszynowymi, amunicją, wyposażeniem dla piechoty i kawalerii. Okrętami przewożono rozebrane części samolotów. 30 aeroplanów sprzedała Rosji firma „Steffer i Neumann” z Berlina. Część sprzętu, broni i amunicji była sprzedawana Rosji bolszewickiej za pośrednictwem Litwy oraz rosyjskich i żydowskich kupców. W Niemczech, gdzie przebywało ok. 300 tys. jeńców rosyjskich, organizowano armię rosyjską, której dowództwo powierzono Guczkowowi. Sformowane oddziały rosyjskie stopniowo były transportowane do Rosji bolszewickiej przez Czechosłowację. Oddziały rosyjskie formowane w Prusach Wschodnich przesyłane były do Rosji Sowieckiej przez Litwę i Łotwę. W końcu lipca 1920 roku na wieść o wkroczeniu wojsk bolszewickich na ziemie rdzennie polskie armia niemiecka przygotowywała się do wkroczenia do Wielkopolski, na Śląsk i na Pomorze Gdańskie. Część opinii publicznej w Niemczech była przekonana, że wojska niemieckie wspólnie z Armią Czerwoną ruszą na Francję. Po stronie bolszewików walczyły całe oddziały niemieckie. W ataku Armii Czerwonej na Sierpc uczestniczył oddział kawalerii niemieckiej, liczący około 1 tys. szabel, wyposażony w karabiny maszynowe, działa polowe i tabory. Wojsko Polskie broniące Sierpca zetknęło się z 3 baonami piechoty, liczącymi ok. 2400 żołnierzy, ubranymi w niemieckie mundury wojskowe. Według danych polskiego wywiadu wojskowego w sierpniu 1920 roku w Armii Czerwonej przeciwko Polakom walczyło 20 tys. żołnierzy niemieckich i 80 tys. spartakusowców.
W lipcu 1920 roku wysłannicy Lwa Trockiego i Włodzimierza Lenina podjęli z inicjatywy ministra spraw zagranicznych Rzeszy, Waltera Simonsa, rokowania w Berlinie, zapewniając władze niemieckie, że po rozgromieniu Wojska Polskiego Armia Czerwona nie przekroczy granicy niemieckiej z 1914 roku. W wyniku tych rozmów 2 sierpnia uzgodniono przydzielenie reprezentanta rządu niemieckiego do radzieckiej IV Armii Jewgienija Siergiejewa, który miał monitorować rozwój wypadków podczas posuwania się bolszewików w głąb Polski. 13 sierpnia sowiecki dowódca IV Armii przekazał Reichswerze miasto Działdowo, zdobyte przez kawalerię Gaja-Chana, a dzień później gazeta „Prawda” zapowiedziała zwrot Rzeszy niemieckiej utraconych w wyniku I wojny światowej ziem. Z kolei generał niemiecki Erich Ludendorff zaproponował aliantom wystawienie armii, wymierzonej przeciw bolszewikom, ale w zamian za zwrócenie Niemcom przez Polskę Wielkopolski i Pomorza.

##### Plebiscyt na Warmii, Mazurach i Powiślu
Przewidziany przez traktat wersalski plebiscyt na Warmii i Mazurach odbył się 11 lipca 1920 roku w niezwykle trudnych dla Polski warunkach. Odwrót armii polskiej i ofensywa radziecka wzdłuż granicy z Prusami Wschodnimi, uniemożliwiały rządowi polskiemu aktywny udział w przygotowaniu plebiscytu, a głosujący mieszkańcy Warmii i Mazur odnieśli wrażenie, że dni niepodległej Polski są policzone. Woleli więc głosować za rządami niemieckimi niż za niepewnym losem w zagrożonej bolszewizacją Polsce. Wystąpienie rządu polskiego do mocarstw sprzymierzonych i Konferencji Ambasadorów o odroczenie plebiscytu pozostało bez echa. Głosowanie zakończyło się dla Polski klęską. 12 sierpnia 1920 roku w przededniu rozstrzygającej bitwy o Warszawę Konferencja Ambasadorów uznała dotychczasową granicę Prus Wschodnich, oddając Polsce jedynie niewielki skrawek z 5 wsiami na Mazurach i okolicę Janowa na wschodnim brzegu Wisły.

##### II powstanie śląskie
W czasie ofensywy radzieckiej na Polskę, gdy Armia Czerwona stała u wrót Warszawy, Niemcy próbowały wykorzystać rozdźwięki pomiędzy Wielką Brytanią i Francją, domagając się rewizji traktatu wersalskiego i przekazania Górnego Śląska bez plebiscytu. Wzmogła się agitacja komunistyczna za oddaniem obszaru plebiscytowego Niemcom, a przeciw przyjazdowi wojsk francuskich na Górny Śląsk. Istniała nieustanna groźba niemieckiej interwencji zbrojnej. W obliczu prowokacji niemieckich Polska Organizacja Wojskowa wydała rozkaz rozpoczęcia powstania w nocy z 19 na 20 sierpnia 1920 roku. Walki, zakończyły się podpisaniem 28 sierpnia umowy w Bytomiu pomiędzy komisariatami polskim i niemieckim o zaniechaniu gwałtów.

#### Stosunek państw Ententy
Wojnę Polski przeciwko bolszewickiej Rosji oceniano na Zachodzie jako polityczne awanturnictwo a samego Piłsudskiego w tym kontekście postrzegano jako polityka nieobliczalnego.
Jednostronne ustępstwa rządu polskiego na konferencji w Spa nie spowodowały faktycznej interwencji mocarstw Ententy na rzecz Polski, zostały jednak w pełni wykorzystane na niekorzyść Polski w kwestiach rozstrzygnięć dotyczących polskiej granicy z Czechosłowacją i statusu Wolnego Miasta Gdańska.
W wyniku konferencji w Spa do Warszawy przybyła Misja Międzysojusznicza. Jej członek gen. Maxime Weygand napisał po spotkaniu z Piłsudskim: „Przez trzy godziny marszałek mówił o sobie, o swych zwycięstwach, o trudnościach wojskowych, o pomocy, którą można by mu przynieść. Nie zrobił na mnie ani na chwilę wrażenia przywódcy, którego ojczyzna jest w niebezpieczeństwie i który zdecydowany jest rozkazywać, narzucać swoją wolę, wymagać. Narzeka na sojuszników, na łączność, na tyły; uważa, że jedynie interwencja wojsk alianckich zapewnić może zbawienie. (...) Brak tu jest stanowczych rozkazów, kontroli, dyscypliny”.
25 lipca 1920 roku do Polski przybyła Francuska Misja Wojskowa licząca ponad 200 oficerów oraz ponad 200 podoficerów i szeregowych. Okazała ona dużą pomoc w reorganizacji oddziałów armii polskiej.

#### Propolska postawa Węgier
„Nie wiemy, co uczyni Koalicja, my musimy być gotowi, aby stanąć po stronie Polski. Los Polski jest naszym losem”.
Węgierskie chrześcijańsko-narodowe pismo „Új Nemzedék” (Nowe pokolenie)

Na tym niekorzystnym dla Polski tle odmiennie od rządów Niemiec i Czechosłowacji zachowały się Węgry, które okazały się jedynym państwem w regionie, oferującym atakowanej przez bolszewików Polsce pomoc militarną w postaci 30 tys. kawalerzystów. Siły te nie zasiliły jednak obrony kraju ze względu na brak zgody rządów Czechosłowacji i Rumunii na przejazd oddziałów węgierskich przez terytoria tych państw. Czesi nie chcieli nawet przepuścić transportów broni dla polskiego wojska, które Węgrzy postanowili przekazać wojsku polskiemu do walki z komunistami. Ostatecznie dzięki zgodzie Rumunii Węgry dostarczyły do Polski własnym taborem kolejowym „48 milionów pocisków karabinowych typu Mauser, 13 milionów pocisków typu Mannlicher, (…) poważną ilość pocisków artyleryjskich różnych kalibrów, 30 tysięcy karabinów typu Mauser i kilka milionów części zapasowych…”. Dostawy węgierskiej broni i amunicji przybyły na stację w Skierniewicach 12 sierpnia 1920.

#### Rozmowy polsko-radzieckie w Mińsku
„Oświadczamy bardzo uroczyście, że zapewniamy polskim robotnikom i chłopom granicę bardziej wysuniętą na wschód, niż ta, którą proponuje Curzon i Ententa” –
15 lipca 1920 – Lenin w liście do Rady Wojenno - Rewolucyjnej Frontu Zachodniego

RFSRR po próbach przewlekania rozmów odrzuciła 11 sierpnia 1920 ostatecznie pośrednictwo brytyjskie, deklarując uprzednio gotowość bezpośrednich pertraktacji z rządem polskim. Strona polska w odpowiedzi na propozycję sowiecką wysłała delegację na rozmowy w Mińsku. Delegacji polskiej (odizolowanej od świata i łączności) strona sowiecka przedstawiła w Mińsku 19 sierpnia 1920 następujące warunki zawarcia traktatu pokojowego:
- ustalenie granicy polsko-sowieckiej na linii Curzona,
- redukcja armii polskiej do poziomu 60 tys. żołnierzy,
- wydanie Armii Czerwonej wszystkich zapasów broni,
- wydzielenie części polskich zapasów broni na uzbrojenie „milicji ludowej” w Polsce,
- swobodny tranzyt przez Polskę oddziałów Armii Czerwonej,
- eksterytorialna linia kolejowa Białystok–Grajewo (do Prus Wschodnich),
- odszkodowania wojenne dla „odbudowania zniszczonych miast na wschodzie”.

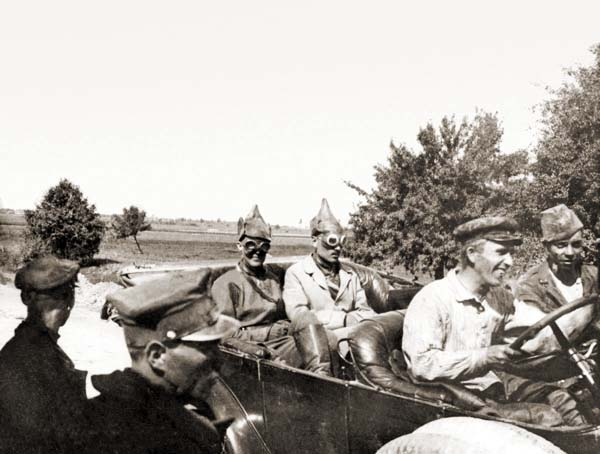
Parlamentariusze sowieccy przekraczają linię frontu; pierwsza połowa sierpnia 1920

Były to dla Polski warunki podważające suwerenność państwową i zostały one odrzucone w całości. Wyrażały stanowisko polityczne strony sowieckiej wobec Polski przed Bitwą Warszawską, choć zostały wysunięte już w jej trakcie.
11 sierpnia rząd w Londynie zarekomendował Polsce przyjęcie warunków radzieckich. Natomiast Francja zajęła stanowisko, że wobec takich warunków Polska powinna walczyć dalej .

### Obrona Lwowa

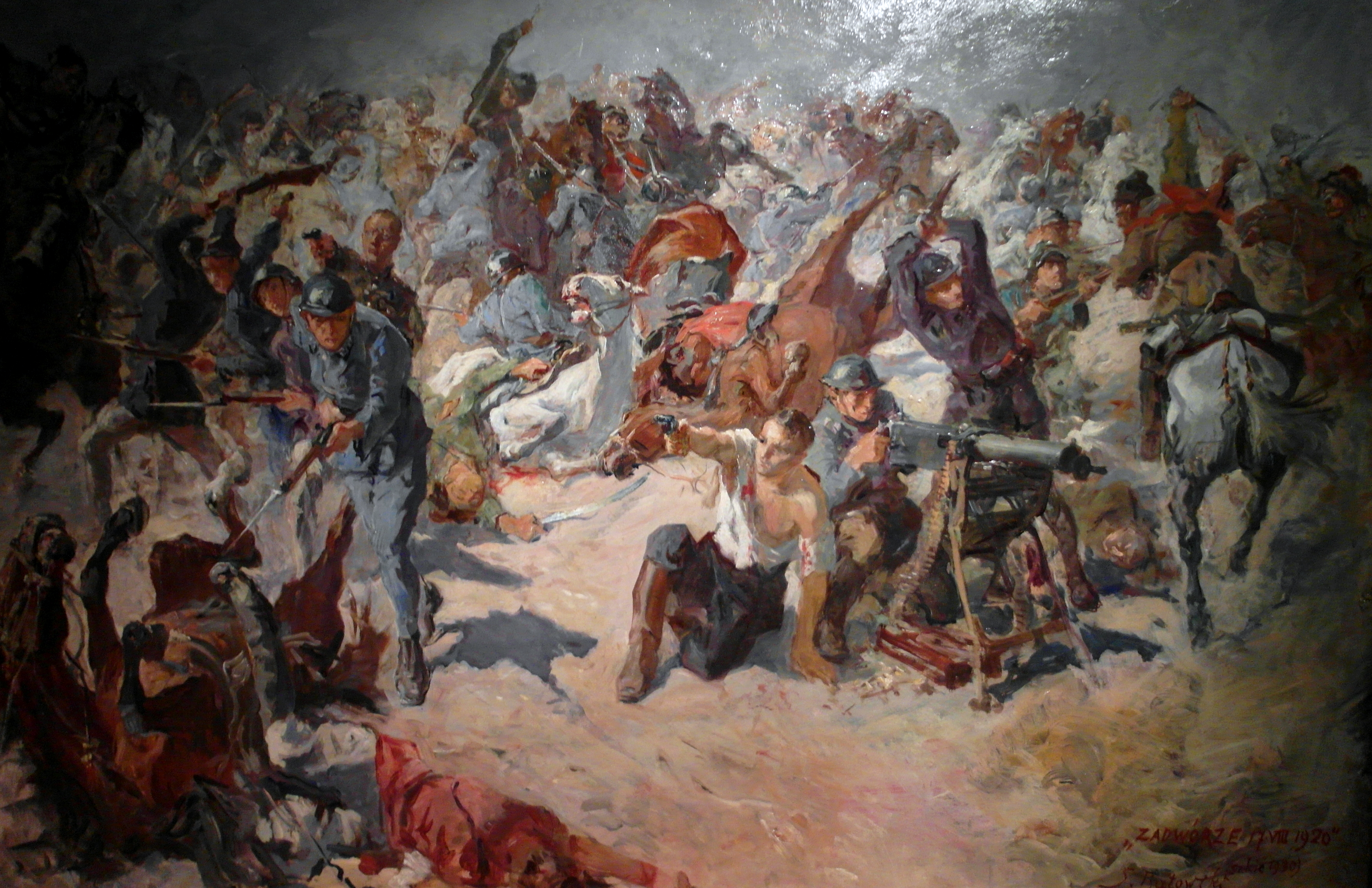
Bój pod Zadwórzem, obraz Stanisława Kaczora-Batowskiego z 1929 roku

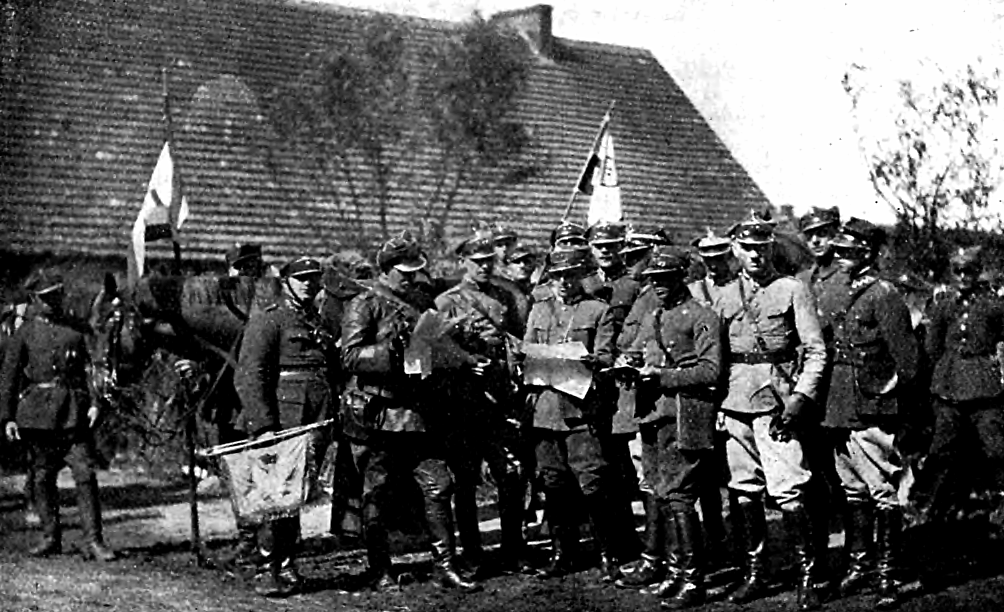
Odprawa oficerów polskiego pułku kawalerii na froncie południowym w 1920

Gdy sowiecki Front Zachodni pod dowództwem Michaiła Tuchaczewskiego uderzał na Warszawę, sowiecki Front Południowo-Zachodni pod dowództwem Aleksandra Jegorowa (z Józefem Stalinem jako komisarzem politycznym Frontu) uderzał na Lwów. 1 Armia Konna pod dowództwem Siemiona Budionnego nacierała po bitwach pod Brodami i Krasnem bezpośrednio na Lwów. Z Frontu Południowego Wojska Polskiego zostały tymczasem po 6 sierpnia wycofane jednostki Wojska Polskiego dla wzmocnienia grupy uderzeniowej Frontu Środkowego, przygotowywanej do uderzenia na flankę sowiecką znad Wieprza. Lwów był broniony w konsekwencji, przy równoległym do Armii Konnej koncentrycznym natarciu XII i XIV Armii sowieckich, przez trzy dywizje 6 Armii (18 DP, 12 DP i 13 DP) i armię ukraińską gen. Mychajły Omelianowycza-Pawlenki broniącą przed bolszewikami linii Strypy i Dniestru na skrajnej prawej flance Wojska Polskiego (tworzące wspólnie Front Południowy pod dowództwem gen. Wacława Iwaszkiewicza). Społeczeństwo Lwowa również stanęło do obrony swego miasta.
W bitwie pod Zadwórzem (stacją kolejową na przedpolu Lwowa), w której 17 sierpnia 1920 batalion lwowskich ochotników stawił czoło bezpośredniemu natarciu 6 Dywizji Konnej Budionnego na Lwów, zginęło 318 z 330 walczących, powstrzymując skutecznie przez cały dzień atak wojsk bolszewickich. Jedenastogodzinna bitwa garstki obrońców z oddziałami bolszewickimi nazwana została później polskimi Termopilami. Po dalszych dwóch dniach ataków na przedpolach Lwowa, 20 sierpnia 1920 Budionny wykonał wreszcie ponawiany wielokrotnie rozkaz głównodowodzącego Armią Czerwoną Sergieja Kamieniewa, nakazujący przerwanie szturmu Lwowa i wsparcie wojsk Tuchaczewskiego na froncie pod Warszawą, i przez Sokal i Zamość uderzył w kierunku Lublina. Kontrofensywa Wojska Polskiego rozbiła już jednak w tym czasie (16–18 sierpnia) Front Zachodni Tuchaczewskiego, działania 1 Armii Konnej były więc z punktu widzenia sowieckiego spóźnione, a każdy dzień związania Armii Konnej w walkach pod Lwowem był niezbędny dla zwycięstw polskich nad Wieprzem, Wisłą i Wkrą.

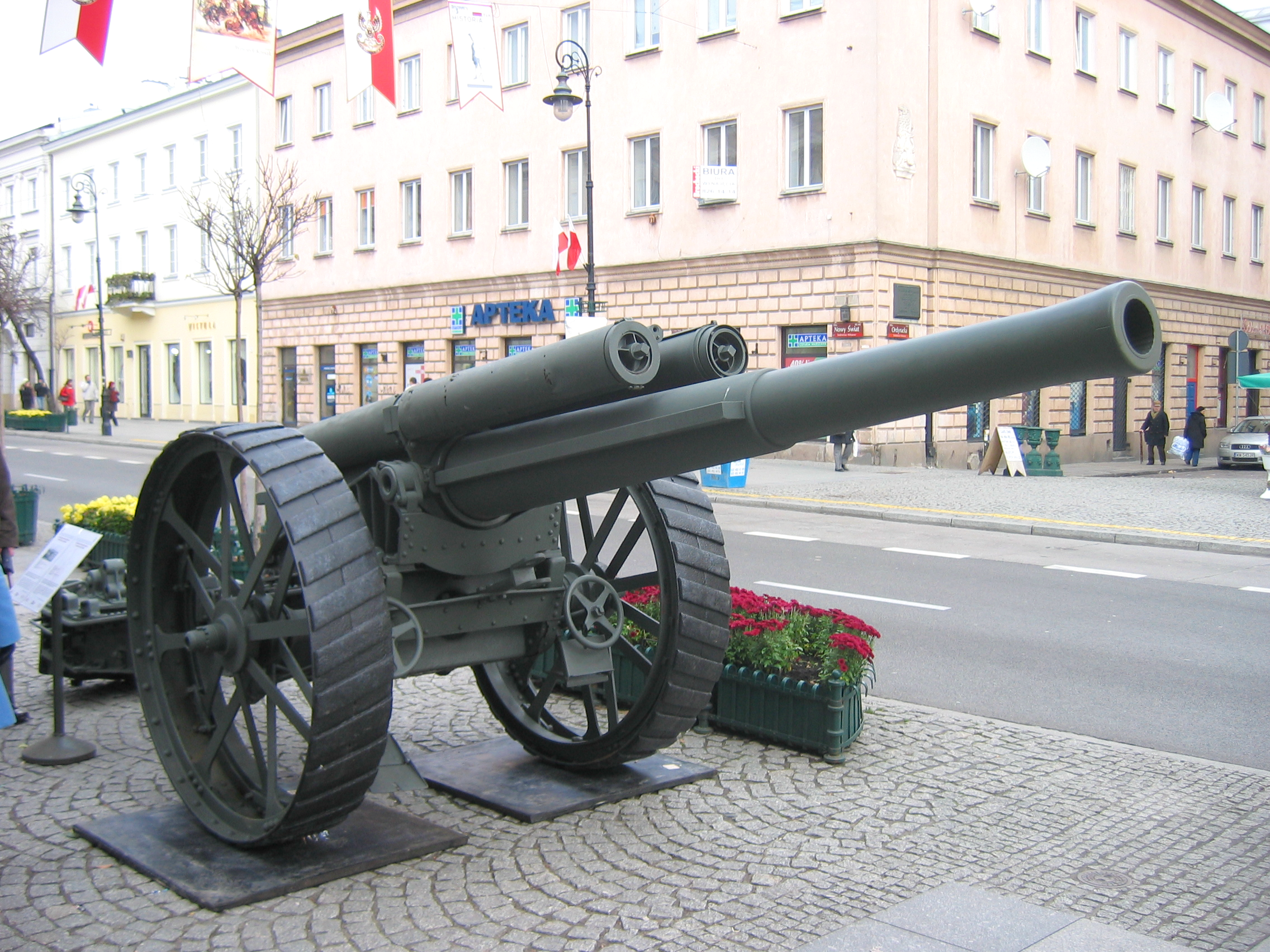
Armata 60-funtowa produkcji brytyjskiej, będąca na wyposażeniu Armii Czerwonej, zdobyta w 1920

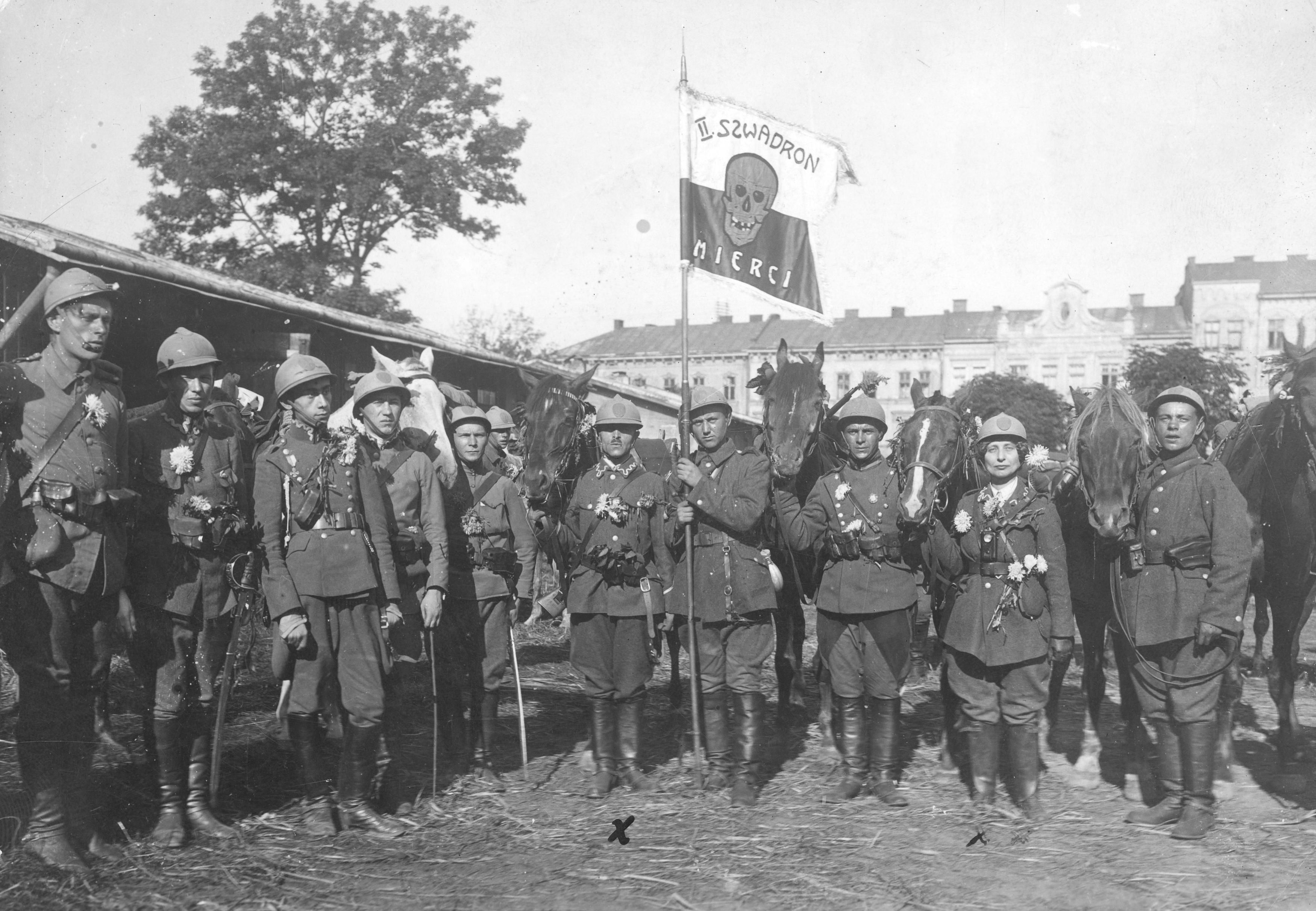
II Ochotniczy Szwadron Śmierci w czasie walk o Lwów w 1920 roku. Druga z prawej ułanka Janina Łada-Walicka.

14 sierpnia 1920 moskiewska „Prawda” ogłosiła publicznie, że Niemcom zostaną „zwrócone” wszystkie tereny, które na mocy nieuznawanego przez RFSRR traktatu wersalskiego przekazano Polsce.

## Bitwa Warszawska

### Ordre de Bataille (12 sierpnia 1920)
| Armia Czerwona                          | Armia Czerwona                              |                             | Wojsko Polskie                    | Wojsko Polskie                       | Wojsko Polskie |
| Front Zachodni Michaił Tuchaczewski     | Front Południowo-Zachodni Aleksandr Jegorow | Front Północny Józef Haller | Front Środkowy Edward Rydz-Śmigły | Front Południowy Wacław Iwaszkiewicz |                |
| --------------------------------------- | ------------------------------------------- | --------------------------- | --------------------------------- | ------------------------------------ | -------------- |
| 4 Armia Aleksandr Szuwajew              | 12 Armia Gaspar Woskanow                    | 5 Armia Władysław Sikorski  | 4 Armia Leonard Skierski          | 6 Armia Władysław Jędrzejewski       |                |
| 3 Korpus Kawalerii Gaj Dimitriewicz Gaj | 14 Armia Mołkoczanow                        | 1 Armia Franciszek Latinik  | 3 Armia Zygmunt Zieliński         | Armia Ukraińska Mychajło Pawlenko    |                |
| 15 Armia August Kork                    | 1 Armia Konna Siemion Budionny              | 2 Armia Bolesław Roja       |                                   |                                      |                |
| 3 Armia Władimir Łazariewicz            |                                             |                             |                                   |                                      |                |
| 16 Armia Nikołaj Sołłohub               |                                             |                             |                                   |                                      |                |

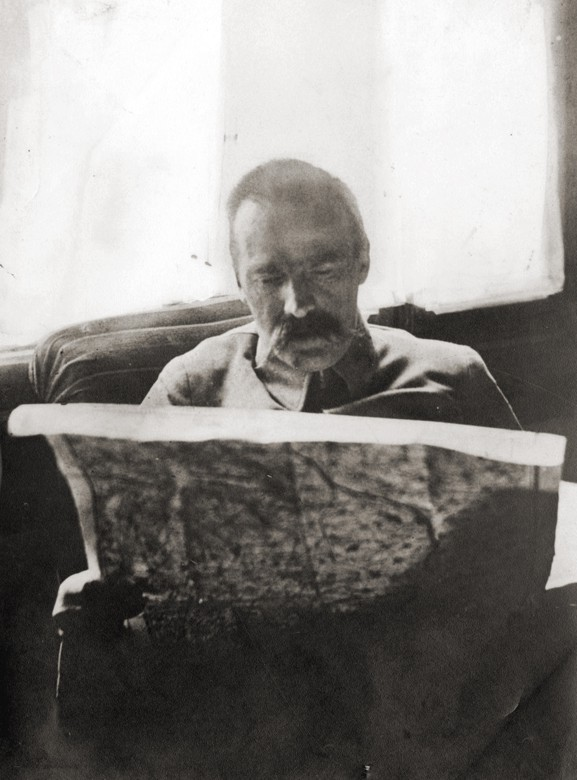
Józef Piłsudski nad mapą w okresie bitwy warszawskiej

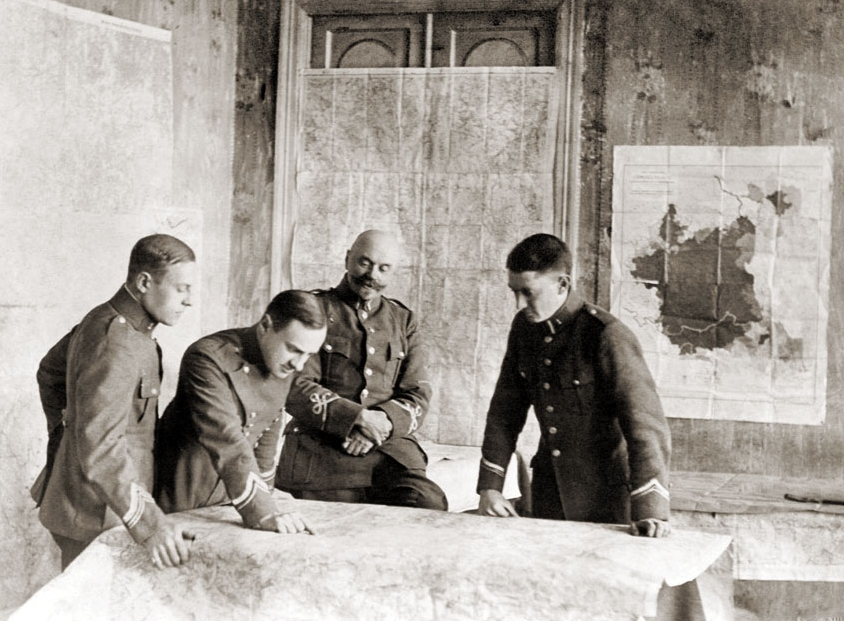
Gen. Daniel Konarzewski i sztab 14 DP; wojna polsko-bolszewicka 1920

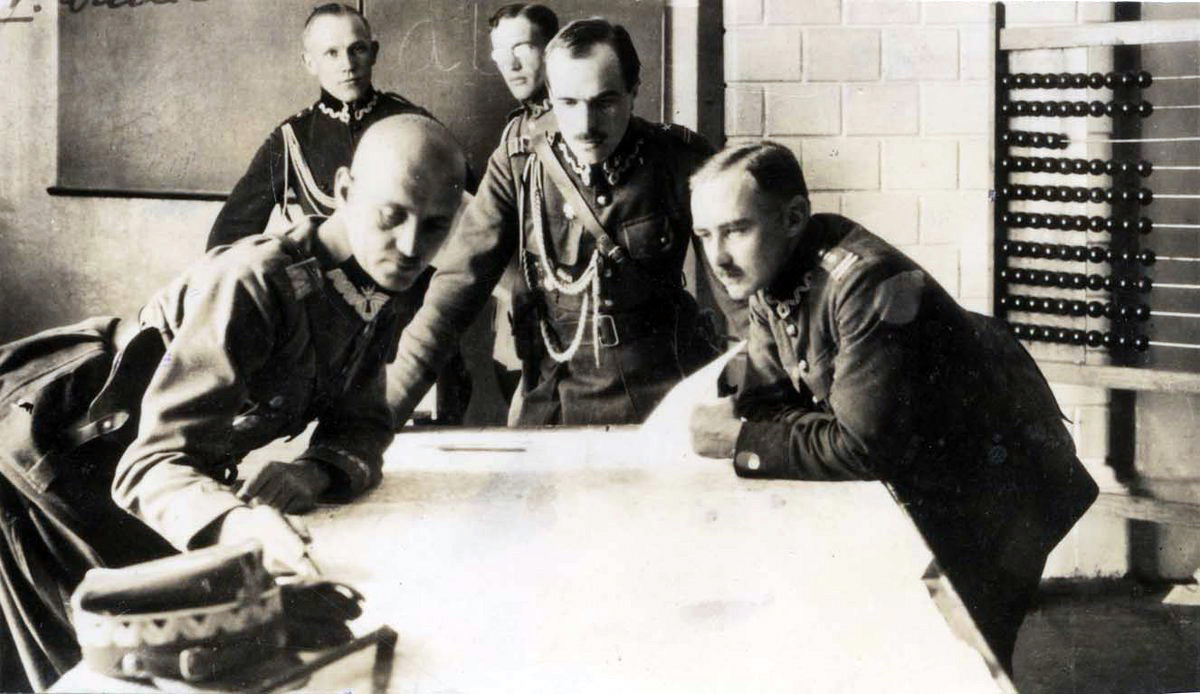
Gen. Władysław Sikorski ze sztabem 5 Armii podczas bitwy warszawskiej

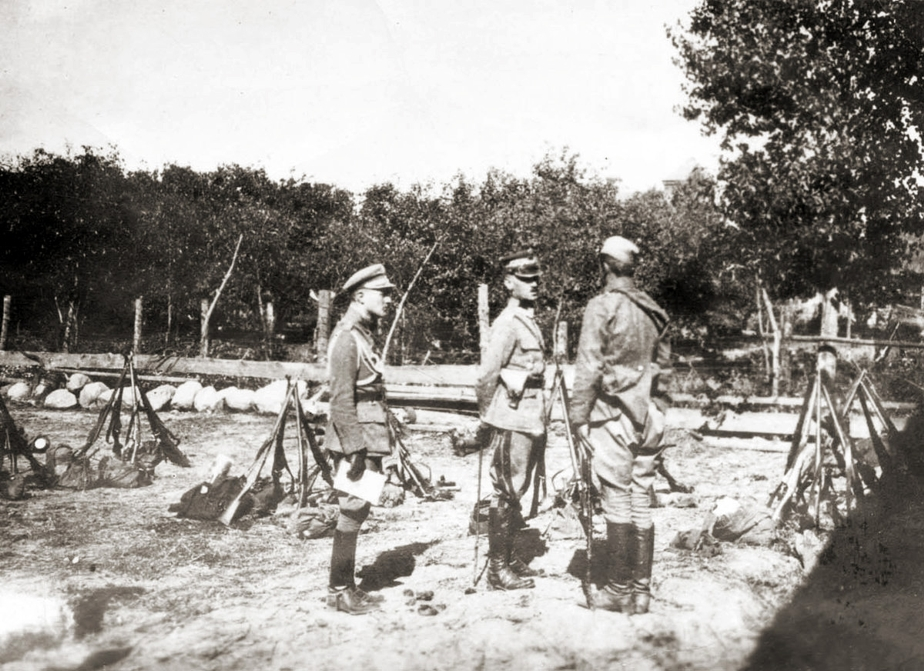
Gen. Władysław Sikorski z żołnierzami 5 Armii nad Wkrą, sierpień 1920

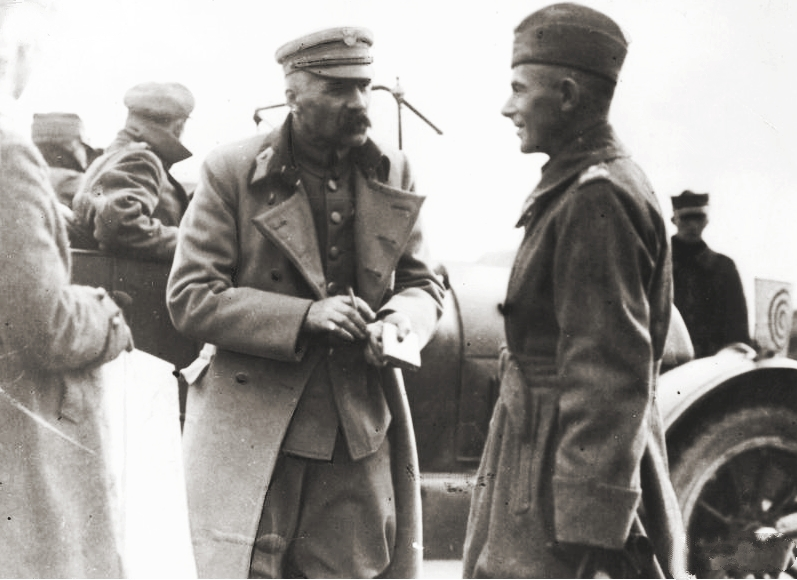
Józef Piłsudski i Edward Rydz-Śmigły – dowódcy polskiej grupy uderzeniowej Frontu Środkowego, sierpień 1920

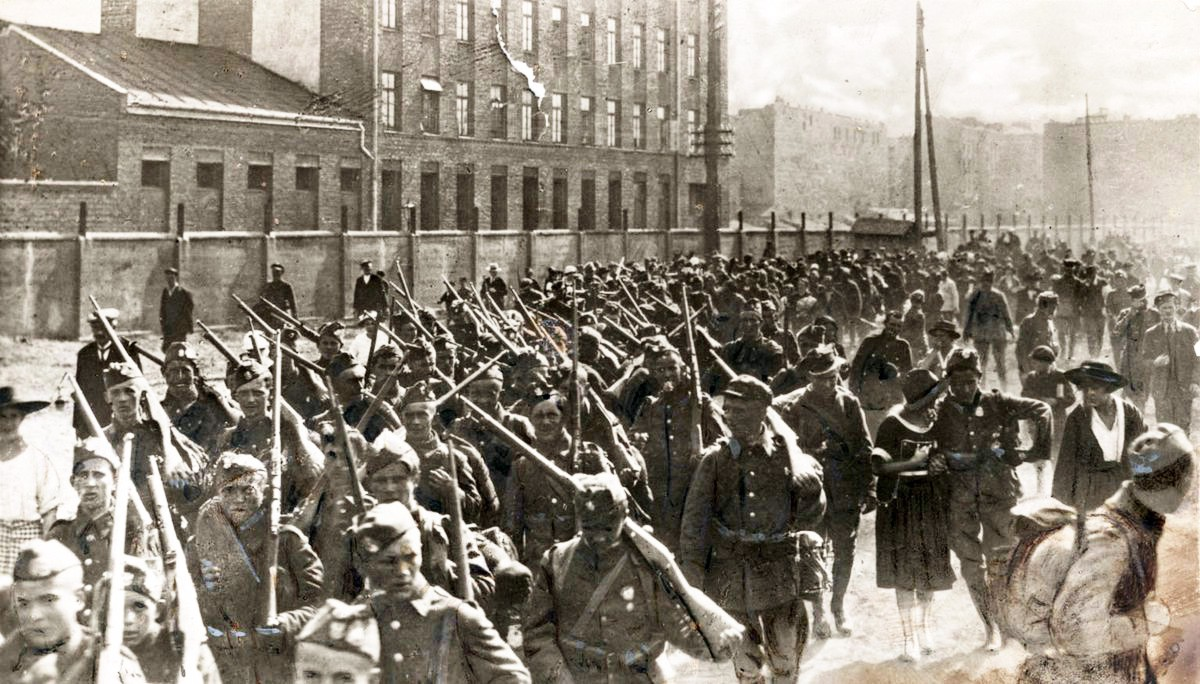
Piechota polska w marszu na front przed bitwą warszawską

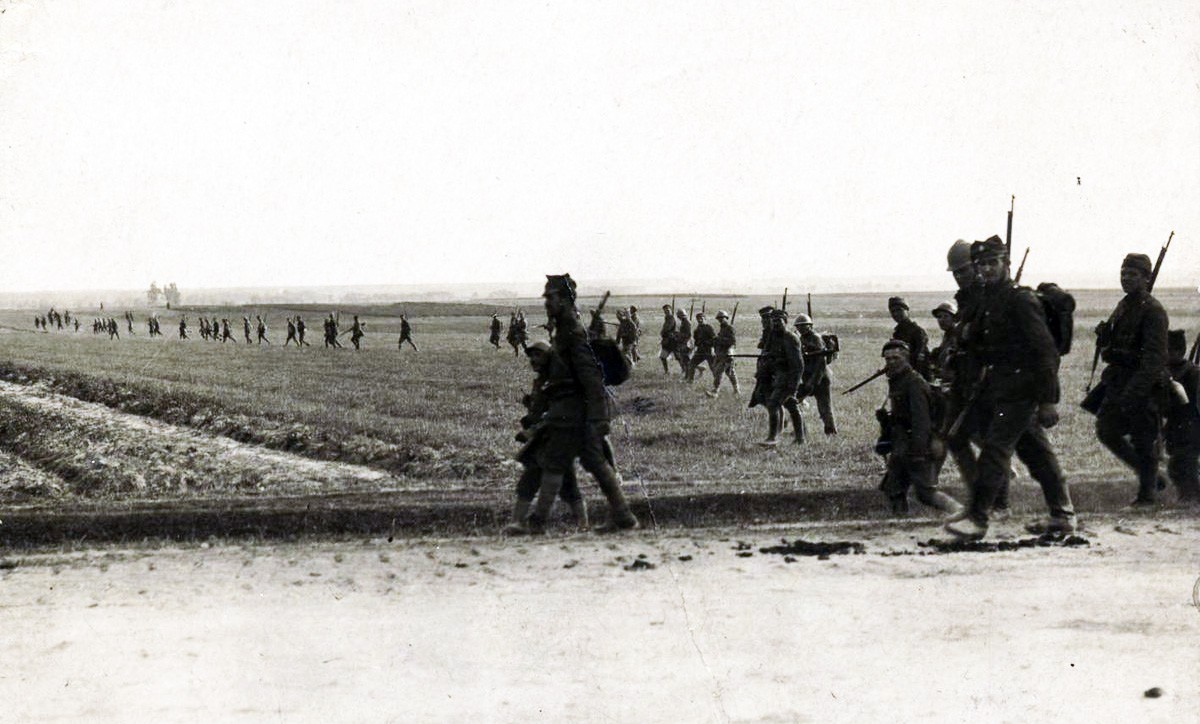
Bitwa warszawska – piechota polska w tyralierze

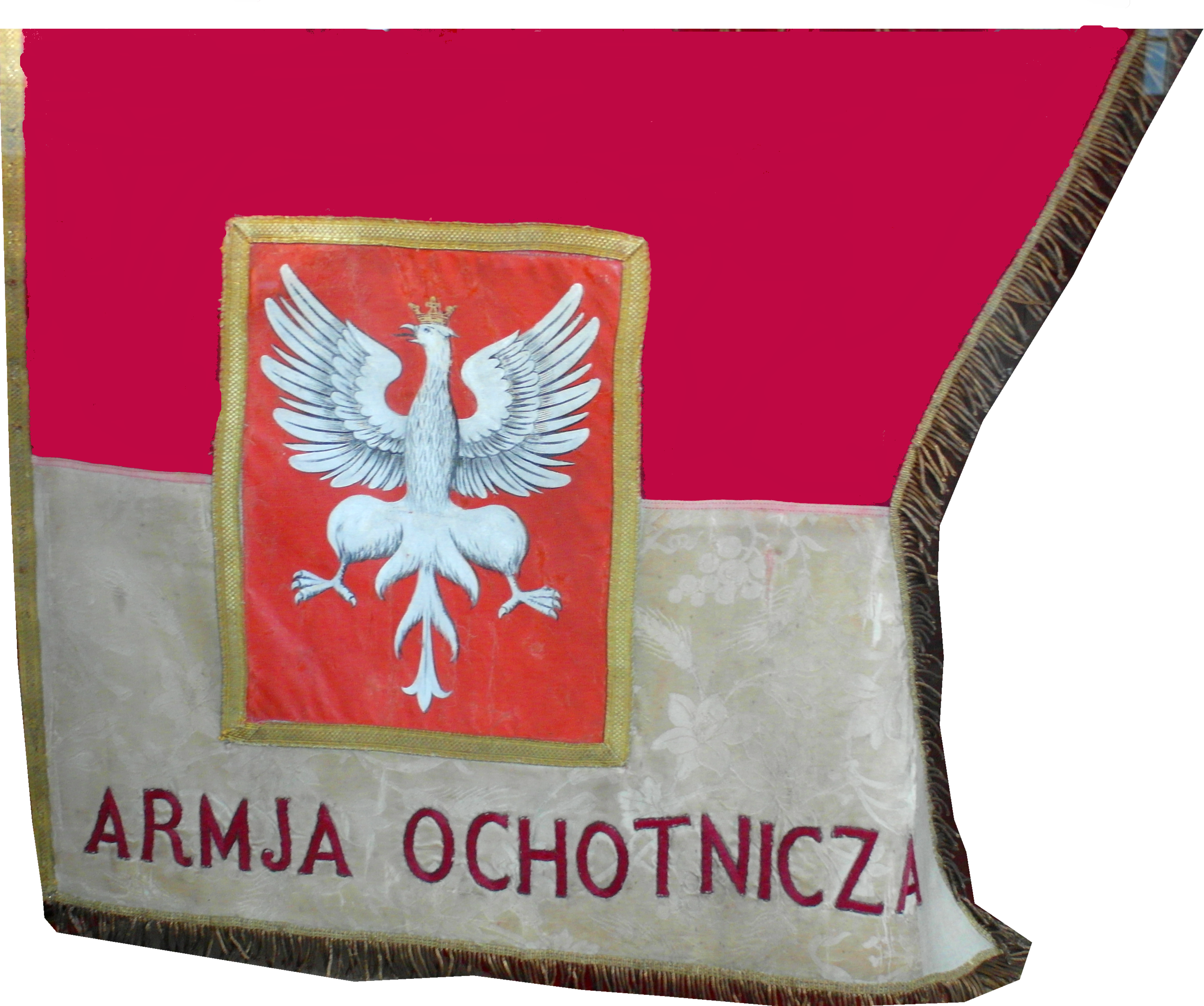
Proporzec Armii Ochotniczej z wojny 1920 roku

Liczebność wojsk : W Bitwie Warszawskiej stanęło naprzeciw siebie ok. 104 -114 tys. żołnierzy Armii Czerwonej i ok. 113 – 123 tys. żołnierzy polskich. Wojsko polskie posiadało ok. 500 dział i ponad 1780 karabinów maszynowych, a Armia Czerwona ok. 600 dział i ponad 2450 karabinów maszynowych. Dodatkowo oddziały polskie mogły liczyć na wsparcie dwóch eskadr samolotów, kilkudziesięciu czołgów i samochodów pancernych oraz kilku pociągów pancernych.

### Bój na przedmościu warszawskim
10 sierpnia linia frontu znalazła się na wysokości Przasnysza, Wyszkowa, Siedlec, a 3 Korpus Kawalerii bił się w Mławie, docierając ostatecznie do Działdowa. Tego dnia Tuchaczewski wydał dyrektywę opanowania Warszawy. Pragnął on sforsować Wisłę na północ od miasta, odciąć zaopatrzenie z Gdańska, a następnie uderzyć na Warszawę od północy i zachodu. Nie chciał popełnić błędu Dybicza z lutego 1831. Przerzucił więc siły na północ od Bugu, by powtórzyć udany manewr Paskiewicza.
Do tej chwili sukces Armii Czerwonej był całkowity. Powodzeniu militarnemu armii towarzyszyły także sukcesy polityczne na arenie międzynarodowej. W trakcie ofensywy odbywał się w Piotrogrodzie i Moskwie II Kongres Kominternu, zakończony 10 sierpnia. Delegaci rozjechali się w przekonaniu o rychłym upadku Warszawy i połączeniu Armii Czerwonej z planowaną rewolucją komunistyczną w Niemczech.
13 sierpnia, w pierwszym dniu bitwy, nastąpiło gwałtowne natarcie dwóch związków taktycznych Armii Czerwonej: jednej dywizji z 3. Armii Łazarewicza i jednej z 16. Armii Sołłohuba. Nacierały one na Warszawę z kierunku północno-wschodniego. Dwie sowieckie dywizje, które miały w nogach przeszło 600 kilometrów marszu, uderzyły pod Radzyminem, przełamały obronę 11 Dywizji pułkownika Bolesława Jaźwińskiego i zdobyły Radzymin. Następnie jedna z nich ruszyła na Pragę, a druga skręciła w prawo – na Nieporęt i Jabłonnę. Rozpoczęła się dramatyczna walka pod Radzyminem, która w polskiej legendzie mylnie uznawana jest niekiedy za „bitwę warszawską”.
Niepowodzenie to skłoniło dowódcę polskiego Frontu Północnego Józefa Hallera do wydania dyspozycji wcześniejszego rozpoczęcia działań zaczepnych przez 5 Armię generała Sikorskiego z obszaru Modlina, by tym samym odciążyć 1 Armię osłaniającą Warszawę.
W dniu następnym, to jest 14 sierpnia, zacięte walki wywiązały się już wzdłuż wschodnich i południowo-wschodnich umocnień przedmościa warszawskiego – na odcinku od Wiązowny po rejon Radzymina. Siły polskie stawiały wszędzie twardy opór i nacierające wojska sowieckie nie uzyskały poważniejszych sukcesów.
15 sierpnia koncentryczne natarcie odwodowych dywizji polskich (10 Dywizji generała Żeligowskiego i 1. Dywizji Litewsko-Białoruskiej generała Jana Rządkowskiego), po całodziennych zażartych bojach przyniosło duży sukces. Odzyskany został Radzymin i polskie oddziały wróciły na pozycje utracone przed dwoma dniami.
W międzyczasie południowego odcinka przedmościa broniły siły 15 Wielkopolskiej Dywizji Piechoty, które odrzuciły wszystkie natarcia nieprzyjaciela na Warszawę, prowadzone w południowej części przedmościa.
16 sierpnia na liniach bojowych przedmościa warszawskiego toczyły się nadal intensywne walki, ale sytuacja wojsk polskich uległa częściowej poprawie.
W strefie Modlina działania zbrojne początkowo nie dawały również wyraźnego rozstrzygnięcia.

### Walki nad Wkrą
5 Armia generała Sikorskiego zajmowała pozycje nad Wkrą od 12 sierpnia do północy 13 sierpnia 1920 r. Jak wynika z planów Tuchaczewskiego z 10 sierpnia 1920 r., nieznanych polskiemu dowództwu, właśnie ten kierunek, na północ od Warszawy, był głównym kierunkiem uderzeniowym wojsk rosyjskich w ramach poszerzonego „manewru Paskiewicza”, obejścia polskiej stolicy od północy, sforsowania Wisły i dokonania koncentrycznego uderzenia na Warszawę od zachodu Niezwykle zacięte walki armii Sikorskiego na tej linii, zwłaszcza przeciwko rosyjskiej XV, ale też znacznej części III Armii, przyniosły przełom ok. godz. 14-ej 15 sierpnia. Przełamania dokonała „żelazna” 18 Dywizja Piechoty. Był to decydujący zwrot w toczącej się Bitwie Warszawskiej, dokonany na lewym skrzydle polskiego ugrupowania, na głównym kierunku rozwijanego wówczas rosyjskiego natarcia. W tym czasie bowiem, rosyjska XVI Armia oraz część III Armii, w myśl założeń Tuchaczewskiego, jedynie wiązały walką polskie przedmoście warszawskie. Tuchaczewski nie planował bowiem zdobycia Warszawy od wschodu (wariantem „Dybicza”), jak spodziewał się Józef Piłsudski. Doskonałe dowodzenie Sikorskiego i heroiczna walka polskich żołnierzy przyniosły sukces i przełom w całej Bitwie Warszawskiej, a w wymiarze strategicznym w całej wojnie polsko-rosyjskiej 1920 roku.
16 sierpnia, koncentryczne uderzenie armii Sikorskiego, wyprowadzone z południowo-wschodnich fortów Modlina i znad Wkry, doprowadziło do opanowania Nasielska. Dało możliwość kontynuowania pomyślnych działań na Serock i Pułtusk.
Natomiast na lewym skrzydle frontu polskiego sytuacja układała się niepomyślnie. IV Armia Siergiejewa i III Korpus Konny Gaja parły na Włocławek i Toruń, zajęły Brodnicę i dotarły do Lubicza pod Toruniem, a w rejonie Nieszawy przeprawiły patrole na południowy brzeg Wisły. 17 sierpnia wieczorem bolszewicy zrezygnowali z przerzutu wojsk za Wisłę. W tym czasie nie zdołali zająć Włocławka, zwłaszcza po spaleniu mostu przez obrońców miasta. Nadchodzące meldunki o wyparciu części IV Armii z rejonu Płońska, skłoniły ich dowództwo do planowania odwrotu. W tych warunkach ruch kawalerii Gaja od rana 18 sierpnia celem zajęcia Płocka jawi się jako nakierowany na zbrodnie i grabież wobec miejscowej ludności. W Płocku miejscowy garnizon został zaskoczony atakiem rosyjskiej konnicy Gaja po południu 18 sierpnia 1920 roku. Nieliczni żołnierze, głównie miejscowi żandarmi próbowali stawiać opór. Większość miasta została bardzo szybko zdobyta a żołdactwo przystąpiło do masowych gwałtów na kobietach i grabieży domów. Część ludności cywilnej starała się wspierać polskich żołnierzy na kilku barykadach, zwłaszcza w rejonie przedmościa. Błędnie wówczas sądzono, że wróg będzie chciał zająć tę przeprawę i przerzucić wojska na drugą stronę rzeki. Za udział ludności cywilnej Płocka w tych działaniach 10 kwietnia 1921 r. miasto zostało odznaczone przez Naczelnika Państwa Józefa Piłsudskiego Krzyżem Walecznych.
Tuchaczewski przerzucił swoją 4 Armię i Korpus Konny na północny zachód od Warszawy, by przeprowadzić uderzenie i zająć tzw. korytarz polski. Bolszewicy rozpatrywali przekazanie tych terenów Niemcom, by połączyć Prusy Wschodnie z resztą Niemiec i pozyskać w ten sposób niemieckie kręgi nacjonalistyczne.

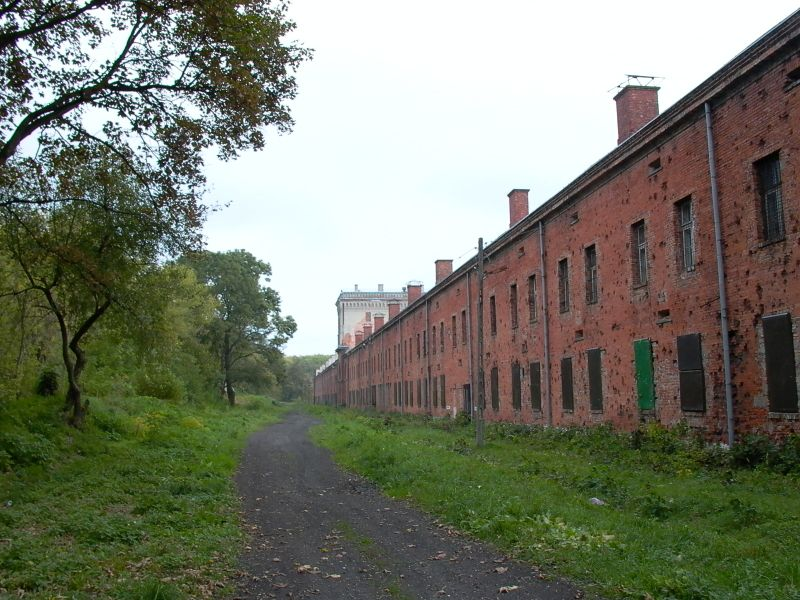
Twierdza Modlin stała się głównym punktem obrony 5. Armii generała Władysława Sikorskiego na linii Wkry

Pod wpływem trwożących wiadomości, które napływały z rejonu Warszawy oraz Włocławka i Brodnicy, naczelny wódz Wojska Polskiego zdecydował się rozpocząć manewr zaczepny znad dolnego Wieprza z jednodniowym, w stosunku do pierwotnego planu, wyprzedzeniem.

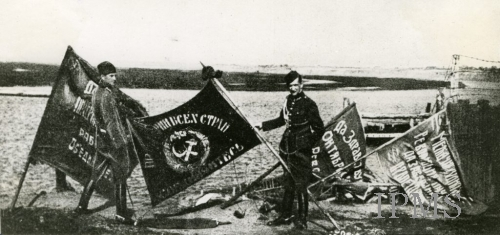
Zdobyte pod Warszawą sztandary bolszewików – sierpień 1920.

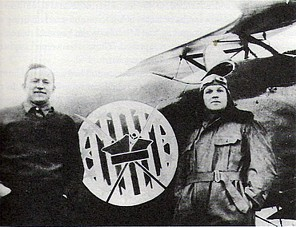
Eskadra ochotników amerykańskich w lotnictwie polskim – Merian C. Cooper i Cedric Fauntleroy 1920

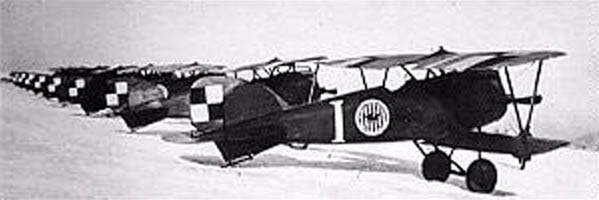
7 Eskadra Myśliwska

### Kontruderzenie znad Wieprza
Józef Piłsudski wyprowadził kontruderzenie znad Wieprza 16 sierpnia 1920 roku siłami 5 dywizji. 4 Armia, którą osobiście dowodził składała się z 14. Dywizji Poznańskiej, 16. Dywizji Pomorskiej i 21. Dywizji Podhalańskiej. Siły jej liczyły 27 500 żołnierzy piechoty, 950 kawalerzystów, 461 karabinów maszynowych i 90 dział polowych.
Dywizje grupy uderzeniowej 14 Wielkopolska DP i 16 Pomorska DP, mające ogromną przewagę nad słabą Grupą Mozyrską Armii Czerwonej, ruszyły szerokim frontem, by już w drugim dniu natarcia dotrzeć do szosy Warszawa–Brześć. Rokowało to wyjście na tyły wojsk sowieckich pod Warszawą. Prawe skrzydło natarcia osłaniała 3 Dywizja Piechoty Legionów, maszerująca na Włodawę i Brześć. Pod Warszawą Armia Czerwona została związana energicznym zwrotem zaczepnym części sił polskich przedmościa, uformowanych z XXIX Brygady Piechoty, wspartych czołgami i lotnictwem tworzących razem II Grupę Uderzeniową płk Wrzalińskiego. Grupa ta, atakując w kierunku Mińska Mazowieckiego, osiągnęła znaczny sukces, przełamując front, rozbijając oddziały sowieckie i zajmując Mińsk Mazowiecki.
Postępy uzyskane już w pierwszym dniu natarcia były znaczne. 3 Dywizja Piechoty Legionów zajęła Włodawę. 1 Dywizja Piechoty Legionów odcinek Wisznice – Wohyń, a dywizje wielkopolskie 16 i 14 oraz 21 DP Górskiej osiągnęły rubież rzeki Wilgi, zajęły Garwolin i wysunęły patrole pod Wiązowną. 2 Dywizja Piechoty, przerzucona z zachodniego brzegu Wisły, przejęła rolę odwodu grupy uderzeniowej.
17 sierpnia siły polskie osiągnęły linię Biała Podlaska – Międzyrzec – Siedlce – Kałuszyn – Mińsk Mazowiecki.
Piłsudski pojechał do Warszawy i 18 sierpnia wydał rozkazy do przegrupowania. Miało ono na celu stworzenie grupy pościgowej, która zwłaszcza na prawym skrzydle odciąć miała nieprzyjacielowi odwrót na linię Brześć nad Bugiem – Białystok – Osowiec, doprowadzając do jego osaczenia. W ramach frontu środkowego, pozostającego w dalszym ciągu pod osobistym dowództwem Naczelnego Wodza, utworzona została nowa 2 Armia pod dowództwem gen. Rydza-Śmigłego. W jej skład weszły: 1DPLeg., 3DPLeg., 4BK, 21DP, 1Dlit.-Biał. (z 1 Armii), 41pp (z 5 Armii) oraz „jazda Jaworskiego”. Armia ta otrzymała rozkaz pościgu po osi Międzyrzec – Białystok z równoczesnym obsadzeniem Brześcia nad Bugiem. 4 Armia miała zadanie prowadzić pościg po osi Kałuszyn – Mazowieck. W kierunku północnym (północno-wschodnim), po osi Warszawa – Ostrów – Łomża, pościg miała prowadzić 1 Armia zmniejszona do 8DP i 10DP. 5 Armia miała za zadanie działać w kierunku Przasnysz – Mława i odciąć oraz ostatecznie rozprawić się z 4 i 15 armią nieprzyjaciela oraz korpusem kawalerii Gaja. 3 Armia (7DP i 2DPLeg.), przetransportowana koleją do Lublina, miała osłaniać operacje od wschodu. Można skrótowo powiedzieć, że myślą przewodnią Naczelnego Wodza było działanie, które „rzuci” nieprzyjaciela na granicę niemiecką i odetnie go od dróg wiodących na wschód. Jednak te wytyczne nie zostały w pełni zrealizowane, gdyż 1 Armia opóźniła swoje działanie, a w ostateczności zamiast skierować się w kierunku północno-wschodnim, ruszyła w kierunku działania 5 Armii (północno-zachodnim), przez co umożliwiła 3 i 15 armii sowieckiej odwrót na wschód.

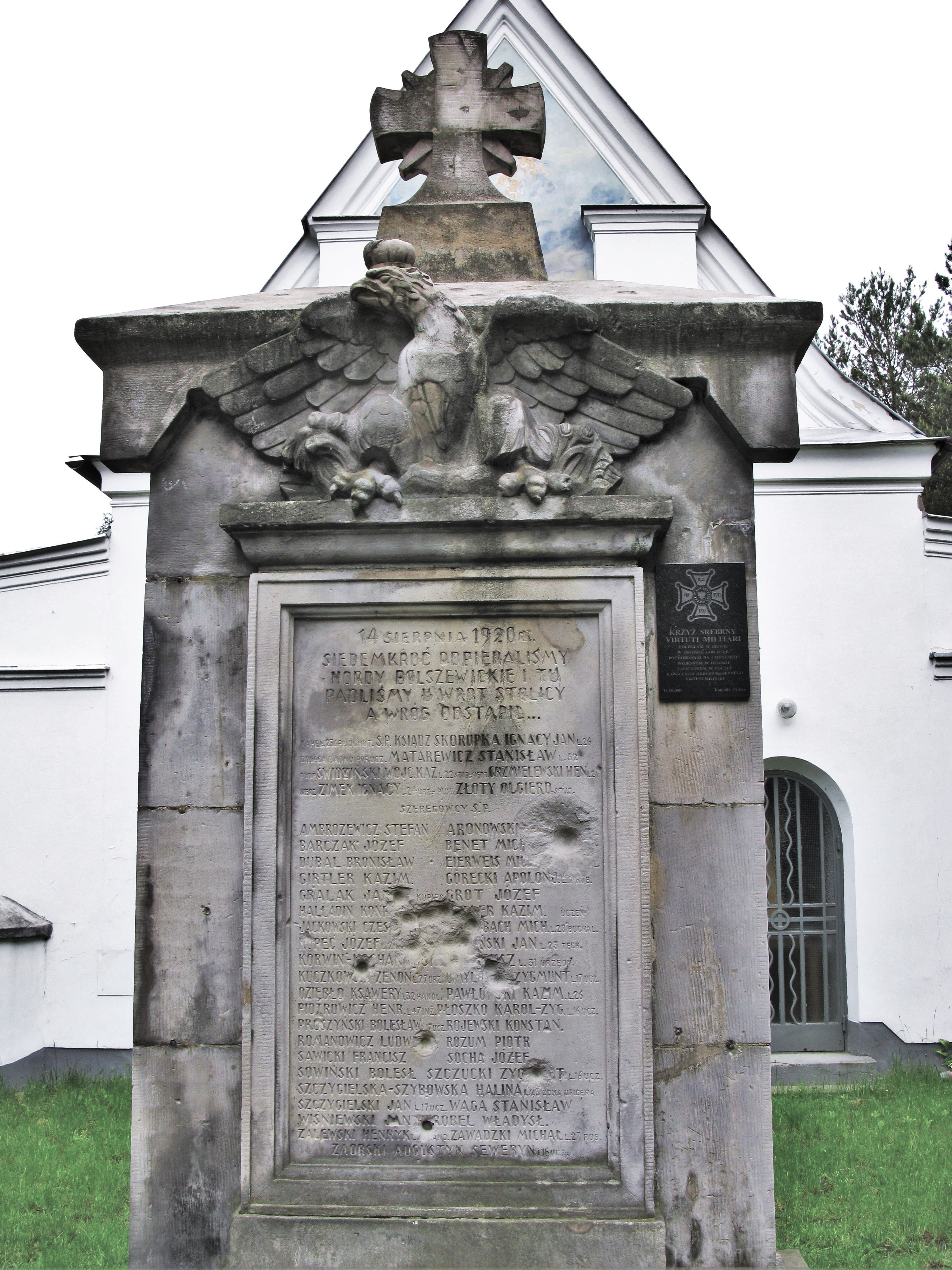
Pomnik grobowy na Cmentarzu Poległych w Bitwie Warszawskiej w Ossowie

Piłsudski w swej książce tak charakteryzuje ten końcowy okres bitwy: Nie marnego kontredansa, lecz wściekłego galopa rżnęła muzyka wojny! Nie dzień z dniem się rozmijał, lecz godzina z godziną! Kalejdoskop w takt wściekłego galopa nakręcony, nie pozwalał nikomu z dowodzących po stronie sowieckiej zatrzymać się na żadnej z tańczonych figur. Pękały one w jednej chwili, podsuwając pod przerażone oczy całkiem nowe postacie i nowe sytuacje, które przerastały całkowicie wszelkie przypuszczenia i czynione plany i zamiary.
W tym samym czasie reszta wojsk polskich przeszła do kontrofensywy na całej długości frontu. 5. Armia znad Wkry uderzyła na XV i III Armie bolszewickie. Wskutek wspomnianego wyżej braku łączności z dowództwem i zmęczenia żołnierzy, większa część wojsk sowieckich przeszła do nieskoordynowanego odwrotu. Część sił sowieckich, 3. korpus kawalerii Gaj-Chana (dwie dywizje) oraz część 4. i 15. armii (6 dywizji), nie mogąc się przebić na wschód, 24 sierpnia 1920 roku przekroczyła granicę niemiecką i została internowana na terytorium Prus Wschodnich.

## Ofensywa jesienna

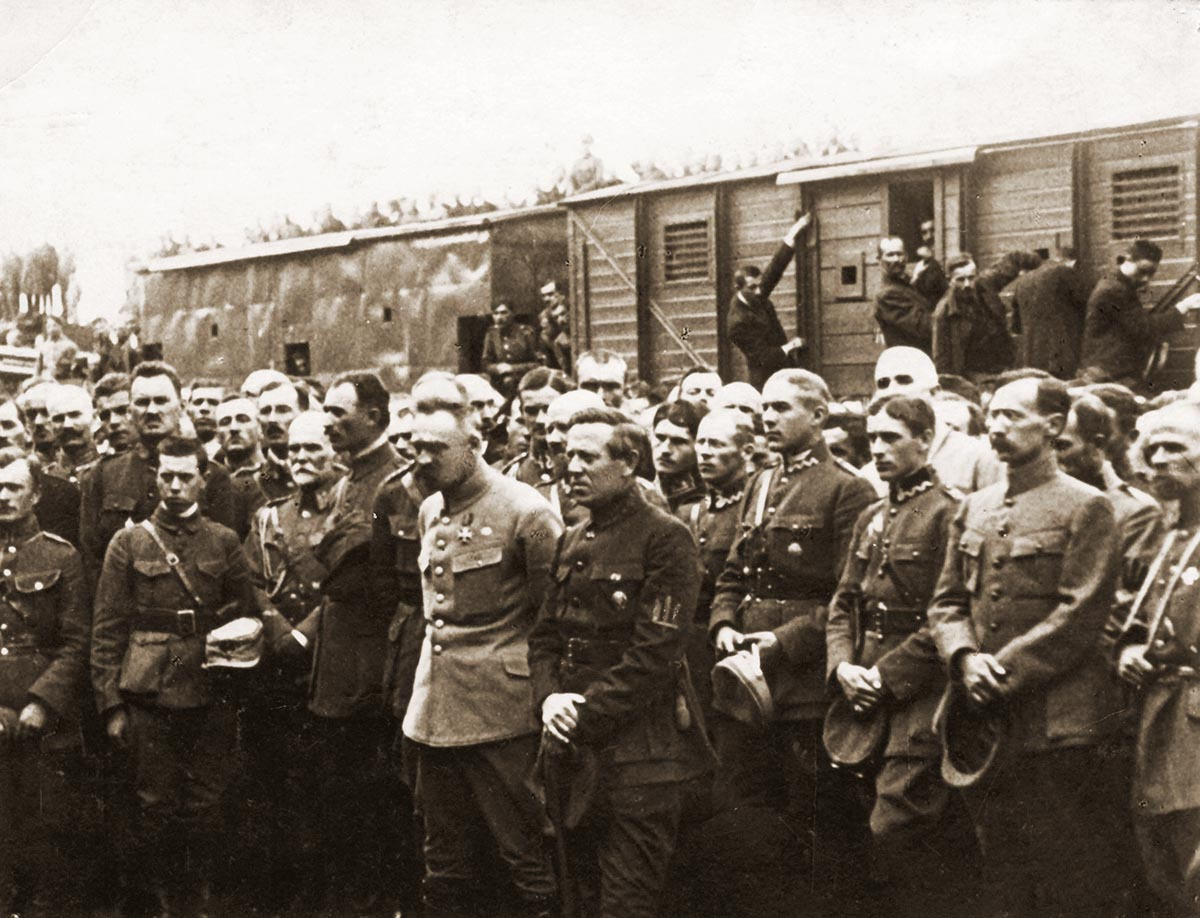
Józef Piłsudski i Symon Petlura wśród oficerów polskich i ukraińskich. Stanisławów, 5 września 1920

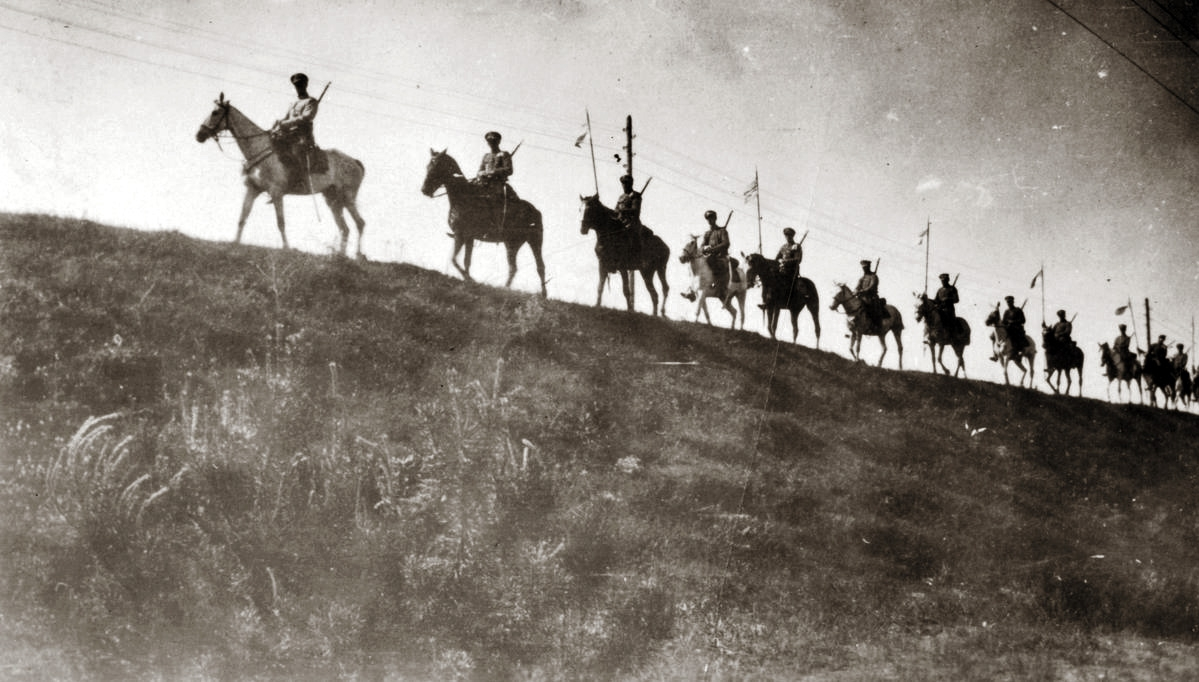
Kawaleria polska, bitwa nad Niemnem, wrzesień 1920

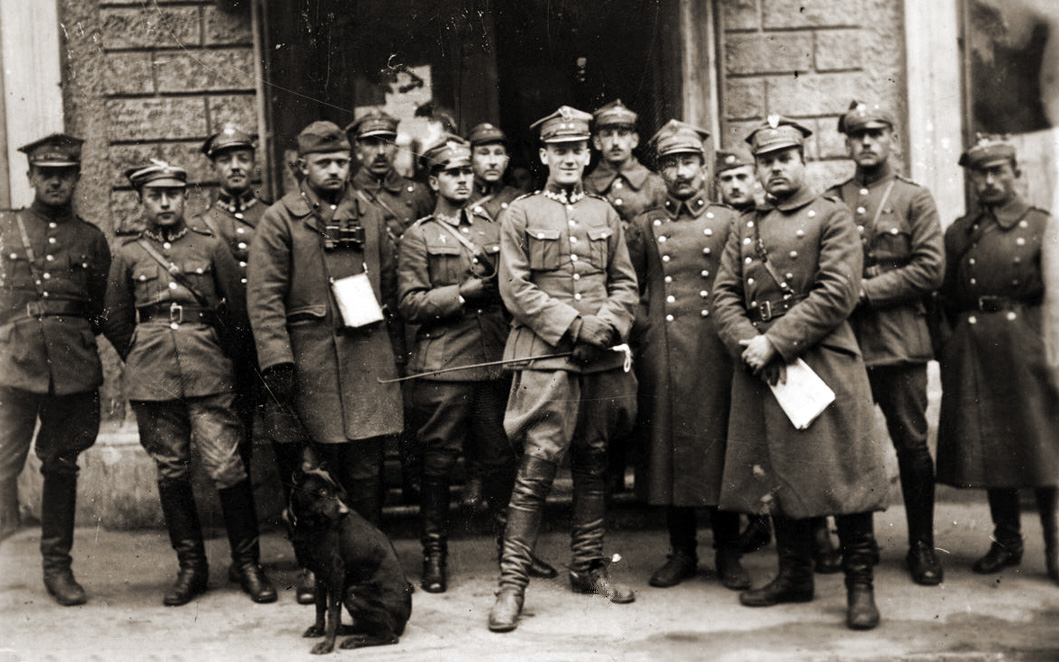
Oficerowie Oddziału Wydzielonego ppłk. Gustawa Paszkiewicza (w środku ze szpicrutą) (55. i 56. pp, 2. i 3. dyon 14. pap, 3. komp. 14. baonu saperów) po ponownym zajęciu Mińska 15.X.1920

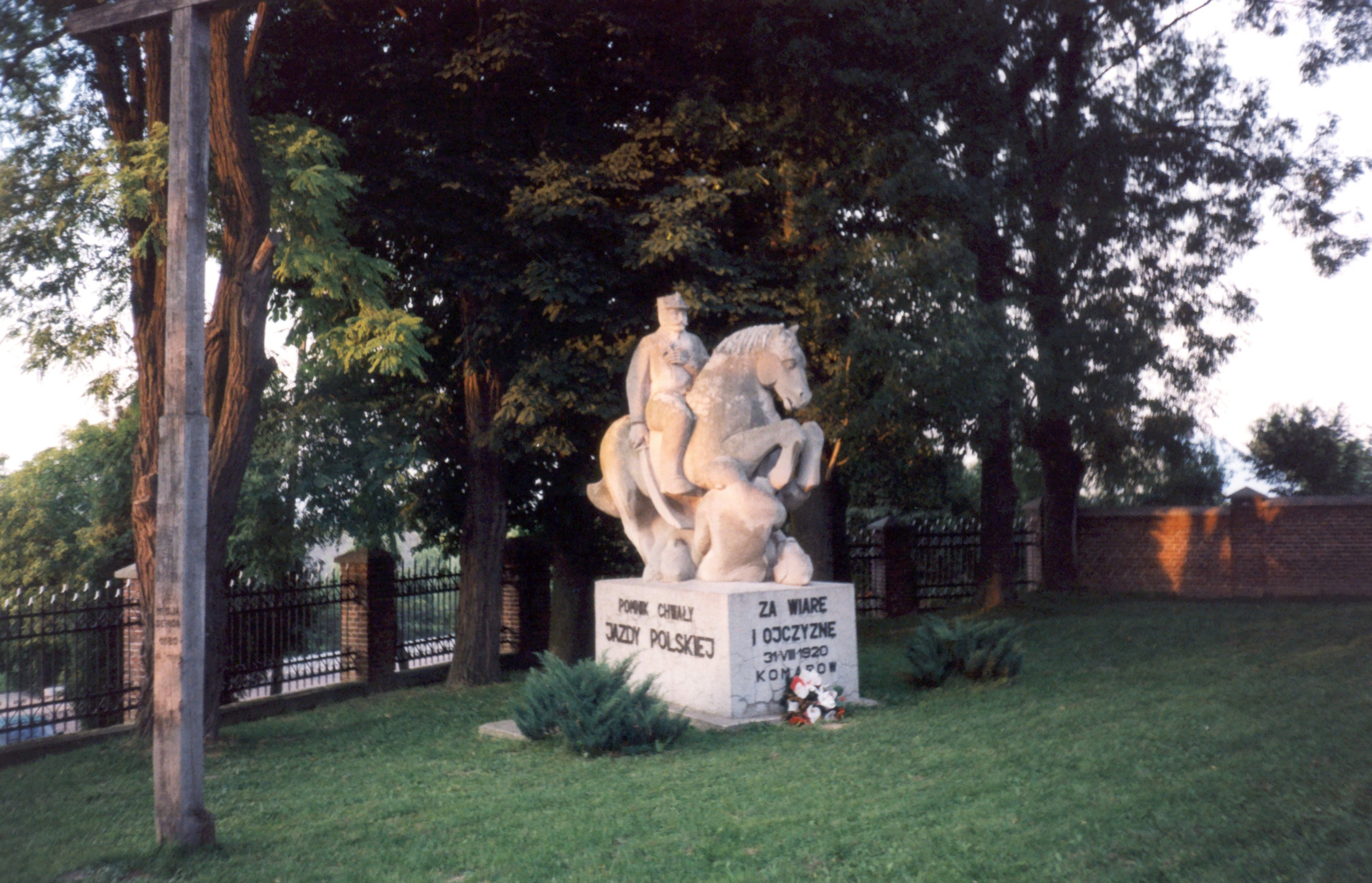
Pomnik upamiętniający bitwę pod Komarowem 31 sierpnia 1920

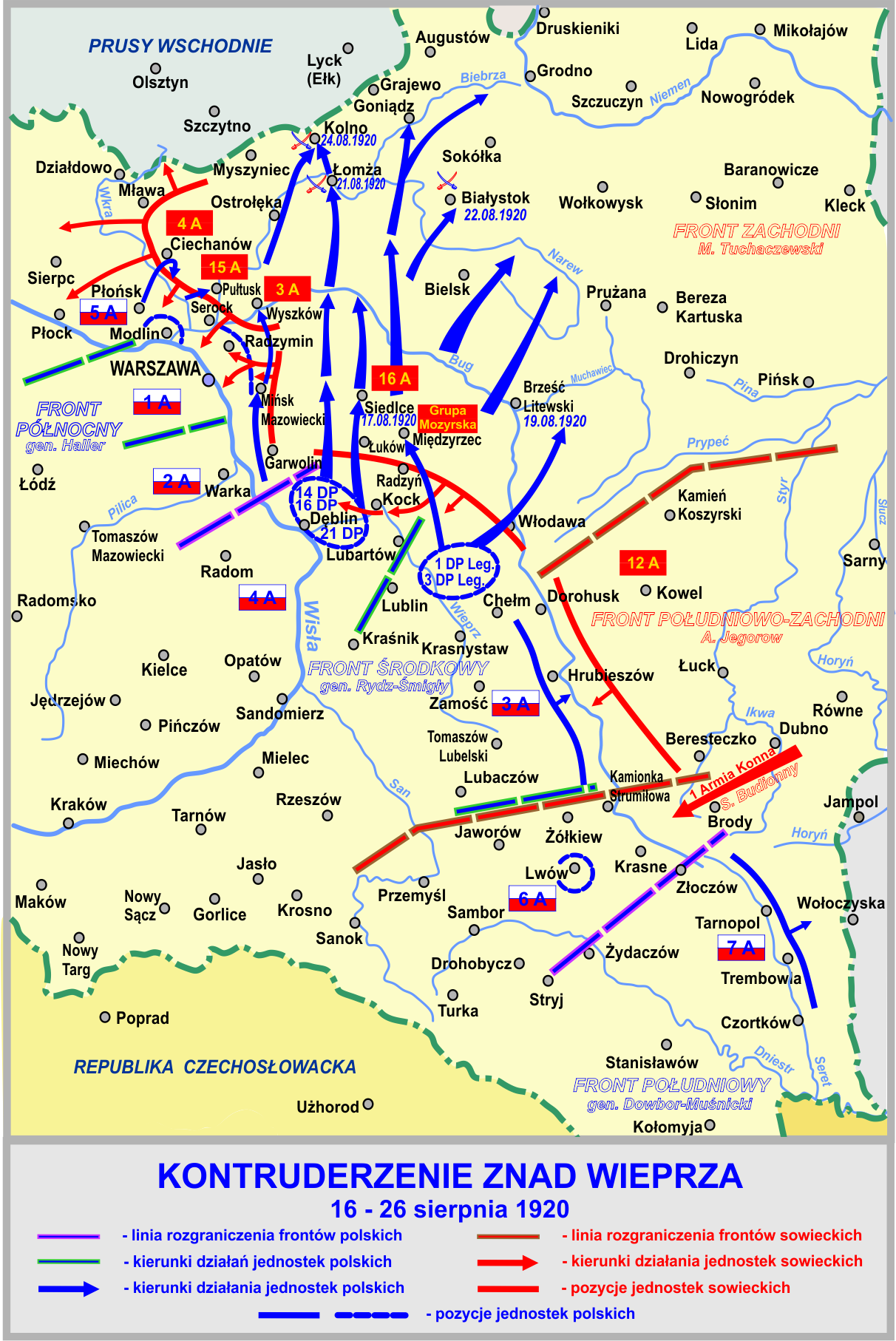

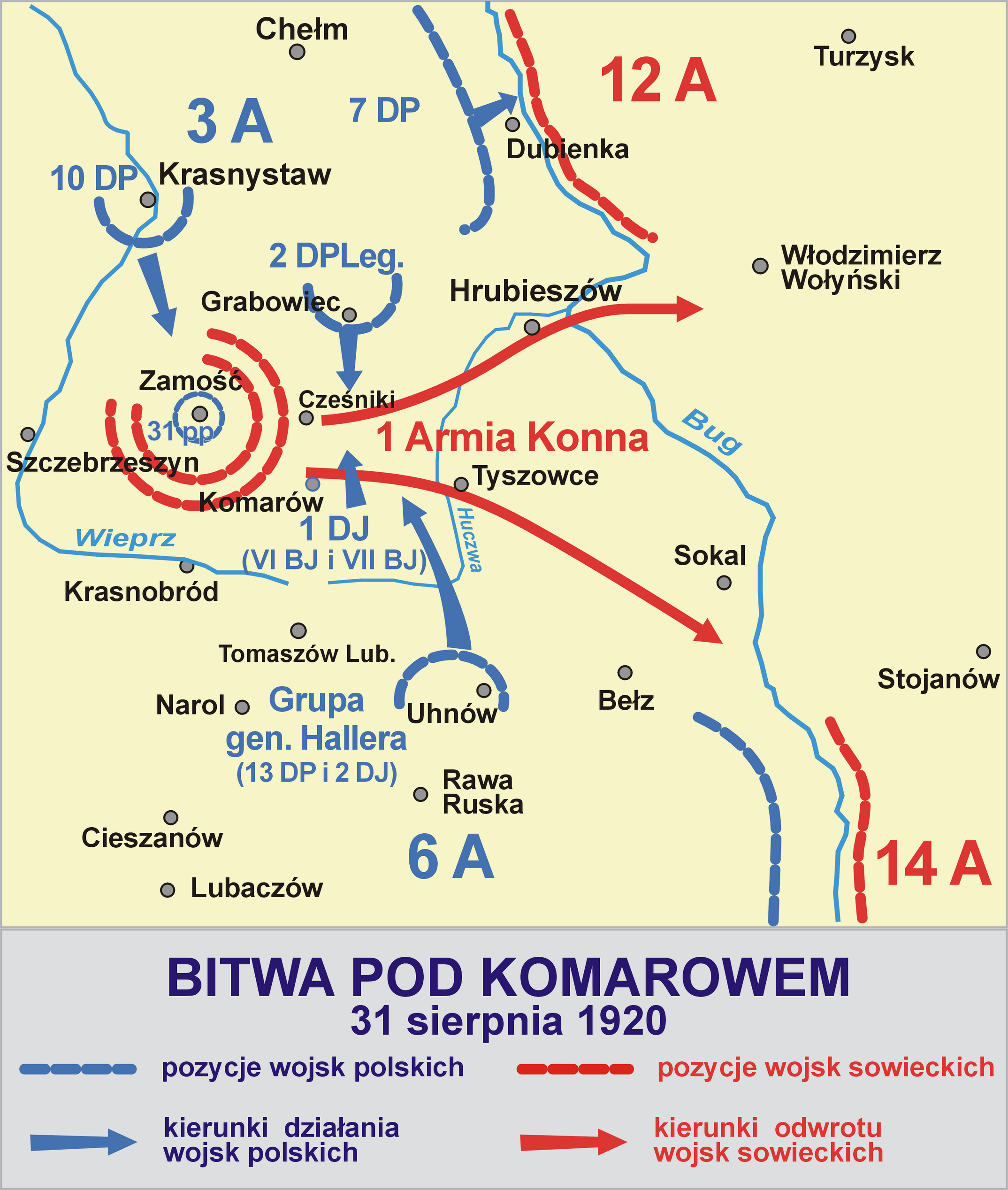

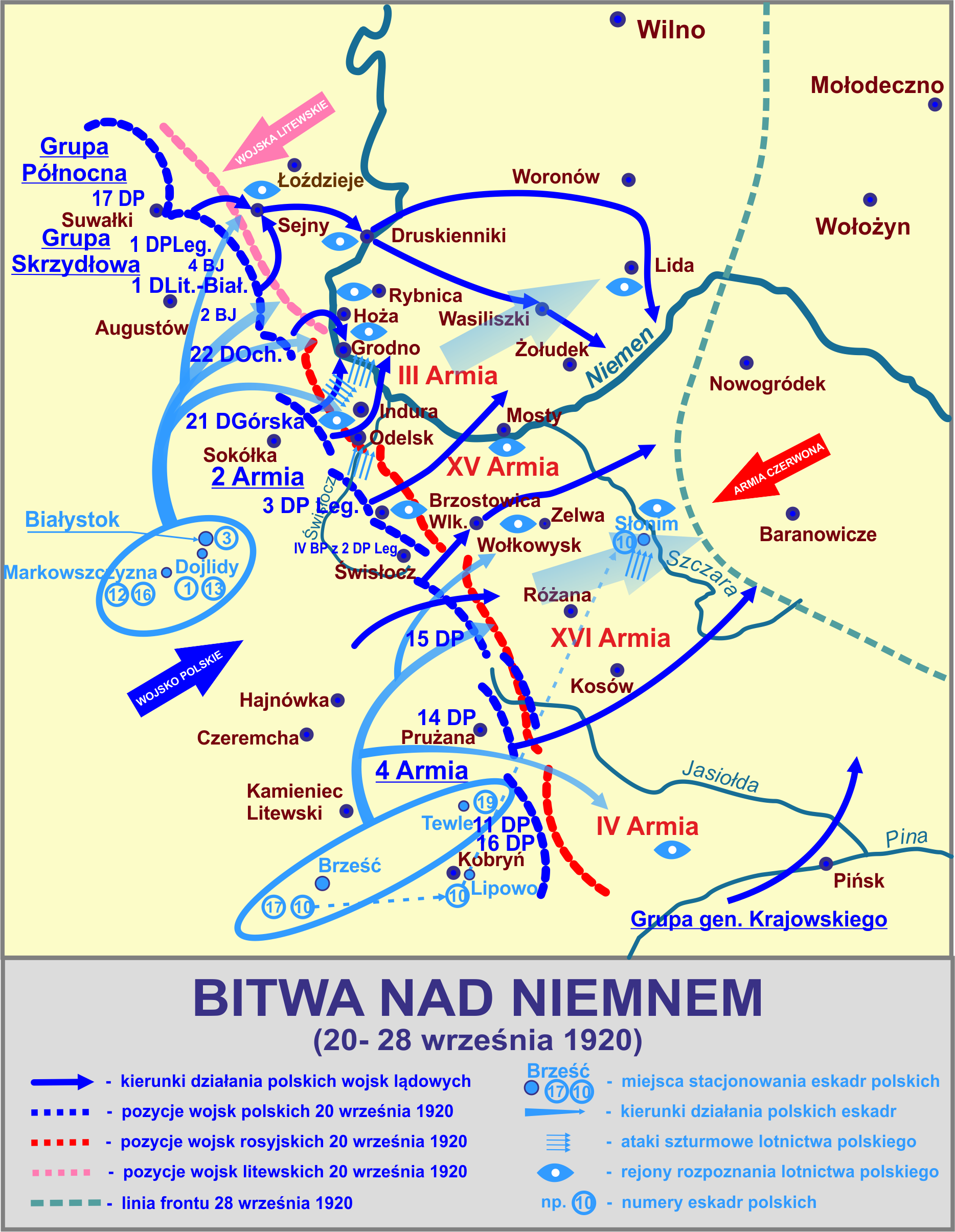

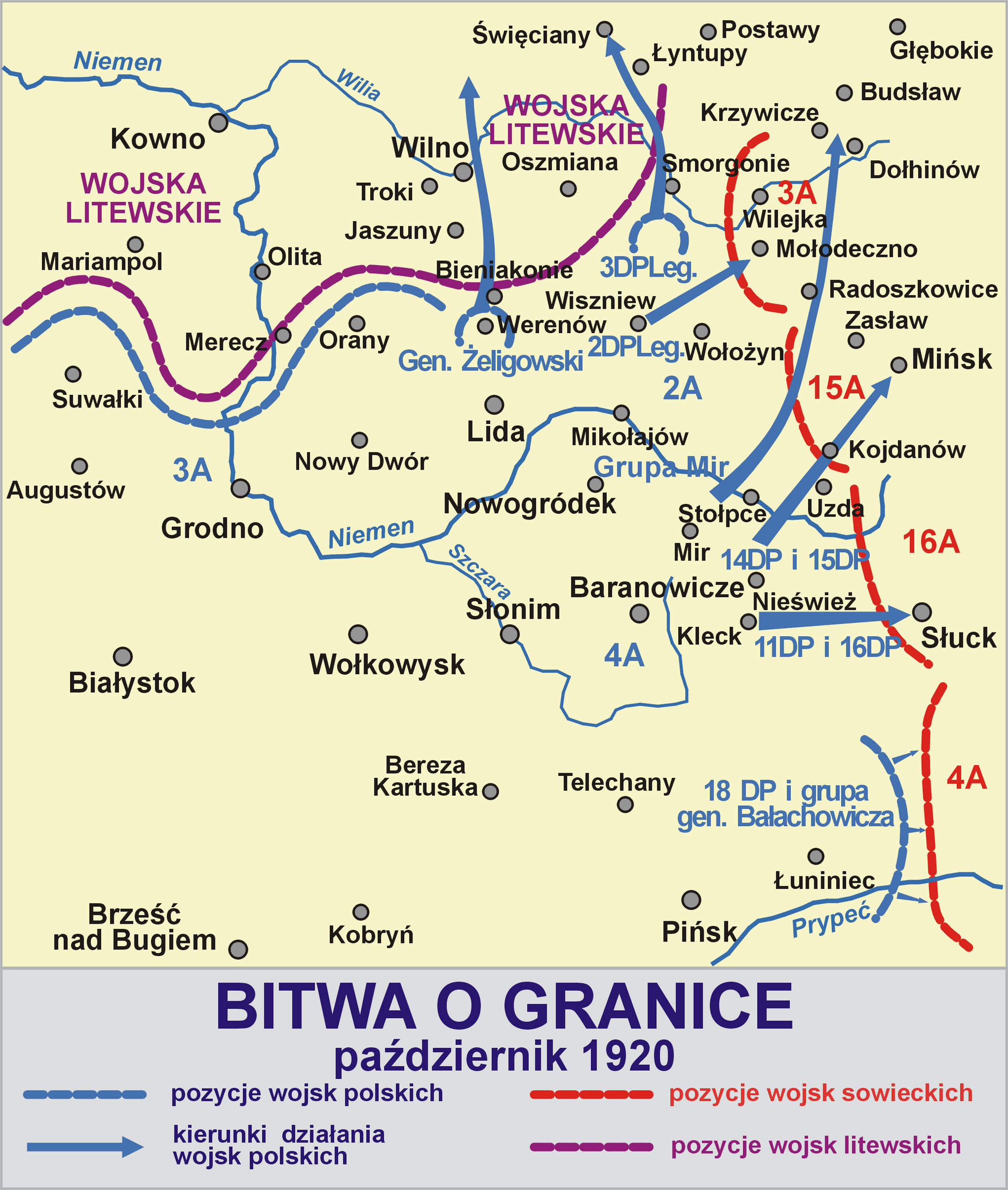

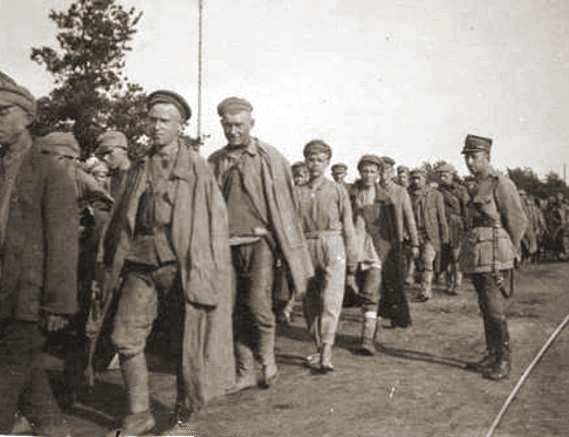
Żołnierze Armii Czerwonej wzięci do niewoli

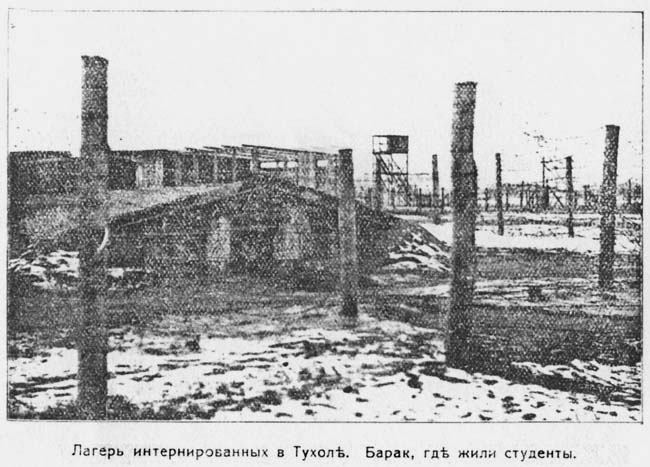
Obóz jeniecki żołnierzy Armii Czerwonej w Tucholi

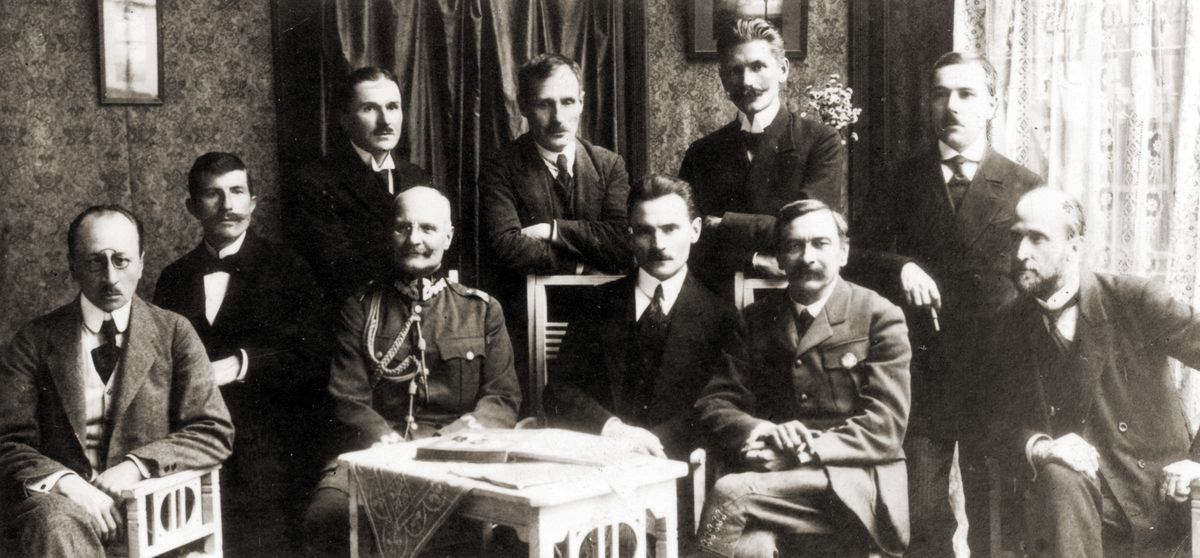
Delegacja polska na rozmowy o zawieszeniu broni i zawarciu pokoju z Rosją Sowiecką 1920

Dalszą częścią kampanii były już tylko polskie zwycięstwa. Budionny wykonał wreszcie (20 sierpnia) ponawiany wielokrotnie i ignorowany rozkaz Sergieja Kamieniewa zaprzestania szturmu Lwowa i wsparcia natarcia Tuchaczewskiego na Warszawę. Armia Konna uderzyła poprzez Busk, Sokal na Hrubieszów i Zamość, by dalej, przez Lublin, wyjść na tyły nacierającej na północ grupy uderzeniowej Wojska Polskiego.
Kontrofensywa polska znad Wieprza rozbiła już jednak w dniach 16–18 sierpnia główne ugrupowanie sowieckiego Frontu Zachodniego. Z punktu widzenia strategii sowieckiej natarcie Budionnego było znacznie spóźnione – wojska polskiej grupy uderzeniowej Frontu Środkowego pod osobistym dowództwem Józefa Piłsudskiego znajdowały się już 20 sierpnia (w chwili rozpoczęcia manewru Budionnego spod Lwowa na północny zachód) na północ od Bugu w pościgu za armiami sowieckimi, wykonując manewr okrążający północną grupę wojsk sowieckiego Frontu Zachodniego (IV Armia, XV Armia i Korpus Gaj-Chana).
Pod Zamość maszerowały już przeciw Budionnemu zwolnione odwody polskie z przedmościa warszawskiego. Do dowodzenia siłami polskimi na tym obszarze został odkomenderowany gen. Władysław Sikorski, a w ślad za Budionnym ruszył z Rawy Ruskiej na Zamość generał Stanisław Haller z 13 Dywizją Piechoty (stanowiącą do tej pory część garnizonu miasta Lwowa) i 1 Dywizją Jazdy pod dowództwem płk. Juliusza Rómmla.
Pod Zamościem Budionny napotkał niespodziewany opór. Słaba załoga miasta (31 pp, dwa bataliony etapowe, batalion wartowniczy, 6 Siczowa Dywizja Strzelców, dywizjon artylerii oraz dwa pociągi pancerne), otoczona prawie ze wszystkich stron, broniła się wytrwale i bardzo skutecznie. Budionny starał się za wszelką cenę złamać opór, zamiast przejść w kierunku Krasnegostawu, przez co dał niezbędny czas na rozwinięcie kontrmanewru ze strony polskiej. Wyładowane w Krasnymstawie 10 DP i 2 DPLeg., atakujące od strony Grabowca, ruszyły w kierunku Zamościa. Budionny znalazł się w kleszczach i ratował się odwrotem w kierunku Hrubieszowa. Oddziały polskie ruszyły w pościg i w koncentrycznym ataku na Hrubieszów zajęły miasto. Zdemoralizowana armia konna boju nie przyjęła i wycofała się na wschodni brzeg Bugu.
Budionny został pobity pod Komarowem i Zamościem w ostatniej w historii bitwie dużych związków kawaleryjskich (1 Armia Konna Armii Czerwonej przeciw 1 Dywizji Jazdy Wojska Polskiego).
Zdołał się on co prawda przedrzeć przez zastępujące mu drogę odwrotu siły polskie i ukraińskie, ale nie wykonywał już zwrotów zaczepnych, pozbawiony taborów, zapasów, jednostek zmotoryzowanych.
Od 12 do 21 września gen. Tadeusz Rozwadowski, dowodząc operacjami na południu, armiami generała Sikorskiego na Wołyniu i generała Stanisława Hallera w Galicji Wschodniej, pobił wszystkie trzy armie radzieckiego Frontu Południowo-Zachodniego.
Armia ukraińska – jedyny faktyczny sojusznik Rzeczypospolitej w wojnie, pod dowództwem generała Mychajło Omelianowycza-Pawlenki brała udział w tych operacjach, broniąc linii Dniestru, a następnie uderzając na tyły 14 Armii bolszewickiej. 6 Siczowa Dywizja Strzelców armii URL w składzie 3 Armii Wojska Polskiego broniła Zamościa i uczestniczyła w operacji okrążającej w czasie bitwy pod Komarowem.
Oddziały Armii URL po rozpoczęciu ofensywy sowieckiej 12 czerwca 1920 stanowiły południową flankę frontu wojny polsko-bolszewickiej, broniąc kolejno linii Zbrucza, Seretu i Dniestru, samodzielnie rozbijając w sierpniu 1920 nacierające w kierunku Chodorowa 3 DP i 1 Dywizję Kawalerii Armii Czerwonej.
6 Siczowa Dywizja Strzelców pod dowództwem podpułkownika Marka Bezruczki, broniąc skutecznie w okrążeniu w dniach 29–31 sierpnia 1920 Zamościa przed Armią Konną Budionnego, pozwoliła Wojsku Polskiemu na koncentrację zakończoną zwycięską bitwą pod Komarowem, gdzie połączone siły polskie i ukraińskie rozbiły Armię Konną.
15 września 1920, czyli miesiąc przed oficjalnym podpisaniem rozejmu, Armia URL liczyła 3287 oficerów i 12 117 żołnierzy, natomiast 7 listopada, czyli już po definitywnym zakończeniu wyprawy kijowskiej i po podpisaniu traktatu ryskiego, a przed ostatnią samodzielną kampanią przeciw Armii Czerwonej: 3888 oficerów i 35 259 żołnierzy, razem 39 147 żołnierzy.
W literaturze przedmiotu podkreśla się ofiarne wykonanie przez armię ukraińską postawionych przed nią zadań.
Po bitwie warszawskiej i bitwie z 1 Armią Konną rozstrzygające znaczenie dla ostatecznego wyniku wojny miała ofensywa polska nad Niemnem we wrześniu 1920 r.
Piłsudski przegrupował 2 Armię generała Rydza-Śmigłego i 4. generała Skierskiego na kierunek niemeński i użył jej przeciw Frontowi Zachodniemu Tuchaczewskiego.
Od 20 do 28 września wojska sowieckie związane były walkami na całym froncie. Toczyły się boje pod Grodnem, Brzostowicami i Wołkowyskiem. Jednocześnie na tyły frontu przez Druskieniki wyszła 1 Dywizja Piechoty Legionów i 1 Dywizja Litewsko-Białoruska z Brygadą Jazdy.
Z rozkazu „Na zakończenie wojny” wydanego 18 października 1920 przez Józefa Piłsudskiego (pisownia oryginalna):
Żołnierze!
Dwa długie lata, pierwsze istnienia wolnej Polski, spędziliście w ciężkiej pracy i krwawym znoju. Kończycie wojnę wspaniałymi zwycięstwami, i nieprzyjaciel złamany przez was, zgodził się wreszcie na podpisanie pierwszych i głównych zasad upragnionego pokoju.
Żołnierze! Nie na próżno i nie na marne poszedł wasz trud. Polska nowoczesna zawdzięcza swe istnienie wspaniałym zwycięstwom mocarstw zachodnich nad państwami rozbiorczymi. Lecz od razu, od pierwszej chwili życia swobodnej Polski, wyciągnęło się ku niej mnóstwo pożądliwych rąk, skierowało się mnóstwo wysiłków, by ją utrzymać w stanie bezsiły, by, jeśli już istnieje, była ona igraszką w ręku innych, biernym polem dla intryg całego świata.
Naród polski porwał się do broni, zrobił olbrzymi wysiłek, tworząc liczną i silną armię.
Na barki moje, jako Naczelnego Wodza, w ręce wasze, jako obrońców Ojczyzny, złożył naród ciężkie zadania zabezpieczenia bytu Polski, zdobycia dla niej szacunku i znaczenia na świecie i dania jej pełni niezależnego rozporządzania się swoim losem.
Zadanie nasze dobiega końca. Nie było ono łatwym. Polska, zniszczona przez wojnę, nie z jej woli na ziemiach polskich prowadzoną, była biedna. Nieraz, żołnierze, łzy cisnęły mi się do oczu, gdym widział wśród szeregów wojsk, prowadzonych przeze mnie, wasze bose, pokaleczone stopy, które już przemierzyły niezmierne przestrzenie, gdym widział brudne łachmany, pokrywające wasze ciało, gdym musiał obrywać wasze skromne racje żołnierskie i żądać często, byście o głodzie i chłodzie szli do krwawego boju. Praca była ciężka, a że była rzetelna, zaświadczą o tym tysiące mogił i krzyżów żołnierskich, rozsianych po ziemiach dawnej Rzeczypospolitej od dalekiego Dniepru do rodzimej Wisły.
Za pracę i wytrwałość, za ofiarę i krew, za odwagę i śmiałość dziękuję wam, żołnierze, w imieniu całego narodu i Ojczyzny naszej. […] Żołnierz, który tyle zrobił dla Polski, nie zostanie bez nagrody. Wdzięczna Ojczyzna nie zapomni o nim. […] Zaproponowałem już rządowi, by część zdobytej ziemi została własnością tych, co ją polską zrobili, uznoiwszy ją polską krwią i trudem niezmiernym. […]
Żołnierze! Zrobiliście Polskę mocną, pewną siebie i swobodną. Możecie być dumni i zadowoleni ze spełnienia swego obowiązku. Kraj, co w dwa lata potrafi wytworzyć takiego żołnierza, jakim wy jesteście, może spokojnie patrzeć w przyszłość. […]
Józef Piłsudski
Pierwszy Marszałek Polski
i Naczelny Wódz”

## Epilog

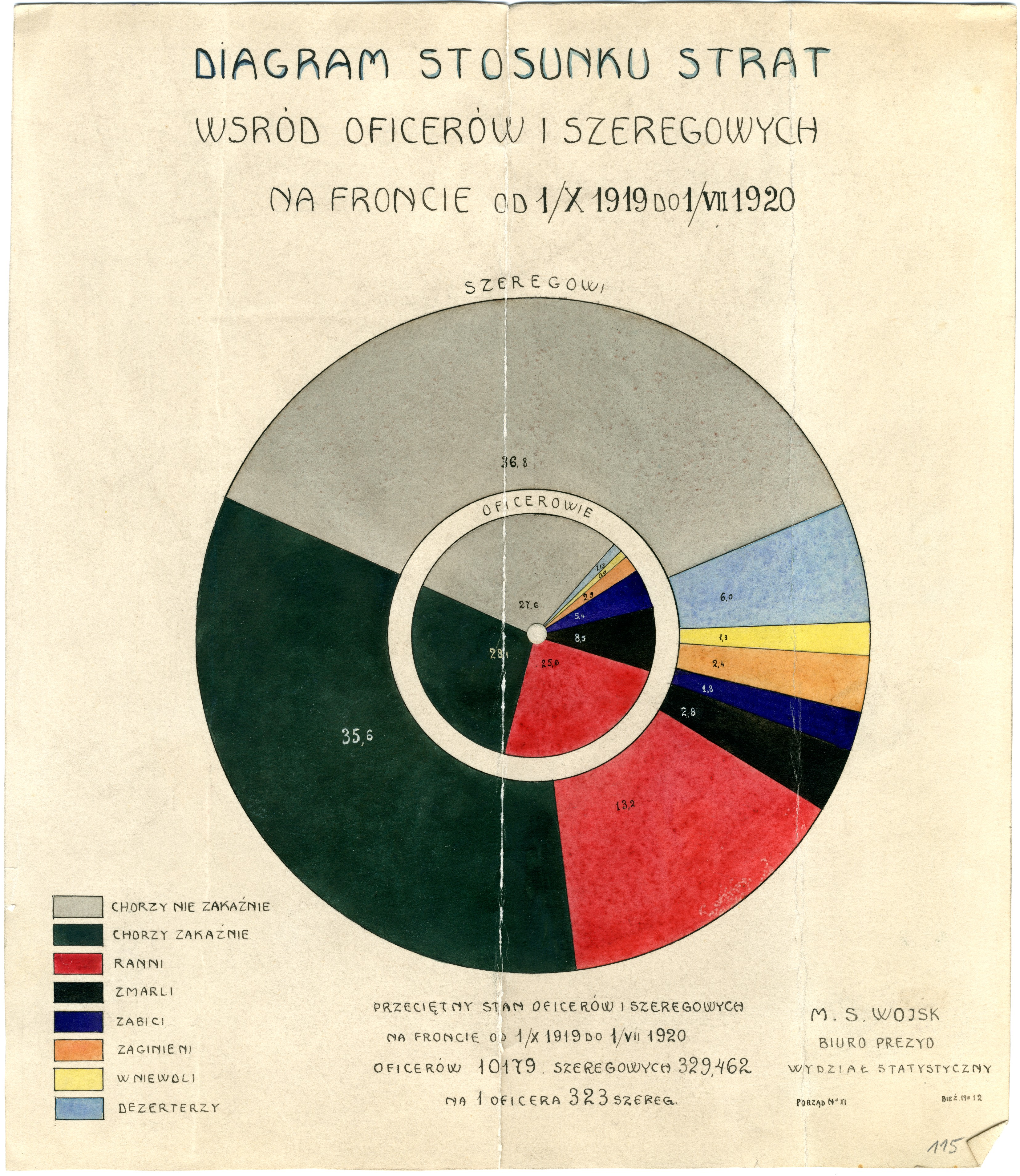
Diagram strat wśród oficerów i szeregowych w wojnie polsko-bolszewickiej

Po zwycięskiej dla strony polskiej bitwie niemeńskiej (12 października 1920 Wojsko Polskie wkroczyło ponownie do Mińska) 18 października 1920 weszło w życie zawieszenie broni (zawarte 12 października pomiędzy delegacjami Sejmu i rządu RP i rządu RFSRR w Rydze). Linia rozejmu biegła od Dźwiny aż po Niemen w przybliżeniu Dźwiną od punktu styku granic Łotwy i Rosji na wschód od Drui – do Dzisny, a dalej przez Orzechowno do linii kolejowej Połock – Mołodeczno, przez Dokszyce, Dołhinów, Radoszkowicze, Raków do linii kolejowej Mińsk – Baranowicze. Między Niemnem i Dniestrem wojska miały pozostać w miejscu, do którego dotarły 18 października (praktycznie o kilkadziesiąt kilometrów na wschód od przewidzianej granicy), obsadzając Słuck i Kapcewicze w pobliżu Ptyczy. Na południe od Prypeci linię tożsamą, w ogólnych zarysach, z pozycjami, jakie zajmowały przed ofensywą wiosenną. 18 marca 1921 również w Rydze podpisany został traktat pokojowy, który wytyczył granicę polsko-sowiecką i do agresji ZSRR na Polskę 17.09.1939 regulował stosunki pomiędzy II Rzecząpospolitą a RFSRR, a później ZSRR.
O przynależności państwowej Wilna i Litwy Środkowej rozstrzygnął natomiast ostatecznie tzw. bunt Żeligowskiego.

## Zbrodnie wojenne
Oficer Oddziału II Sztabu Generalnego WP i organizator wywiadu polskiego na Ukrainie Wiktor Drymmer odkrył w zajętym 7 maja 1920 przez Wojsko Polskie i sprzymierzoną armię Ukraińskiej Republiki Ludowej Kijowie ślady masowych zbrodni Czeka.
Sposób prowadzenia walk przez Armię Konną był niesłychanie brutalny np. podczas zajmowania Żytomierza, wycięła do nogi polski garnizon, a w Berdyczowie m.in. doszczętnie spaliła szpital z sześciuset rannymi i siostrami Czerwonego Krzyża.
Zbrodni wojennych dopuszczała się także strona polska. Szef referatu polityczno-prasowego Naczelnego Wodza mjr Kazimierz Świtalski zanotował w swoim dzienniku:

Przeszkodą w demoralizowaniu armii bolszewickiej przez dezercję na naszą stronę jest zaciekłe i bezwzględne wyrzynanie przez naszych żołnierzy jeńców.

Stosunek żołnierzy polskich do bolszewickich jeńców jeszcze na początku wojny, gdy jednostki polskie zwyciężały był okrutny.
Adresowana do „legionistów i żołnierzy polskich” ulotka propagandowa Armii Czerwonej zawierała na odwrocie tłumaczenie rozkazu Trockiego do wojsk Frontu Zachodniego i Południowo-Zachodniego z 10 maja 1920, w którym wzywał do oszczędzania jeńców w odróżnieniu od praktyk strony polskiej i do przekierowania zemsty na rząd polski, szlachtę i burżuazję jako siły kontrrewolucyjne.

## Kalendarium wydarzeń
| Data                  | Wydarzenie                                                                                         |
| --------------------- | -------------------------------------------------------------------------------------------------- |
| 1919                  | |
| 14 lutego             | Walki pomiędzy siłami polskimi i bolszewickimi w Mostach nad Niemnem. Rozpoczęcie wojny.           |
| 21 kwietnia           | Zdobycie Wilna przez Polaków.                                                                      |
| 9 sierpnia            | Zdobycie Mińska przez Polaków.                                                                     |
| 29 sierpnia           | Zdobycie przez siły polskie Bobrujska.                                                             |
| 11 września           | Zdobycie Borysowa przez Polaków.                                                                   |
| 22 września           | Wkroczenie polskiej armii do Połocka.                                                              |
| 1920                  | |
| styczeń               | Armia Czerwona formuje 700-tysięczne siły nad Berezyną.                                            |
| 3 stycznia            | Siły polsko-łotewskie zdobywają Dyneburg.                                                          |
| 3 stycznia            | Zgrupowanie gen. Rydza-Śmigłego rozpoczyna operację przeciwko Armii Czerwonej na Łotwie.           |
| 10 stycznia           | Otoczona przez bolszewików 5 Dywizja Syberyjska płk. Czumy składa broń.                            |
| 6–12 marca            | Natarcie Grupy Poleskiej na Mozyrz-Kalenkowicze.                                                   |
| 10 marca              | Siergiej Kamieniew akceptuje plan uderzenia na Polskę.                                             |
| 1 kwietnia            | 1 Armia Konna Siemiona Budionnego rozpoczyna przemarsz z Kaukazu na front polski.                  |
| 21 kwietnia           | Rząd polski podpisał umowę z rządem Ukraińskiej Republiki Ludowej.                                 |
| 24 kwietnia           | Podpisanie konwencji wojskowej między rządami polskim i ukraińskim.                                |
| 24 kwietnia           | Ustalenie na naradzie wojennej w Równem z udziałem Naczelnego Wodza planu ofensywy na Kijów.       |
| 25 kwietnia           | Początek ofensywy wojsk polskich i ukraińskich na Ukrainie (wyprawa kijowska).                     |
| 7 maja                | Zajęcie Kijowa przez wojska polskie.                                                               |
| 14 maja               | Rusza pierwsza ofensywa wojsk Frontu Zachodniego Michaiła Tuchaczewskiego.                         |
| 22 maja               | Załamanie się przeciwnatarcia 1. i 4 Armii. Wojska Tuchaczewskiego podeszły pod Mińsk.             |
| 23 maja               | Rozkaz Józefa Piłsudskiego o sformowaniu Armii Rezerwowej.                                         |
| 27 maja               | Armia Czerwona rozpoczyna ofensywę na Ukrainie.                                                    |
| 1 czerwca             | Polskie przeciwnatarcie na Białorusi. Odwrót wojsk Tuchaczewskiego na linię rzek Auta i Berezyna.  |
| 5 czerwca             | Przełamanie frontu polskiego na Ukrainie przez Armię Konną Budionnego.                             |
| 9 czerwca             | Odwrót wojsk polskich na Ukrainie. Opuszczenie Kijowa.                                             |
| 10 czerwca            | Rozwiązanie Armii Rezerwowej.                                                                      |
| 11–12 czerwca         | Na Ukrainie 3 Armia odrzuciła pod Borodzianką grupę Golikowa i otwarła sobie drogę odwrotu.        |
| 25–26 czerwca         | Nieudane natarcie wojsk Tuchaczewskiego w rejonie Czernicy Wielkiej.                               |
| 29 czerwca            | Odwrót wojsk polskich na Polesiu.                                                                  |
| 1 lipca               | Powołano Radę Obrony Państwa.                                                                      |
| 4 lipca               | Rozpoczęcie ofensywy Tuchaczewskiego nad Autą i Berezyną. Przełamanie polskiego frontu.            |
| 5 lipca               | Odwrót wojsk polskich na Białorusi.                                                                |
| 6 lipca               | Powołanie Inspektoratu Armii Ochotniczej.                                                          |
| 16 lipca              | Odwrót wojsk polskich na linię Niemna i Szczary.                                                   |
| 25 lipca              | Przełamanie polskiej obrony nad Niemnem i Szczarą.                                                 |
| 27 lipca – 3 sierpnia | Bitwa z Armią Konną pod Brodami (Beresteczkiem).                                                   |
| 2 sierpnia            | Upadek Brześcia.                                                                                   |
| 6 sierpnia            | Rozkaz – wytyczne do kontrofensywy znad Wieprza.                                                   |
| sierpień              | Obrona Lwowa.                                                                                      |
| sierpień              | Pięć armii sowieckich zbliża się do okolic Warszawy.                                               |
| sierpień              | Brak bolszewickiej zgody na linię graniczną zaproponowaną przez Brytyjczyków (tzw. linia Curzona). |
| sierpień              | Wielka Brytania odmawia pomocy Polsce.                                                             |
| sierpień              | Niemieccy dokerzy w Gdańsku i czescy kolejarze w Brnie opóźniają dostawy dla Polski.               |
| 10 sierpnia           | Wisłę przekraczają Kozacy Gaj-Chana.                                                               |
| 13 sierpnia           | Armia sowiecka pod wodzą Michaiła Tuchaczewskiego uderza na Warszawę.                              |
| 13–17 sierpnia        | Obrona przedmościa warszawskiego.                                                                  |
| 14 sierpnia           | Natarcie 5 Armii gen. Władysława Sikorskiego nad Wkrą.                                             |
| 15 sierpnia           | Zwycięska bitwa pod Radzyminem, Sowieci rezygnują ze zdobywania Warszawy z marszu.                 |
| 15 sierpnia           | Odparcie pierwszego ataku na przyczółek mostu na Wiśle.                                            |
| 15 sierpnia           | Zatrzymanie wojsk sowieckich nad Wkrą przez 5 Armię gen. Władysława Sikorskiego.                   |
| 16 sierpnia           | Polska kontrofensywa przedziera się przez tyły armii Tuchaczewskiego nad Wieprzem.                 |
| 16 sierpnia           | Początek walk o Dęblin i Mińsk Mazowiecki.                                                         |
| 17 sierpnia           | Bitwa pod Zadwórzem na przedpolach Lwowa.                                                          |
| 18 sierpnia           | Otoczenie armii Tuchaczewskiego.                                                                   |
| 18–19 sierpnia        | Obrona Płocka.                                                                                     |
| 18–19 sierpnia        | Odwrót Armii Czerwonej.                                                                            |
| 18–19 sierpnia        | Naczelny Wódz nakazuje przejście do działań pościgowych.                                           |
| 22 sierpnia           | Zdobycie Białegostoku przez 1 pułk piechoty Legionów podczas tzw. bitwy białostockiej.             |
| 29–31 sierpnia        | Zwycięska bitwa z armią konną pod Zamościem i Komarowem.                                           |
| 31 sierpnia           | Okrążenie armii Budionnego (pod Komarowem).                                                        |
| koniec sierpnia       | Stabilizacja frontu nad Niemnem.                                                                   |
| 10 września           | Józef Piłsudski przedstawił plan nowej ofensywy nad Niemnem.                                       |
| 11–13 września        | Zagon pancerno-zmotoryzowany na Kowel.                                                             |
| 14 września           | 6 Armia rozpoczęła ofensywę w Galicji Wschodniej.                                                  |
| 16 września           | Bitwa pod Dytiatynem (niedaleko Halicza).                                                          |
| 22 września           | Początek ofensywy polskiej nad Niemnem.                                                            |
| 25 września           | Zdobycie Grodna.                                                                                   |
| 27 września           | Klęska sowieckiej 3 Armii pod Lidą.                                                                |
| 28 września           | Opanowanie Lidy.                                                                                   |
| 12 października       | Zdobycie Mołodeczna.                                                                               |
| 12 października       | Zdobycie Mińska.                                                                                   |
| 12 października       | Podpisanie rozejmu.                                                                                |
| 18 października       | Wejście w życie rozejmu.                                                                           |
| 1921                  | |
| 18 marca              | Podpisanie traktatu pokojowego w Rydze.                                                            |

## Wojna polsko-bolszewicka w kulturze

### Wojna polsko-bolszewicka jako motyw filmowy
- Bohaterstwo polskiego skauta – polski film z 1920 r.
- Cud nad Wisłą – film w reż. Ryszarda Bolesławskiego z 1921 r. (ok. 46 min).
- Trucizna bolszewizmu – polski film fabularny z 1924 r.
- Przedwiośnie (film 1928) – film w reż. Henryka Szapiro z 1928 r.
- Gwiaździsta eskadra – polski film wojenny w reż. Leonarda Buczkowskiego z 1930 r.
- Pierwsza Konna – sowiecki film propagandowy w reż. Jefima Dżigana z 1941 r. (ok. 100 min).
- Wojna polsko-bolszewicka 1918–1921 – film historyczny w reż. Wincentego Ronisza z 1992 r. (20 min).
- A jednak Polska. 1918–1921 – film dokumentalny w reż. Wincentego Ronisza z 1992 r. (87 min).
- Bitwa warszawska 1920 roku – film dokumentalny w reż. Zbigniewa Wawera i Janusza Brandta z 1992 r. (53 min).
- Szabla od komendanta – film w reż. Jakuba Kolskiego z 1995 r. (101 min).
- Bitwa warszawska 1920 – film dokumentalny w reż. Zbigniewa Wawera i Tadeusza Kondrackiego z 1995 r. (44 min).
- Ochotnicy roku 1920 – film dokumentalny w reż. Krzysztofa Nowaka-Tyszowieckiego z 1995 r. (50 min).
- Póki my żyjemy, czyli moja wojna z Budionnym – biograficzny film dokumentalny w reż. Krzysztofa Nowaka-Tyszowieckiego z 1996 r. (25 min).
- Boża podszewka, odcinek 5 – polski serial z 1997 r. (ok. 56 min).
- Na plebanii w Wyszkowie 1920 – film dokumentalny-fabularyzowany w reż. Lucyny Smolińskiej i Mieczysława Sroki z 1999 r., oparty na opowiadaniu Stefana Żeromskiego z 1920 r. pt. „Na probostwie w Wyszkowie” (całość filmu ok. 74 min).
- Wrota Europy – film w reż. Jerzego Wójcika z 1999 r., oparty na opowiadaniu Melchiora Wańkowicza pt. „Szpital w Cichiniczach” z 1926 r. (ok. 73 min).
- Niewypowiedziana wojna – fabularyzowany film dokumentalny opowiadający o wojnie 1919–1921 r. z pkt. widzenia gen. Maxime’a Weyganda w reż. Mariusza Malinowskiego z 2000 r. (44 min).
- Musieli zwyciężyć – film dokumentalny w reż. Aliny Czerniakowskiej z 2000 r. (42 min).
- Przedwiośnie (film 2001) – film w reż. Filipa Bajona z 2001 r. (139 min).
- Sensacje XX wieku: Wojna polsko-bolszewicka – polskie widowisko historyczne w reż. Wojciecha Pacyny z 2001 r. (ok. 50 min).
- Cud nad Wisłą – film dokumentalny w reż. Krzysztofa Nowaka-Tyszowieckiego z 2005 r. (41 min).
- Siedemnastu wspaniałych – film dokumentalny w reż. Zbigniewa Kowalewskiego z 2005 r. (28 min).
- Zwyczajny bohater – biograficzny film dokumentalny o Ignacym Skorupce w reż. Leszka Wiśniewskiego z 2005 r. (ok. 44 min).
- Generał nieskończonej wojny – białoruski biograficzny film dokumentalny o gen. Stanisławie Bułak-Bałachowiczu w reż. Siarheia Isakau z 2009 r. (ok. 61 min).
- Wielka wojna na wschodzie – 8-odcinkowy serial dokumentalny (TVN dla Discovery Historia) z 2009 roku.
- Dytiatyn 1920 – film dokumentalny, reż. Ewa Szakalicka, TVP1 2010 (35 min).
- 1920. Wojna i miłość – 13-odcinkowy serial telewizyjny, w reż. Macieja Migasa z 2010–2011 r. (łącznie ok. 585 min).
- 1920 Bitwa Warszawska – film fabularny w reż. Jerzego Hoffmana z 2011 r. (ok. 110 min).

### Utwory muzyczne o wojnie polsko-bolszewickiej
- Piosenka pt. „Rok 1920” zespołu Legion
- Piosenka pt. „Dyneburg 1920” autorstwa duetu DJ Celownik i Davida Hallmanna, poświęcona bitwie pod Dyneburgiem
- Piosenka pt. „Ataman” autorstwa muzyka Davida Hallmanna (hołd muzyczny dla gen. Stanisława Bułak-Bałachowicza)
- Piosenka pt. „Huzarzy Śmierci” zespołu Biały Protest (hołd muzyczny dla Dywizjonu Huzarów Śmierci)
- Piosenka pt. „Miracle (1920 Warsaw Battle)” polskiego zespołu Vanitas poświęcona bitwie pod Warszawą[139]
- Piosenka pt. „Cud nad Wisłą” polskiego zespołu Elektryczne Gitary poświęcona bitwie pod Warszawą

### Upamiętnienia wojny polsko-bolszewickiej

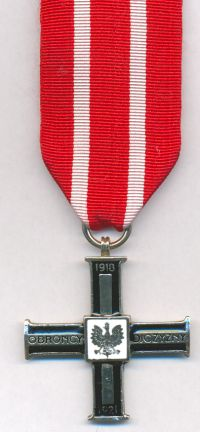
Krzyż za udział w Wojnie 1918–1921 – awers

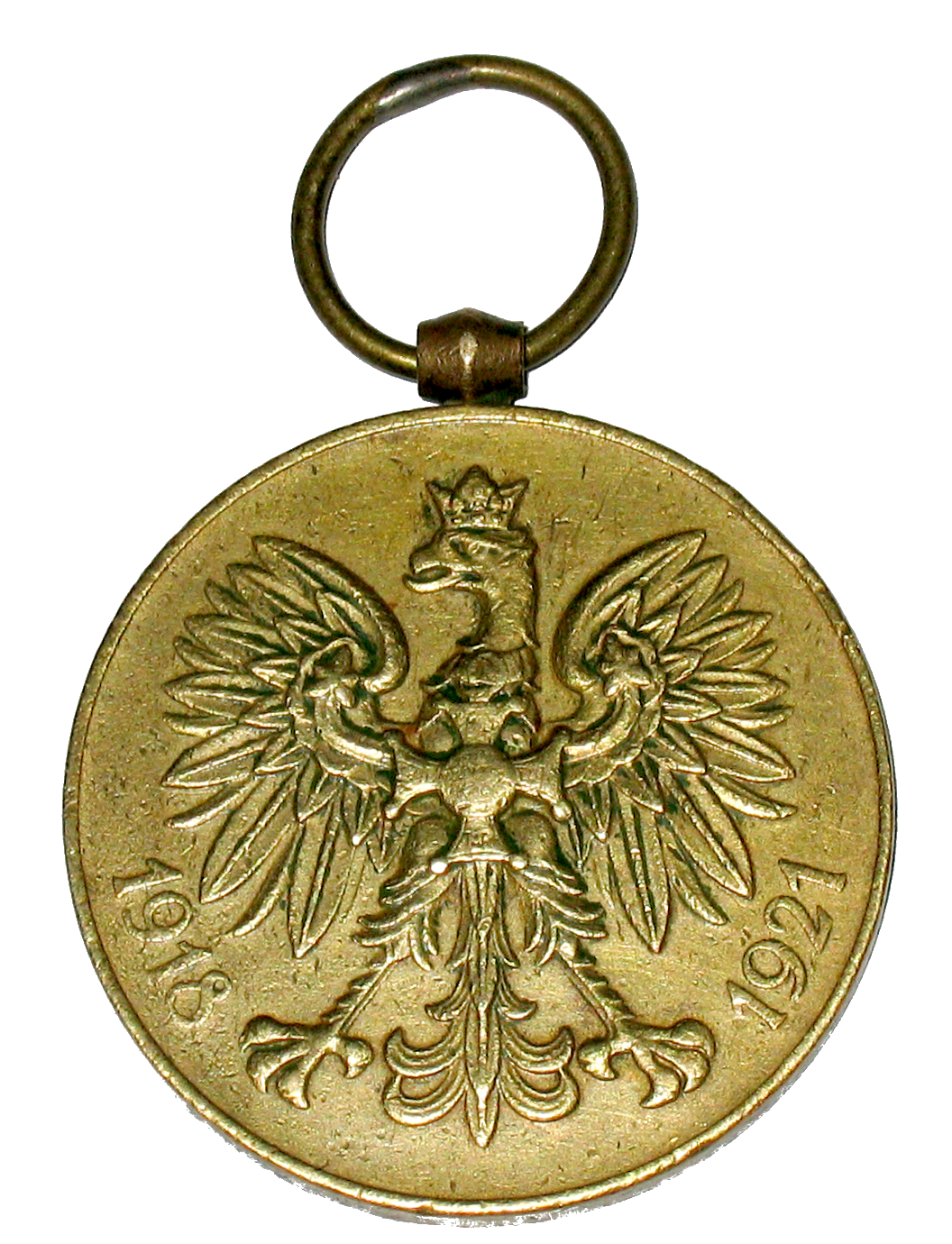
Medal Pamiątkowy za Wojnę 1918–1921

1) Pomnik „Przed Bitwą Warszawską” na placu przed dworcem kolejowym w Skierniewicach (przedstawiono na nim postacie marszałka Józefa Piłsudskiego, premiera Węgier Pala Telekiego, naczelnego atamana wojsk ukraińskich Symona Petlury oraz Charles’a de Gaulle’a, uosabiają narody Europy, które solidarnie pomogły Polsce walczącej z Rosją).
2) Łuk Zwycięstwa w Tomaszowie Lubelskim przed gmachem I Liceum Ogólnokształcącego im. Bartosza Głowackiego, upamiętniający 100-lecie Bitwy Warszawskiej oraz 100-lecie pobytu marszałka Józefa Piłsudskiego na ziemi tomaszowskiej, który przybył do Tomaszowa Lubelskiego w marcu 1921 roku. Łuk ma ponad sześć metrów wysokości i jest to jedyna tego typu budowla w Polsce. Została ona wykonana z betonu, oraz ma zdobienia z brązu. Po jednej stronie umieszczono napis „Cud nad Wisłą” i daty 1920 i 2020, a także symboliczne postaci ułana, piechura i ks. Ignacego Skorupki oraz płaskorzeźby z wizerunkiem Matki Boskiej Łaskawej i orła legionowego. Z drugiej zaś pojawił się napis „Marszałek J. Piłsudski”, a dodatkowo płaskorzeźba z wizerunkiem Józefa Piłsudskiego i daty 1921 i 2021.
3) Harta w gminie Dynów w województwie podkarpackim: pomnik upamiętniający 100. rocznicę Bitwy Warszawskiej (w centrum miejscowości przy remizie strażackiej).
4) Wolica Śniatycka w województwie lubelskim, w powiecie zamojskim, w gminie Komarów-Osada: Pomnik Chwały Kawalerii i Artylerii Konnej – pomnik upamiętniający Bitwę pod Komarowem 1920 roku.
5) tablice upamiętniające węgierską pomoc militarną dla Polski w sierpniu 1920 roku: w Skierniewicach oraz w Warszawie.